# Autobus de Lyon
 (novembre 2024).
Le réseau d'autobus de Lyon dessert l’ensemble des 59 communes de la métropole de Lyon, les 8 communes de la communauté de communes de l'Est lyonnais ainsi que 6 communes situées hors de la métropole, mais membres de SYTRAL Mobilités. En septembre 2025, ce réseau desservira tout le Rhône avec la réunification des réseaux TCL, Cars du Rhône et Libellule (Villefranche-sur-Saône).
Il est exploité par Keolis Bus Lyon (anciennement SLTC, Société lyonnaise de transport en commun), filiale du groupe Keolis, qui en sous-traite une partie des services.
Le réseau se compose de 147 lignes d'autobus et de 7 lignes de trolleybus, toutes organisées et financées par SYTRAL Mobilités, l’autorité organisatrice des mobilités dans la région lyonnaise. Le service de journée fonctionne de 5 h à 21 h. Au-delà, jusqu’à minuit, le réseau est exploité de manière restreinte : certains horaires sont limités, des lignes ne sont plus desservies et d'autres sont fusionnées.
Depuis le 4 novembre 2005, un service nocturne baptisé Pleine Lune est en place. Composé depuis 2021 de 3 lignes (contre 4 entre 2011 et 2020), il circule les vendredis, samedis et dimanches de minuit à 5 h.
Le réseau de Lyon présente la particularité de disposer de 7 lignes de trolleybus (C1, C2, C3, C11, C13, C14 et C18). Ce nombre devrait prochainement passer à 12 lignes avec :
- la conversion à l’électrification des lignes C5 et C25;
- la création d'une ligne C23;
- la division de la ligne C3 en deux branches (C3 et TB11);
- la mise en service d’une ligne à haut niveau de service (BHNS), la TB12[2].

En France, seuls les réseaux de Lyon, Limoges, Nancy et Saint-Étienne exploitent encore des trolleybus. Ces lignes sont pleinement intégrées au reste du réseau d'autobus.
Le réseau a connu une restructuration majeure avec le projet Atoubus, mis en œuvre le 29 août 2011, visant à le rendre plus lisible et plus efficace grâce à une hiérarchisation et une simplification des lignes.

## Histoire

### Les Omnibus (1855)

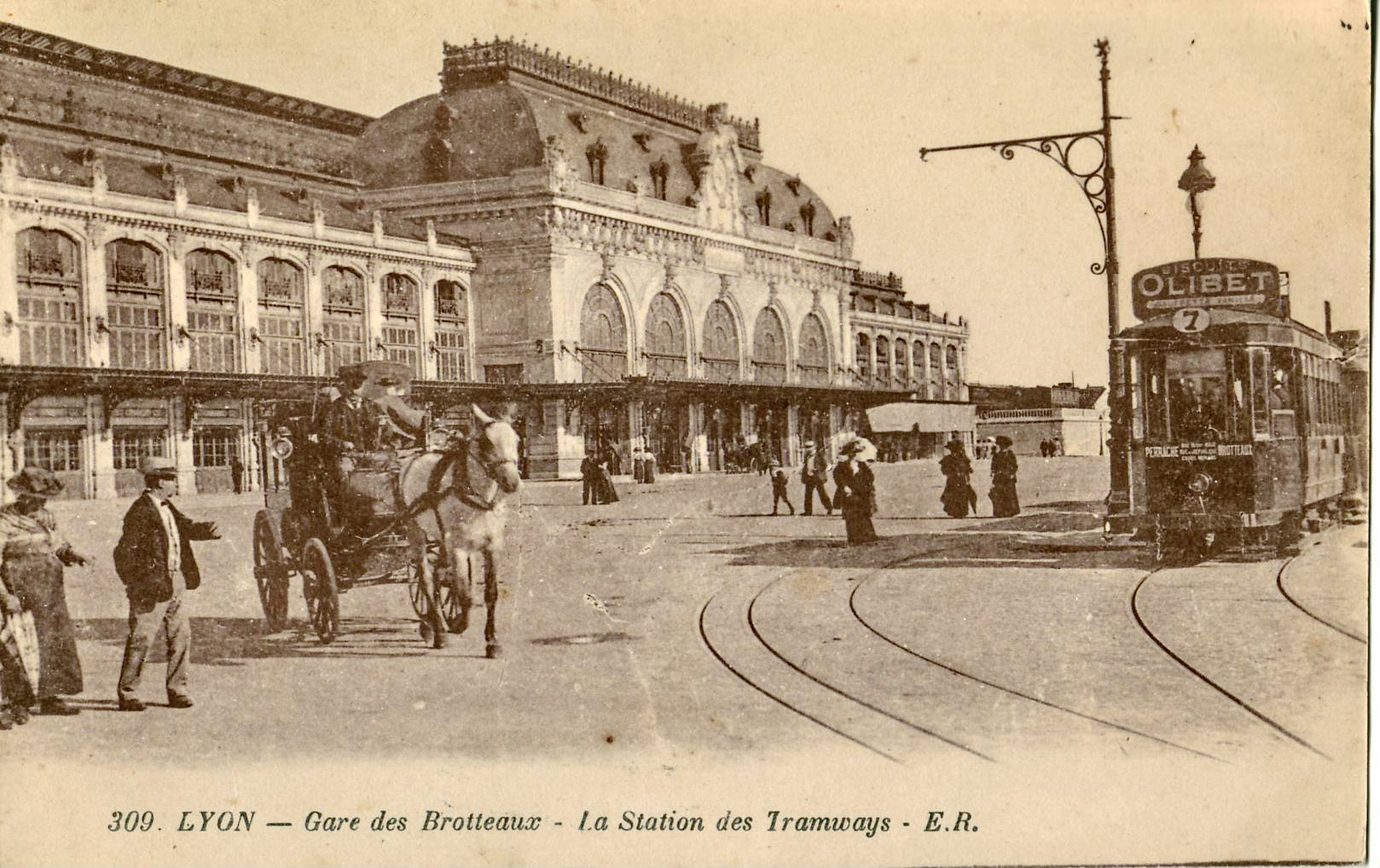
Tramway à la Gare des Brotteaux (années 1920).

Les premiers omnibus lyonnais sont apparus en 1855 avec la création de la Compagnie Lyonnaise d'Omnibus, voitures et voies ferrées (CLO). Ils sont remplacés vers 1880 par des tramways exploités principalement par la compagnie des Omnibus et Tramways de Lyon (OTL).

### Les électrobus municipaux (1925)

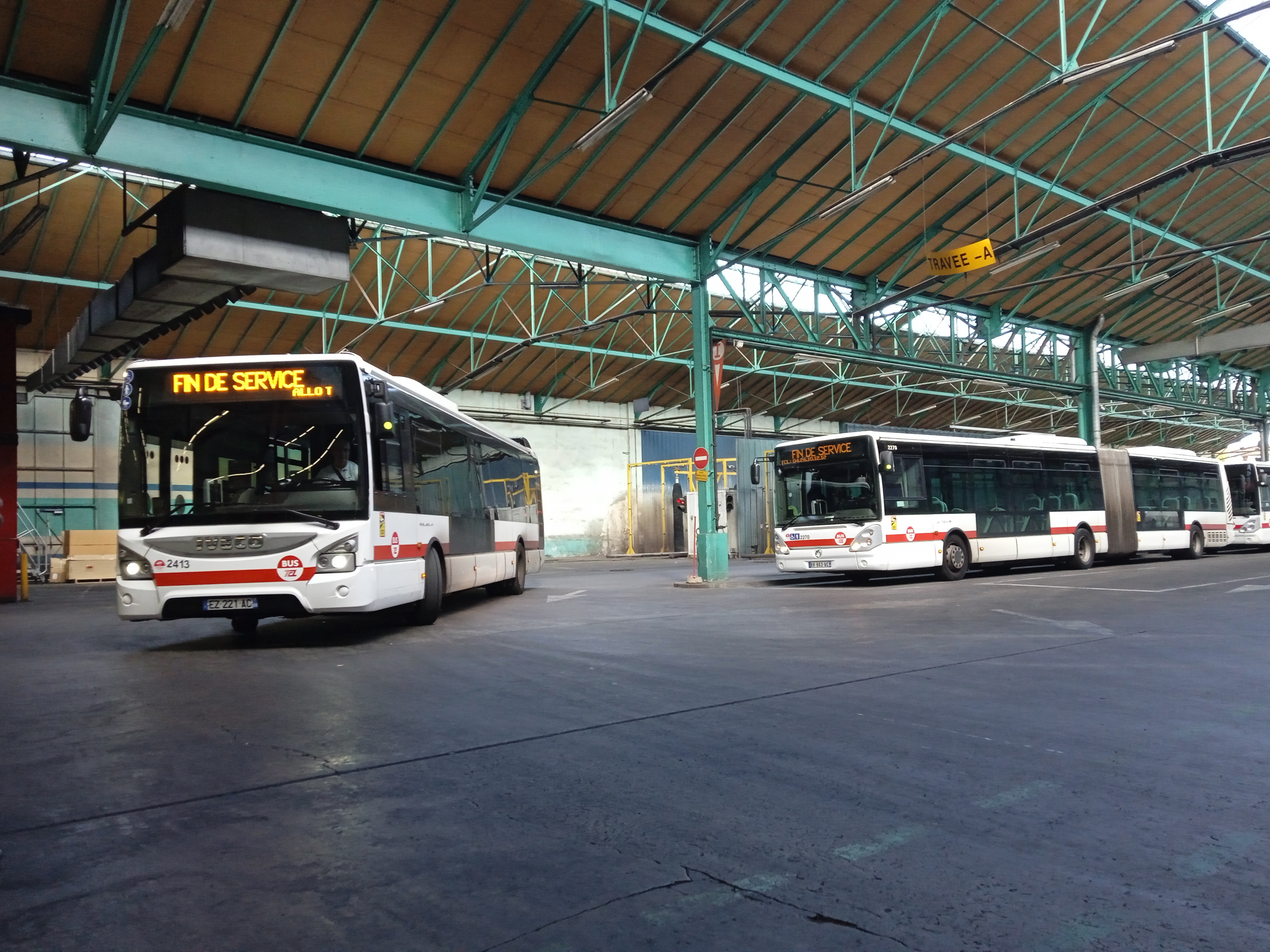
Urbanway 12 et Citelis 18 au dépôt des Pins.

Le 1er janvier 1925, la ville de Lyon crée une première ligne d'électrobus exploitée en régie directe entre les gares de Perrache et des Brotteaux – en doublage de la ligne de tramway no 7 – et portant l'indice A. Cette ligne est remisée à l'ancien dépôt des tramways des Brotteaux situé avenue Pommerol, actuellement nommé boulevard de la bataille de Stalingrad, à la suite du refus de l'OTL d'étendre son réseau pour desservir les quartiers périphériques. Le 17 mars, une seconde ligne indicée B est ouverte entre les mêmes gares, mais passe par l'avenue Berthelot et les rues de Sèze et Garibaldi. Le 29 août 1929, la ligne C est ouverte entre les Brotteaux et le Bachut, passant par la rue Baraban et le chemin Feuillat.
Les lignes A à C sont exploitées par De Dion-Bouton JW1.
En février 1932, la ligne D des électrobus est ouverte entre le cimetière de la Guillotière et le parc de la Tête d'Or par la rue Garibaldi.
L'année 1933 voit aussi la création des lignes municipales E entre les abattoirs de Vaise et Montrochet par la presqu'île et la rive droite de la Saône et de la ligne +R entre les Jacobins et la Croix-Rousse par les chartreux et la rue Hénon, les deux lignes sont exploitées aux « autocars urbains » Rochet-Schneider, les électrobus n'étant pas assez puissants pour le profil de ces deux lignes,.
En 1934, la ligne municipale A est supprimée et remplacée par la ligne circulaire LV (Lyon-Villeurbanne) entre les Brotteaux, Villeurbanne, Grange Blanche, Perrache et le trajet du A est exploité en électrobus Vétra sur base Renault PY,.
En 1936, les lignes B, C et D sont supprimées et la ligne d'électrobus H (Hôpital) est créée entre la cité des États-Unis et Grange Blanche par le trajet des lignes C et D, avec les électrobus JW1,.
Le 1er août 1938, le réseau d'électrobus n'est plus exploité en régie directe mais affermé aux cars Lafond via les TUL (Transports urbains lyonnais), le service étant trop déficitaire,. En 1942, à la suite des restrictions, l'OTL reprend l'exploitation à l'aide des Vetra-Berliet renommés « Accubus », les De-Dion ont été réformés entre 1938 et 1942, qui permettront de remettre en service des lignes régulières de l'OTL comme les 26 et 27. La ligne H reprendra du service en 1946 sous le numéro 34, les autres lignes ne furent jamais remises en service. Les « Accubus » seront finalement réformés entre 1948 et 1951.

### Les premiers autobus (1931-1939)
Le 3 décembre 1931, une partie des services de la ligne 21 et des renforts pour Limonest sont exploités en autocars Rochet-Schneider puis Somua JZSA. L'année 1932 marque le début des renforts en autobus ou autocars : la ligne 17 à partir du 29 février et la ligne 16 voit ses services allant au-delà de Belmont assurés uniquement en autocars à partir du 1er mars, la ligne 21 voit la création d'une branche Chasselay en autocars le 30 juin, les trois lignes sont en Rochet-Schneider. La ligne 24 voit la création, elle aussi, de services en autocars pour l'aéroport de Bron la même année.
Le 15 février 1933, les services de la ligne 25 allant au-delà des Sept-Chemins sont exploités en autocars Rochet-Schneider tandis que des services en autobus Schneider HAO ente Cordeliers et Place Henri par le cours de la libertésont mis en place. Le 3 avril, l'antenne de Mornant du Fourvière-Ouest Lyonnais est remplacée par une ligne de cars exploitée en Somua JZSA au départ de la place Bellecour. Le 17 juillet, les tramways de la ligne 17 sont limités à Miribel, la ligne est exploitée au-delà en autocars Berliet PB8 le 24 juillet la ligne 10 est limitée à Sain-Genis-Laval, les services semi-directs vers Brignais étant convertis en autocars Somua JZSA. Le 18 décembre, les services de la ligne 16 au-delà de Meyzieu sont exploités en autocars Rochet-Schneider, tandis que la ligne est partiellement exploitée entre les Cordeliers et la mairie de Meyzieu en autobus Scneider HAO.
Le 25 juillet 1934 marque la première suppression complète d'une ligne de tramway, la 15, convertie en autobus Schneider HAO, transférée aux 4 Maisons et prolongée à Pierre-Bénite.
Le 23 avril 1935, la ligne 34 est exploitée entre la place du Pont et Parilly en autocars, tandis que la ligne du tramway de Saint-Priest est convertie en autocars TOD au départ de la Place du Pont. Entre le 16 août et le 15 octobre, les services pour Francheville de la ligne 30 sont exploités en autobus Schneider HAO garés au dépôt des 4 Maisons, la ligne est ensuite convertie en trolleybus et les tramways sont supprimés.
Le 16 mars 1936, les tramways de la ligne 29 sont supprimés et remplacés par des autobus garés aux 4 Maisons jusqu'au 11 septembre où la ligne est convertie en trolleybus. Le 15 avril, le tramway Lyon-Neuville est renforcé par des services semi-directs en autobus Berliet GDSL. Le 18 août, les tramways de la ligne 26 sont supprimés et remplacés par des autobus à plateforme Somua RZC6 affectés à Perrache dans la petite remise créée à l'occasion.
Le 19 janvier 1937, la ligne de tramway 14 est limitée aux Aqueducs de Beaunant, la desserte de Chaponost se fait désormais en autocars Rochet-Schneider. Le 1er mars, les tramways de la ligne 12 sont limités à Saint-Fons 4 Chemins, les services pour Vénissieux sont exploités en autobus Schneider HAO puis Berliet GDSL. Le 1er juillet, la ligne 16 est convertie en ligne d'autobus exploitée en Schneider HAO et limitée à l'entrée de Décines, alors située en Isère, avec une desserte de la cité TASE. Le 19 septembre, les tramways du 21 sont limités à Champagne, la desserte est assurée au-delà en Berliet GDSL. Le 12 décembre, la ligne de tramway 10 est limitée à Oullins-Ville, la desserte de St-Genis étant effectuée en autobus Berliet GDSL et la ligne 12 est reprise par les TUL (Transports urbains lyonnais, Cars Lafond) en autobus Renault ZPDF avec création des lignes 12 bis vers La Borelle et 12 ter vers Parilly. En 1937 toujours, la ligne de tramway 27 est limitée au trajet entre Cordeliers et Croix-Luizet, la desserte vers Vaulx est effectuée en Berliet GDSL et garée aux 4 maisons.
Le 3 janvier 1938, une navette en autocars est créée entre les 3 Renards et le Méridien par l'ancien tracé du trolleybus Nithard et la ligne d'autocars 35 est créée entre Perrache et Grange Blanche par le Bachut. Le 1er avril, la ligne 5 est limitée au Pont d'Écully, les services au-delà sont exploités en Berliet GDSL garés aux 4 Maisons. Le 1er août la ligne 17 est convertie en autobus Berliet GDSL suivie du 31 en septembre, du 5 le 13 septembre, le 19 avec la suppression des tramways le 13 et une conversion le 26 avec un prolongement à St-Paul, de la ligne 14 en janvier 1939 et enfin la ligne 27 en mars 1939 est convertie en Schneider HAO à plateforme ouverte ; toutes ces lignes ont été transférées aux 4 Maisons.
Le 7 mars 1939, création de la ligne TS entre Bellecour et la Tour-de-Salvagny par les 3 Renards. Le 1er mai, suppression de la ligne 35, reprise par les TUL. Création la même année de la ligne D entre Bellecour et Dardilly, les lignes D et TS sont garées aux 4 Maisons.
Le 12 juillet 1939 et par arrêté préfectoral, un périmètre des transports urbains a été défini et interdit aux lignes d'autocars privées de doublonner les lignes de l'OTL.

### Durant la guerre 1939-1945
À la suite des réquisitions imposées par la guerre, certains autobus furent réquisitionnés, ce qui provoqua le retour des tramways et une suppression de certaines lignes.
Le 3 septembre 1939, les tramways sont de retour sur les lignes 12 (reprise par l'OTL), 14 (jusqu'aux Aqueducs de Beaunant), 16 (limitée à Grandclément) et 31 (jusqu'à l'usine Rivoire & Carret), la ligne 34 est supprimée. Le 18 septembre, les services en autobus du tramway Lyon-Neuville sont supprimés.
En juillet 1940, les lignes 26 et 27 voient le retour des tramways. Pour la ligne 26, les tramways sont de retour entre l'avenue Berthelot et les Brotteaux et, pour la ligne 27, les tramways vont jusqu'à Croix-Luizet, la desserte de Vaulx étant effectuée en « Accubus » (anciens électrobus municipaux). Le 1er août, les TUL reprennent la ligne 26 entre Perrache et les Brotteaux, les Accubus viennent en renfort. La même année, la ligne 5 est limitée au trajet entre Tassin et le Pont Mouton.
Le 8 août 1941, la ligne 21 est convertie en autobus Berliet GDSL et est limitée à la gare St-Paul le 12 décembre, la ligne 5 est en exploitation mixte en tramways, trolleybus et autobus.
En novembre 1942, les lignes D et TS sont limitées à St-Paul et exploitées de façon commune, la ligne 15 est limitée à Perrache la même année, elle retournera à Bellecour le 15 juillet 1946. Le 11 octobre 1943, l'OTL reprend l'exploitation de la ligne 26 avec un service mixte en tramways et Accubus. Le 15 août 1945, la desserte de Chaponost de la ligne 14 est reprise par les Cars Lyonnais.
Durant la libération de Lyon, le réseau de bus n'aura été que très peu touché.

### L'après-guerre: la fin des tramways
Le 10 août 1946, les tramways de la ligne 26 sont définitivement supprimés et remplacés par des autobus Berliet PCK, les Accubus disparaîtront le 19 décembre, pendant que la ligne 34 est créée entre Brotteaux et Grange Blanche par l'avenue Lacassagne, d'abord en Accubus puis en autobus Berliet PCK, la ligne 34 n'étant que la ligne H des électrobus avec un trajet modifié,.
Le 8 avril 1947, les tramways de la ligne 33 sont supprimés et remplacés par des autobus Schneider HAO puis Berliet GDSL, les trolleybus reprennent les services du 33 jusqu'au cimetière de Caluire le 11 septembre. Le 15 septembre, la ligne 34 est prolongée de Grange Blanche à Bellecour par absorption de la ligne de tramway 32 qui est de facto supprimée et est prolongée dès octobre des Brotteaux aux Cordeliers par la rue Duquesne. Le 30 octobre, les services en autobus du 33 disparaissent.
En février 1948, une navette d'autobus complémentaire de la ligne 13 est créée entre Perrache et le cours Bayard. Le 1er mars 1948, la ligne 17 est limitée au trajet entre Cordeliers et Crépieux-la-Pape, la desserte de Miribel et Montluel est reprise par la ligne M des cars Lafond, le même mois la ligne 9 reprend du service entre Grange Blanche et la place Raspail en Berliet PCK.
Le 15 avril 1948, la ligne 24 est convertie en ligne d'autobus exploitée en Berliet PCK avec un nouveau trajet entre Cordeliers à l'Église de Bron par le Cours Gambetta et le Vinatier tandis que la ligne 25 est exploitée en PCK entre les Cordeliers et les Sept Chemins. Le 10 mai, la ligne 9 est prolongée jusqu'au 1er août des Cordeliers à la Place Tolozan pour pallier la suppression de la ligne 6 du tramway et en attendant sa remise en service en trolleybus.
Le 1er février 1949, les tramways sont définitivement supprimés sur la ligne 12, qui est reconvertie en ligne d'autobus exploitée en Berliet PCK et les services 12 bis et 12 ter créés par les cars Lafond sont remis en service, mais les 3 lignes sont exploitées par l'OTL désormais. En mai, la ligne 34 est scindée en deux lignes 32 (Bellecour - États-Unis) et 34 (Brotteaux - États-Unis). Le 21 novembre, les tramways de la ligne 10 sont limités à Pont d'Oullins, les Berliet GDSL prennent le relais au-delà et, le 5 décembre les lignes 10 et 14 voient leurs tramways définitivement supprimés. Les premiers trolleybus sont mis en place sur la 10 le 31 décembre et la totalité de la ligne passe en trolleybus le 11 avril 1950.
Le 14 mai 1950, la ligne de tramways 20 est convertie en autobus Berliet GDSL et est garée à Audibert comme la totalité des lignes d'autobus à l'époque. Le 5 juin, création de la ligne 35 (Brotteaux - Vaulx Mairie) exploitée en Berliet PCK. Le 12 juin, c'est au tour de la ligne 22 de perdre ses tramways et reçoit les mêmes bus que la ligne 20. Les lignes 20 et 22 sont converties en trolleybus respectivement le 8 août et le 28 octobre.
En avril 1951, la ligne 12 Ter est supprimée. Le 17 avril, des autobus Berliet PCR sont mis en service sur la ligne 1 pour pallier des restrictions de circulation sur le pont de la Guillotière. Le 23 avril la ligne 23 voit la création de services complémentaires en autobus PCR entre Cordelier et Parilly. Le 1er juin, les tramways sont définitivement supprimés de la ligne 1 qui est entièrement exploitée en Berliet PCR, tandis que la ligne 2 est exploitée en autobus entre St-Jean et Montchat. Le 16 juillet, suppression des tramways sur la ligne 8 et exploitation en Berliet PCK. Retour des services semi-directs en autobus MGT du Train Bleu Lyon-Neuville le 1er août sous l'indice TLN. Le 20 septembre, la ligne 28 est convertie en ligne de bus exploitée en Chausson ASHU et le 29 septembre les trolleybus remplacent les autobus sur la ligne 8. Le 4 décembre, la ligne 21 devient partiellement exploitée en trolleybus jusqu'à Champagne et le 8 décembre les tramways sont supprimés sur la ligne 11 au profit des Berliet PCR.
Le 20 février 1952, les tramways sont supprimés de la ligne 16 et convertie en autobus Berliet GDSL sur le parcours entre Villeurbanne et l'entrée de Décines. En avril la ligne 31 est remise en service et le 9 avril la ligne 1 est convertie en ligne de trolleybus. En mai, les lignes 21, TS (qui redevient indépendante de la ligne D) et TLN passent en exploitation à agent seul. Le 19 mai, la ligne 23 voit ses tramways remplacés par des autobus sur toute la ligne en Berliet PCR. Le 26 mai la ligne 17 est supprimée par fusion avec la ligne 8. En juin, création de services estivaux les dimanches et jours fériés sur la ligne 20 à destination du Mont Cindre. Le 5 octobre, suppression de la navette 13.
Le 10 août 1953, fin de l'exploitation en autobus de la ligne 2 au profit des trolleybus et mise en place sur la ligne 3 d'une navette Gare de Vaise - Pont Mouton partiellement exploitée en autobus PCR et en trolleybus. Le 29 octobre, la ligne 11 est convertie en ligne de trolleybus et le 11 novembre, la ligne 36 est créée entre la Gare de Vaise et la place Tolozan par le tunnel de la Croix-Rousse et exploitée en Renault R4211.
Le 28 avril 1954, la ligne 28 est convertie en ligne de trolleybus et le 6 juillet la ligne 7 est convertie en ligne d'autobus puis le 25 octobre en ligne de trolleybus. Le 3 novembre, la ligne de tramway du Fourvière-Ouest Lyonnais est supprimée et remplacée par la ligne 37 exploitée en Renault R4211 au départ de St-Jean et non plus St-Just.
Le 15 avril 1955, la ligne 7 est convertie en ligne de trolleybus et le 28 avril une ligne 12 Ter est créée entre Grange Blanche et Vénissieux par Parilly. Le 12 mai, la ligne 3 perd ses tramways pour des autobus PCR et PBR. Le 29 mai, des services estivaux par la route des Crêtes sont créés les dimanches de juin à septembre. Le 1er août, la ligne 18 est convertie en ligne d'autobus, en PBR toujours garés à Audibert comme la plupart des lignes de bus.
Le 30 janvier 1956, la ligne 3 est partiellement exploitée en trolleybus, tandis que la dernière ligne de tramway urbaine, la 4, est convertie en ligne d'autobus, en PBR, le 1er trolleybus est mis en service le 7 avril. Le 16 avril, création de la ligne 38 (Brotteaux - Grange Blanche via le Tonkin et Grandclément) en Berliet PBR à un agent, la ligne 35 passe en exploitation à un agent le même jour, et la ligne 32 suit le mois suivant. Le 1er juillet, la ligne 3 perd ses services en autobus et le 1er octobre c'est au tour de la ligne 4 de passer en trolleybus.
Le 1er mars 1957, la ligne 37 est confiée aux cars Lafond et devient la ligne V (pour Vaugneray) et exploitée en autobus suburbains Chausson APH52 et ASH52, tandis que la ligne 15 passe en agent seul. Le 8 avril, la dernière ligne de tramway, le Train bleu entre Lyon et Neuville est converti en ligne d'autobus le 1er juillet, les services semi-directs ayant assuré le relais, et prend l'indice 40. Ouverture le 26 août de la ligne 39 (Bachut - Bron Parilly) en autobus à un agent Berliet PLR et prolongée à Perrache le 1er octobre. Le 1er septembre, la ligne 18 est convertie en ligne de trolleybus.
Le 1er octobre 1958, création d'une navette en autobus sur la ligne 29 en MGT à un agent entre les Écoles et l'hôpital de Ste-Foy et le 3 novembre, création de la ligne 17 Pont Mouton - Le Pérollier par La Sauvegarde en autobus MGT.

### Le déclin des trolleybus et du réseau

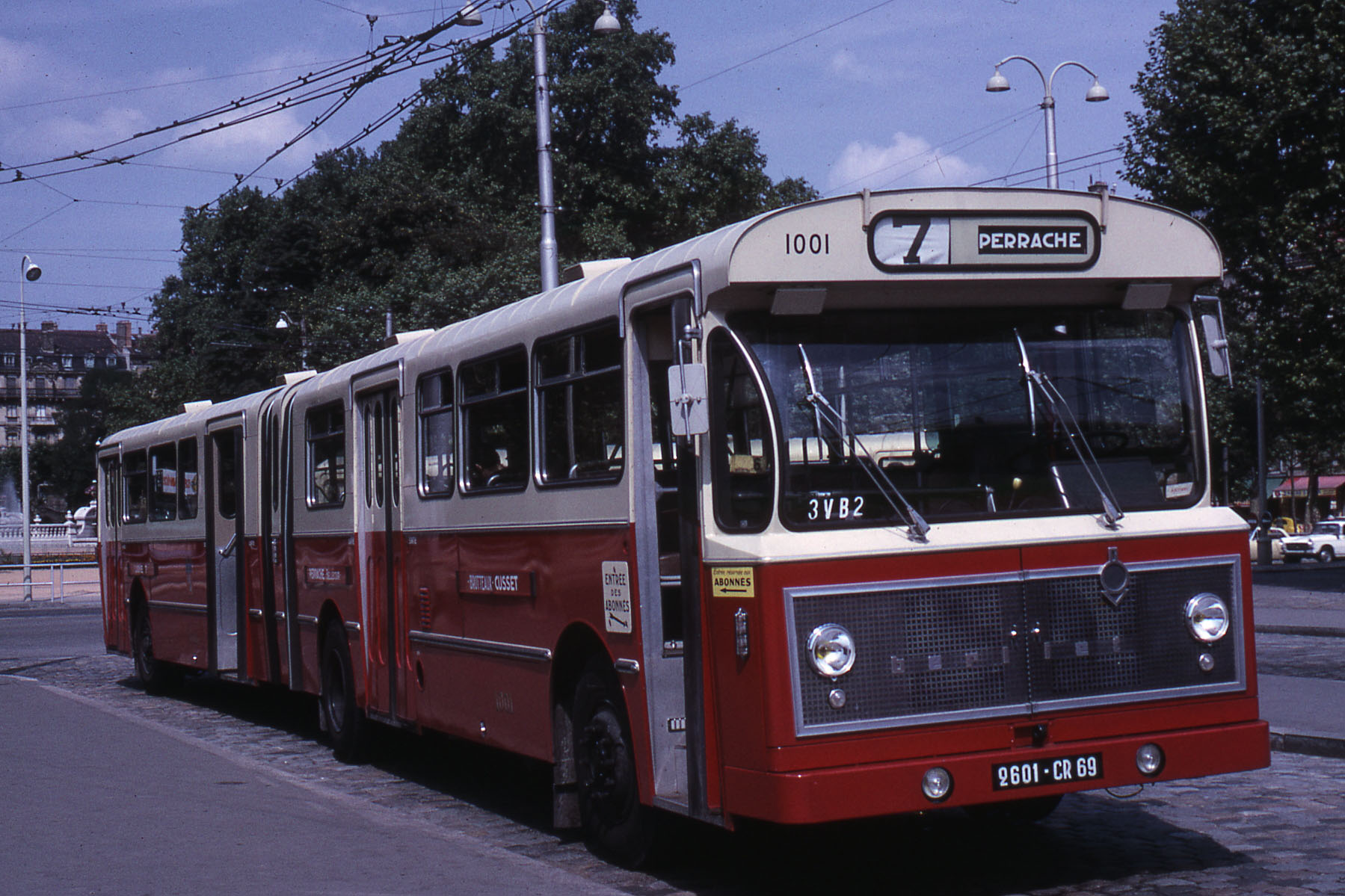
Un Berliet PH12/180 sur la ligne 7 (Perrache - Cusset) en 1967.

Le 23 avril 1959, la ligne 21 est la première ligne à perdre ses trolleybus au profit des autobus, c'est le début d'une période de 10 ans de suppressions. Ouverture le 4 septembre de la ligne 41 (Brotteaux - Montessuy) en autobus à agent seul Renault R4211. En novembre, les lignes 14 et 15 sont les premières lignes à recevoir des Berliet PH 80 et le 30 novembre création de la ligne 42 (Saint-Just - Demi-Lune ou Ménival) en PLR à agent seul. En décembre, la ligne 40 est prolongée le vendredi à Quincieux, jour de marché à Neuville.
Le 2 janvier 1961, création d'une nouvelle ligne 37 (Vaulx - Place Croix-Luizet) en Saviem SC2 à agent seul, et de la ligne 43 (Pont d'Oullins - Hôpital J. Courmont) en Berliet PH80 à agent seul. Le 8 janvier, la ligne 5 est partiellement exploitée en autobus, les trolleybus prennent l'indice 5A et les autobus l'indice 5B. Le 2 mai, les trolleybus sont supprimés sur la ligne 19 qui reçoit des Berliet PH80 et le 15 juillet la ligne 37 est supprimée.
Le 26 mars 1962, ouverture de la ligne 44 (Pont Mouton - Duchère) en Berliet PH 80 et prolongée du Château à Balmont en mai. Le 1er avril, la ligne 30 est partiellement exploitée en autobus, les trolleybus prennent l'indice 30A et les autobus l'indice 30B. Le 5 novembre, les lignes 17 et 19 fusionnent pour former la ligne 19 et la ligne 37 est remise en service.
Le 14 janvier 1963, création de la ligne 12C (Saint-Fons - Les Clochettes) par la RN7. Le 3 juillet, création de services en bus sur la 22 à destination de St-Fortunat et le 31 juillet, mise en service du prototype de Berliet PH180, bus articulé, sur la ligne 7. Création le 2 décembre du 40B (Brotteaux-Neuville) et le 10 décembre, les navettes pour Perrache et services de soirée du 4, exploités en bus, deviennent le 4B.
Le 18 janvier 1964, la ligne 10 perd ses trolleybus au profit des Saviem SC2 et une ligne 17 est créée entre Bellecour et Le Roule en Berliet PH12/100. Le 10 octobre, création du 46 (Duchère - Brotteaux par le tunnel de la Croix-Rousse) suivie le 30 octobre par le 45 (Pont Mouton - Saint-Just par Loyasse) toutes deux en PH80.
Le 7 février 1965, la ligne 8 est convertie en ligne d'autobus, exploitée en Saviem SC2 et fusion des lignes 35 et 37 le 1er novembre pour former la ligne 37. Le 18 avril, les lignes 29 et 30 sont converties en ligne de trolleybus (en PH10/100) à la suite du début des travaux du tunnel sous Fourvière.
Le 16 janvier 1966, les trolleybus sont supprimés sur la ligne 5A, les lignes 5A et 5B refusionnent pour former la ligne 5. Le 1er août, la ligne 12 Bis devient la ligne 35 (Bellecour - Vénissieux). Le 10 octobre, la ligne 33 est partiellement exploitée en autobus. En novembre, la ligne 2 est partiellement exploitée en autobus entre Montchat et la Manufacture des Tabacs.
Le 1er janvier 1967, l'OTL devient la société TCL et la tarification est revue, seules les lignes 21, 40/40B et TS conservent des sections suburbaines, tandis que la ligne D est absorbée par la ligne 19. Le 9 mars, par dérogation préfectorale, les PH180 articulés sont mis en service sur la 7, ce sont les premiers autobus articulés de France. Le 12, la ligne 8 reçoit les premiers Saviem SC10U du réseau et le 20 les lignes de trolleybus 20 et 22 sont remplacées par la ligne d'autobus 22 exploitée en PH80. Le 2 mai, mise en place de la navette M desservant les Minguettes à Vénissieux. Le 15 juillet, la ligne 33 perd ses derniers trolleybus, suivie du 26 le 4 septembre, tandis que la 2 retrouve ses trolleybus. Le 1er octobre, la ligne TS est supprimée, les cars Paget ayant repris la desserte.
Le 2 mars 1968, ouverture de la ligne 47 (Jean Macé - Foire de Lyon) en Saviem SC10U garés dans le nouveau hall du dépôt des Pins. Le 30 mars, les derniers trolleybus sont supprimés sur la ligne 7 au profit des PH180. Le 4 juillet, la ligne 2 perd définitivement es trolleybus au profit des autobus PH100. Le 9 septembre, la desserte des Minguettes est restructurée : la ligne 12 est prolongée dans le quartier à certains services, les services du 35 desservant le quartier sont remplacés par le 48 (Grange Blanche - Minguettes) exploité en SC10U et suppression de la ligne M. Le 2 novembre, les SC10U remplacent les trolleybus sur la ligne 28.
Le 14 avril 1969, la mise à sens unique des quais de Saône entre les ponts du Change et Kitchener (une rive = un sens) affecte les lignes 2, 5, 9 et 44. Le 1er octobre, la ligne 7 est prolongée à Cusset et le 13 octobre une refonte des lignes 25 et 28 provoque une simplification de cette dernière qui perd son trajet en "Y".
Jugé obsolète, le réseau voit sa fréquentation chuter considérablement au profit de l'automobile en plein essor.
1969 au printemps, pour la première fois sur le réseau lyonnais, une femme accède à l'emploi de machiniste, autrement dit de conductrice d'autobus. La première conductrice lyonnaise est affectée à la ligne 27.
Le 1er janvier 1970, la ligne 11 est convertie en ligne d'autobus exploitée en SC10U, marquant la fin de cette décennie de suppression d'une partie du réseau de trolleybus, les services du dimanche des lignes 1, 4 et 18 sont effectués en autobus, les cars Lafond reprennent les lignes 40 et 40B et la ligne 10 reçoit des SC10U (le 11 janvier) en même temps qu'elle dessert l'hôpital Henri Gabrielle. Le 1er juillet, les cars Lafond reprennent les lignes 33 et la branche Demi-Lune du 42 sous l'indice 50. Le 14 septembre, création de services semi-directs sur la 12 entre les Minguettes et Bellecour. Le 1er octobre, création de la Navette 47 entre le parc de la Tête d'Or et le palais de la Foire pour desservir les bureaux de la COURLY.
Le 1er février 1971, le réseau est modifié : ouverture de la ligne 90, en SC10U, entre la gare de la Demi-Lune, la Gravière de Beaunant et l'École Centrale et prolongement du 47 à certains services au palais de la foire avec suppression de la navette 47. La mise en service du nouveau pont de Serin (actuellement Koenig) provoque des modifications sur les lignes 2, 3 (trolleybus), 5 et 44. Le 18 mai, création de la navette circulaire (CR) du 4e arrondissement de Lyon au départ de la Croix-Rousse. Le 5 juillet, suppression du 90. En juillet, création de la navette 7 entre Cusset et la Cité St-Jean et le 31 août, la 90 est recrée et est prolongée à la Duchère. Le 13 septembre, la ligne 29 est limitée à Ste-Foy centre et une navette circulaire 29C est créée pour desservir le reste du trajet via l'hôpital.
Le 3 janvier 1972, la ligne 7 dessert le tout premier couloir réservé, rue Victor-Hugo. Le 24 janvier, création des lignes 105 (Bellecour - Perrache - Tassin) et 144 (Bellecour - Perrache - Duchère) renforçant les lignes 5 et 44 par le tunnel sous Fourvière. Le 1er août, suppression du 90 et le 2, création d'une navette provisoire entre Cusset et la ZUP La Grappinière qui prendra le numéro 51 le 28 août. Le 15 septembre, la construction du centre d'échange affecte les lignes de trolleybus 4 et 13, ainsi que les lignes de bus 7, 26, 39 et 44. Le 1er décembre, les lignes 30A et 30B deviennent respectivement les lignes 49 (Perrache - Point du Jour - Chavril) et 30.
Le 26 avril 1973, mise en place de la première partie du plan de circulation de la ville de Lyon : les lignes 1 (trolleybus), 2, 6 (trolleybus), 7, 10, 11, 13 (trolleybus), 14, 15, 16, 17, 25, 26, 27, 28, 32, 36, 38 et 41 sont concernées. Le 1er juillet, la ligne 50 est reprise par les TCL et fusionne avec le 42 pour former la 42/50. Le 17 septembre, la 29C est remplacée par la N29 entre Ste-Foy Centre et le Plan du Loup.
Le 1er janvier 1974, le monopole de la desserte de la COURLY est attribué au syndicat des TCRL par arrêté ministériel et les lignes et le matériel (SC10L, Brossel A92 DAR-L, Chausson-Saviem SC4, Mercedes O302) des Cars Lafond (TUL) sont rachetées :
Les lignes 33, 40, 40B et V (Saint-Jean - Grézieu - Vaugneray, ex-37 et ex-FOL) reviennent dans le giron des TCL, tandis que de nouvelles lignes sont incorporées et numérotés : 
- Croix-Rousse - Sathonay-Camp (ligne 57), Croix-Rousse - Sathonay-Camp - Fontaines-Saint-Martin (ligne 57B)
- Pont Lafayette - Sathonay-Camp - Rillieux créé en 1965 (ligne 58), Brotteaux - Crépieux - Rillieux créé en 1963 (ligne 58B)
- Pont de la Guillotière RD - Crépieux - Neyron - Miribel - St Maurice - Beynost - La Boisse - Montluel (ligne M, ex-tramway 17 OTL) et Saint Jean - Pont Mouton - La Demi Lune - Saint Genis les Ollières - Marcy L'Étoile - Pollionnay créé en 1961 (ligne P).

Le 11 mars, création du 52, ligne de rocade entre Vaulx et Parilly par Bron. Le 2 mai, la ligne des cars Philippe desservant Saint-Priest est rachetée et devient la 53 (Place Raspail - Saint Priest). Le 1er juillet, création du 54 entre St-Priest et sa gare, ainsi que d'une navette non-indicée vers Mions en minibus Berliet PAK50. Le 23 octobre, application de la deuxième phase du plan de circulation de la ville de Lyon : les lignes 6 (trolleybus), 9, 12, 25, 27, 32, 35, 36 et 38 sont concernées.
Le 21 janvier 1975, la ligne 39 devient la « ligne pilote » et reçoit des SC10U « Confort » et exploités en libre-service (la transition des autres lignes s'effectuera jusqu'aux années 1980). Le 25, prolongement du 25 à Chassieu en heures de pointe et le 27, la ligne 42/50 redevient deux lignes indépendantes 42 prolongée à Boyer et 50, exploités en Berliet PCMU. Le 1er septembre et à la suite de l'ouverture du centre commercial de la Part-Dieu, la ligne 26 y est déviée et les lignes 37, 40B, 41, 46 et 58B y sont prolongées. Le 1er décembre, création à titre expérimental du 63 entre Saint-Jean et La Mulatière en Saviem SC2, la ligne est supprimée le 1er mars 1976, la fréquentation étant trop faible.
Le 1er juin 1976 plusieurs lignes sont renumérotées, en prévision de l'ouverture de centre d'échanges de Perrache, les numéros de 1 à 99 sont pour les TCL et à partir de 100 pour les cars départementaux, les indices à lettres sont réservés au futur Métro : les lignes 105, M, P, V et 144 deviennent respectivement les lignes 55, 71, 72, 73 et 94. Le 26 juin, les lignes 26 et 39 sont prolongées au nouveau centre d'échanges de Perrache. Le 1er juillet, les lignes 29 et N29 fusionnent pour former la 29 et le 14 septembre les lignes 33, 57 et 57B fusionnent pour former la 33 (Croix Rousse - Montgay ou Sathonay-Camp ou Fontaines par Cailloux) et exploitation en SC2. Le 1er octobre, ouverture de la ligne 10/63 entre Perrache et Oullins. Entre novembre et décembre, les lignes 4 (trolleybus), 7, 8, 13 (trolleybus), 17, 22, 29, 30, 31, 45, 46, 55 et 94 sont déviées ou mise en terminus au centre d'échanges de Perrache.
Le 31 janvier 1977, ouverture de la ligne 65 (Grange blanche - Aéroport - Manissieux) en remplacement des branches Mi-Plaine et Aéroport du 24. Le 1er avril, la 58B devient la 59 et le 12, la 94 est supprimée en raison des bouchons sous Fourvière. Le 1er juillet, les lignes 8 et 17 fusionnent pour former la 8/17 (St-Clair - Le Roule) et le 24, création du 83 entre Bellecour et le parc de Miribel-Jonage par le trajet du 7. Le 3 septembre, la 8/17, perturbée tout comme les 58 et 71 par l'effondrement mortel d'un immeuble du cours d'Herbouville durant l'été, devient la 8. Le 12 septembre, ouverture de la ligne 56 entre Cusset et Vaulx. En novembre, la navette entre Saint-Priest et Mions devient la 62.
Le 3 avril 1978, la 10/63 devient la 63 et est prolongée au Golf.

### Arrivée du métro (1978) et retour en grâce du transport en commun
Le 2 mai 1978, les lignes A et B du métro sont mises en service. Le réseau est très fortement restructuré : l'antenne Gorge de Loup du 2 est supprimée, la ligne 3 est prolongée à Laurent Bonnevay, terminus du A, et la branche Gare de Vaise disparaît, la ligne 7 est remplacée par le Métro A et les PH12/180 sont réformés, la Navette 7 est prolongée à Laurent Bonnevay et au Roule, la ligne 11 est prolongée à Bonnevay, la 16 est rabattue à Bonnevay, la 23 est prolongée au Parc de Parilly, la ligne 25 ne dessert plus Chassieu, la ligne 27 est prolongée à Laurent Bonnevay tout comme le 28, la ligne 30 est prolongée à Bellecour pour être en correspondance avec le métro, la ligne 31 est prolongée à Perrache pour les mêmes raisons, les lignes 36 et 46 fusionnent pour former la ligne 36 (Duchère - Part-Dieu - Minguettes) par le tunnel, les 37, 41 et 59 sont prolongés à la Part-Dieu (terminus à la COURLY), la 38 est déviée à Villeurbanne pour être en correspondance avec le Métro, les lignes 40 et 40B passent dans le réseau urbain, le 44 est convertie en trolleybus, la 47 est déviée par la station Masséna, la 51 est rabattue à Laurent Bonnevay tandis que les 56 et 57 y sont prolongées, ouverture de la ligne 64 (Laurent Bonnevay - Bron Terraillon), intégration des lignes des VFD de Meyzieu (sous l'indice 67 : Laurent Bonnevay - Meyzieu) et de Chassieu et Genas (sous l'indice 68 : Grange Blanche - Chassieu - Genas), la ligne 67 reste toutefois exploitée par les VFD. Rabattement, le 1er juin, du 83 à Laurent Bonnevay. Le 15 septembre, création des lignes 74 (Demi-Lune - Marcy-l'Étoile) et 75 (Neuville - Saint-Germain ou Curis), cette dernière ne fonctionnant que les jours de marchés. Le 16 octobre, prolongement du 15 à Irigny.
Le 2 janvier 1979, le 40B devient le 70. Le 2 février, création de la ligne 69 (Maisons Neuves - La Doua INSA), exploitation commune SLTC/VFD du 67, affrètement de la ligne CFIT entre Perrache, Feyzin et Solaize sous l'indice 79 suivie le 1er de la ligne Faure de Valencin mais uniquement entre Perrache et Corbas sous l'indice 76.
Le 3 septembre 1979, la ligne 19 est prolongée à l'Hôtel de ville, création du 80 Express le 10 entre Perrache et St-Priest. Le 3 décembre, l'antenne St-Cyr du 22 devient la ligne 20 et les deux lignes sont prolongées à l'Hôtel de ville, tandis que la ligne 81 est créée entre Laurent Bonnevay et Parilly par le périphérique.
Le 2 mai 1980, la ligne de Vienne-Voyages entre Lyon et Givors est affrétée entre Perrache et Vernaison par CFIT sous l'indice 82. Le dépôt de la Soie est ouvert le même jour et les lignes 2, 3 (trolleybus), 7, 11 (trolleybus), 16, 27, 37, 51, 52, 56, 57, 64, 67, 81 et 83. Le 4, la ligne 20 est prolongée au Mont Cindre les dimanches d'étés. Le 1er septembre, la ligne de la RSAR entre Lyon et Cours-la-Ville voit son tronçon jusqu'à La Tour-de-Salvagny affrété sous l'indice 86.
Le 22 septembre 1980, mise en place de l'opération « à l'ouest du nouveau » : prolongement des lignes 5 et 21 à l'hôtel de ville, du 42 à Jean Macé, la ligne 50 est supprimée, son antenne Demi-Lune est reprise par le 45 et le reste de la ligne par la nouvelle ligne 46 (Boyer - Perrache). Prolongement du 66 à Valdo à la place d'une antenne du 42 et limitation du 72 au trajet entre Demi-Lune et Pollionnay.
Le 14 septembre 1981, le métro B est prolongé de Part-Dieu à Jean Macé : les lignes 25, 26, 35, 38, 41 et 70 sont déviées et des partiels Charpennes - La Doua sont créés sur le 26 en heures de pointe, le 49 est envoyé à Jean Macé et le 53 voit son terminus déplacé des Cordeliers à Perrache. En fin d'année, la SLTC assure 80 % des services du 67 qui est prolongé le 14 décembre à Jonage.
Le 1er septembre 1982, mise en place de l'opération « En voiture, les Minguettes » : le terminus Minguettes Sud devient Minguettes Darnaise, le 12 voit ses deux branches dans le quartier remplacées par un trajet unique, la desserte des Clochettes devient le 60 et les services semi-directs deviennent le 90, le 36 est prolongé à la Darnaise. D'autres changements sont effectués à la même époque : prolongement du 24 aux Sept-Chemins, le 68 est rabattu à Laurent Bonnevay.
Le 18 avril 1983, la ligne 60 est prolongée à Feyzin et le 78 est supprimé, le 79 abandonne la desserte. Le 13 juin, à la suite de l'ouverture de la gare de la Part-Dieu, le 28 y est dévié et les lignes 38, 69 et 70 voient leur terminus reporté.
Le 16 avril 1984, la ligne 71 est supprimée, les cars Philibert reprennent la desserte en tant que ligne départementale de l'Ain.
Le 1er septembre 1984 le réseau est légèrement modifié avec principalement une restructuration de la desserte de St-Priest :
les lignes 10 et 43 sont prolongées à St-Genis Basses Barolles, la ligne 56 est prolongée à Vaulx-en-Velin Pierre Frite pour desservir le quartier de La Rize et la ligne 80 est prolongée à la Plaine de Saythe et le service est désormais assuré du lundi au samedi.
Le 10 septembre 1984, création à St-Priest de la ligne 50, une navette interne à recette garantie par la municipalité effectuant deux boucles au départ de St Priest-Centre, par la Cité Berliet et par La Fouillouse, Manissieux et Beauséjour, la ligne 62 est prolongée des deux côtés à Mions Jules Vallès et de l'autre à Grange Blanche par Champ du Pont et le centre de Bron, avec abandon de la desserte de Manissieux tandis que la ligne 68 assure la desserte d'Eurexpo-exposants via les services de la ZI Chassieu.
En décembre 1984, prolongement de l'antenne Dardilly le Haut au Paillet de la ligne 19 et la ligne 41 est déviée le 8 décembre par la station Cuire à la suite du prolongement du métro C.
Le 9 septembre 1985, prolongement à Saint-Fons de la ligne 60 jusqu'à la rue A. Thomas. Le 1er octobre, le réseau du Sud-Ouest est restructuré :
l'antenne Montmein de la ligne 10 est remplacée par la nouvelle ligne 88 au départ de Perrache et création d'une nouvelle ligne 17 entre Bellecour et Basses Barolles en reprenant le trajet de l'ancienne ligne 43 et par Oullins et Pierre-Bénite. La ligne 47 est prolongée à l'hôpital Lyon Sud par l'ancien trajet du 43, tandis que la ligne Lyon-Millery des cars Favier est affrétée jusqu'à Charly en tant que ligne 85.
Le 3 mars 1986 création de services semi-directs sur la ligne 26 entre les Charpennes et le campus de La Doua en articulés GX 187.
Le 8 septembre 1987, le réseau est à nouveau adapté : les antennes Curis et Montanay de la ligne 75 sont reprises par la ligne 84, exploitée par les cars Burtin, tandis que des services directs 19D sont créés sur la ligne 19 à destination de la Porte de Lyon. Le 5 octobre, limitation au Parc Tête d'Or et abandon de la desserte du quai A. Lignon de la ligne 47 et passage par le quai Achille Lignon direction Rillieux et Sathonay pour la ligne 58. Le 2 novembre, prolongement de certains services du 59 à Vancia par le nouveau cimetière de Rillieux.
Le 4 janvier 1988, prolongement de la ligne 29 à La Gravière de Beaunant. Le 18 janvier, les services directs du 26 prennent l'indice 78. Le 2 mai, la ligne 72 dessert le dimanche le parc de Lacroix-Laval. Le 5 septembre 1988, prolongement de la ligne 54 à St-Priest Beauséjour et création d'une antenne Château de l'Île à Feyzin en heures de pointe sur la ligne 60.
Le 16 janvier 1989, création de la ligne 58 Express entre Laurent Bonnevay et Rillieux Les Manges par l'autoroute A46 à raison de 3 services matinaux. Le 25 janvier, prolongement au sud de la ligne 8 avec deux antennes : Oullins Clément Désormes et Sainte-Foy Centre. Le 10 avril, les lignes de trolleybus 1 et la ligne de bus 24 fusionnent pour former la ligne 1/24 entre St-Jean, le Vinatier et Bron Sept Chemins. Le 17 avril, prolongement à Francheville-le Bas de la ligne 14 via le centre commercial Taffignon. Le 1er août, prolongement à Francheville Findez de la ligne 30. En septembre 1989, la ligne 17 est déviée par la Cité Hauteroche et prolongement au quartier des Presles à Pollionnay de la ligne 72. Le 4, la ligne 65 est supprimée et remplacée par l'affrètement du tronçon Grange Blanche-Manissieux de l'ensemble des lignes du consortium TransIDA sous l'indice 65T. Le 2 octobre, prolongement au Mas du Taureau de la ligne 7 tandis que la ligne 37 y est déviée et la ligne 47 reprend la desserte du quai A. Lignon à raison d'une voiture sur deux.
Le 2 février 1990, affrètement de la ligne Lyon-Chazelles des cars Planche jusqu'à Brindas sous l'indice 89. Le 2 juillet, la ligne 87 est supprimée. Le 10 septembre 1990 le réseau est à nouveau modifié : la ligne 33 dispose d'un trajet plus direct à Cailloux, la ligne 46 dessert la rue de Champvert (Théâtre du Ve) et l'Église du Point du Jour, la ligne 54 est prolongée en pointe à la ZI de Chassieu, la ligne 60 est modifiée dans le quartier des Clochettes, la ligne 70 est mise en terminus à Part-Dieu Vivier Merle avec une boucle par la rue Vauban, le Bd des Brotteaux, la gare routière et la rue de Bonnel prolongée, création sous l'indice 77 d'une navette à recette garantie entre Fontaines Centre et les Marronniers par l'ancien itinéraire du 33 entre Fontaines et Sathonay-Village puis passant par la gare de Sathonay-Rillieux, avec correspondance SNCF. Le 1er octobre, la ligne 72 abandonne la desserte du parc de Lacroix-Laval le dimanche.

### Arrivée du métro D (1991): restructuration majeure
Le 9 septembre 1991 marque la mise en service du Métro D entre Grange Blanche et Gorge de Loup, le réseau subit alors une grande restructuration qui n'épargne que très peu de lignes : création d'une nouvelle ligne 2 entre Gorge de Loup et Plateaux de St-Rambert tandis que la 2 historique est supprimée, report du terminus de la ligne 5 à Gorge de Loup et création d'une antenne Marcy l’Étoile par la route de Sain Bel, prolongement à Montessuy Gutenberg par la montée des Soldats de la ligne 8, limitation aux Cordeliers de la ligne 9 et prolongement à Bron jusqu'aux Sept-Chemins par la mairie et l'entrée de la ZAC du Chêne, Prolongement de la ligne 14 à Gorge de Loup par Alaï, la gare SNCF de Tassin et le nouveau site propre, passage par l'hippodrome, ancien trajet des directs, et prolongement partiel à la ZI de Chassieu Mi-Plaine de la ligne 16, déviation du 19 par Gorge de Loup et prolongement de l'antenne du Paillet à Dardilly Le Jubin, passage par Valmy vers Hôtel de Ville des lignes 20 et 22, passage du 21 par la rue de Bourgogne et la Grande rue de Vaise vers Hôtel de Ville et création d'une antenne Limonest Cimetière par le Parc d'Affaires de Dardilly et Porte de Lyon, report à Grange Blanche du terminus de la ligne 1/24 et exploitation sous l'indice 24 afin de libérer l'indice 1, la ligne 25 est prolongée à Décines Réservoir par les Nitoles et l'église de Décines à raison d'une voiture sur 3, déviation du 28 par le quai J. Courmont vers le terminus de St Jean rebaptisé "Vieux Lyon" et par les rues E. Herriot et Grenette au retour, déviation du 31 par Valmy vers Perrache, passage direct du 32 à Gerland par l'avenue Debourg, déviation du 33 par la station de métro Hénon et le boulevard des Canuts, limitation du 34 aux Charpennes, prolongement des services ZI Vénissieux à Corbas Condorcet du 35, prolongement du 37 à Décines Réservoir à raison d'une voiture sur 3, limitation du 38 aux Charpennes, la ligne 40 absorbe l'ancienne ligne 75 et prolongement partiel à St Germain Village, prolongement du 41 à Garibaldi-Gambetta et déviation par la Montée de la Boucle puis reprise de l'ancien itinéraire en sens inverse de Cuire jusqu'à la place Foch et au nouveau terminus de Caluire-Vassieux, limitation du 42 à Gorge de Loup, prolongement du 45 à Gorge de Loup par le nouveau site propre, prolongement du 58 à Herriot (A. Poncet) et déviation sans arrêt par St-Clair (Grande rue ou autoberge) et création de quelques services par la montée Castellane à Crépieux, limitation du 59 à Part-Dieu Vivier Merle et exploitation les dimanches et fêtes avec limitation à Caluire-Vassieux, prolongement du 64 à la ZAC du Chêne, création d'une antenne Gorge de Loup - Les Sources sur le 66, création d'une seconde antenne Meyzieu Gadelles par Peysillieu et Meyzieu centre et suppression de l'antenne Jonage du 67, déviation du 68 par l'avenue Carmagnole et prolongement partiel à Meyzieu centre, prolongement du 69 à Sans Souci (métro D), déviation du 70 par la rue Vauban pour rejoindre la Part-Dieu, déviation du 72 par le boulevard des Hespérides et prolongement à Gorge de Loup par le nouveau site propre, limitation du 73 à Perrache et suppression des services partiels pour Craponne Mairie et création du 74 entre Gorge de Loup et Craponne Val d'Yzeron, création de la ligne 75 interne à Caluire et à recette garantie par la municipalité exploitée par les cars Philibert et reliant Crépieux aux Bords de Saône par Vassieux, le centre de Caluire et la montée des Forts, passage du 84 en rive droite de la Saône entre le pont de Collonges et le pont de Fontaines, création sous l'indice interne 91 de la « Navette Presqu'île » entre Saint Paul et le Cours Bayard par l'ancien itinéraire du 13 et le cours Charlemagne, l'antenne Jonage Château des Marres de la ligne 67 devient le 95, création sous l'indice 96 d'une ligne reliant Perrache à Jean-Macé par les avenues Leclerc, T. Garnier et J. Jaurès, création sous l'indice 97 d'une ligne Pêcherie ou Gare de Villevert-Neuville - Genay Centre par Neuville et la ZI, création sous l'indice 98 d'une navette reliant Ecully centre à Dardilly Les Mouilles et création sous l'indice 99 d'une liaison directe entre les Cordeliers et La Part-Dieu desservant ensuite le quartier de la Ferrandière jusqu'aux Maisons Neuves. Le 14 octobre, création sous l'indice 92 d'une navette interne de Meyzieu reliant le domaine du Grand Large aux Plantées par la gare et la mairie et ce jusqu'au 6 septembre 1993 où la Navette 92 est finalement supprimée. Le 3 février, limitation du 98 à l'École Centrale et prolongement à la Gare de la Demi-Lune.
Le 11 juillet 1992, des ajustements sont effectués à la restructuration de l'année précédente : suppression de l'antenne Marcy l'Étoile du 5, reprise par la nouvelle ligne 98, simplification de l'itinéraire du 14 dans Tassin avec passage direct par l'avenue de Gaulle, suppression de la navette en autobus N23 de la ligne 23, limitation à Foch (métro A) du 27, passage direct entre l'arrêt J. Prévert et le terminus de Corbas Condorcet du 35, limitation à Part-Dieu Vivier-Merle du 41 et passage direct par le boulevard des Belges en évitant Charpennes, déviation par la place Bourdarias (les weekends et fêtes) du 53, suppression de la desserte de Caluire-Vassieux les dimanches et fêtes du 59, suppression de la desserte de Meyzieu et retour au terminus d'Azieu pour le 68, limitation du 69 à Maisons Neuves, déviation les jours ouvrables du 80 par la place Bourdarias en remplacement de la navette N23, suppression des trajets Pêcherie - Neuville et des autobus articulés du 97 et report du terminus à la gare de Villevert-Neuville pour tous les services, Suppression de l'ancien 98 et création de la nouvelle ligne 98, qui reprend l'antenne Marcy l'Étoile du 5 avec desserte par certains services de la gare de Tassin, limitation du 99 à la Part-Dieu (Gare SNCF) et prolongement à Montchat Place Ronde par la route de Genas et le cours R. Vitton. Le 31 août, report du terminus des lignes 2, 45 et 86 dans la nouvelle gare routière (basse) de Gorge de Loup, limitation du 3 à l'Hôtel de Ville (départ devant l'Opéra), report du terminus Gorge de Loup dans la nouvelle gare routière et suppression des trolleybus, les lignes 5, 14, 42, 66, 72, 74 et 98 voient leur terminus reportés dans la nouvelle gare routière de Gorge de Loup, limitation du 9 à Saxe-Gambetta, déviation du 16 par l'avenue Carmagnole, desserte de la clinique du Grand Large par le 25, suppression de la desserte de la place Foch par le 75, desserte du Palais des Sports par le 96 et la ligne 99 est de retour aux Cordeliers avec création d'un arrêt intermédiaire Guichard. En novembre 1992, la ligne 46 déviation par l'avenue de la 1re DFL et desserte de St Irénée et la ligne 47 suppression de la desserte du métro Masséna et passage direct par la rue Garibaldi. Les bus relais 93 et 94 sont supprimés à la suite de l'automatisation totale du Métro D.
Le 11 décembre 1992, le métro D est prolongé à Gare de Vénissieux et la restructuration a lieu le 4 janvier 1993 : le 32 est prolongé à Parilly, la ligne 35 abandonne la desserte de Corbas reprise par le 54 et est prolongée aux Minguettes Darnaise par l'avenue Houël et la rue Komarov, passage direct du 36 par la rue Komarov aux Minguettes, la ligne 40 suppression de la desserte de St Germain par le 40, reprise par la nouvelle ligne 97, et des services par la rive droite de la Saône qui sont repris par la nouvelle ligne 43, ligne 48 limitation du 48 au parcours entre Gare de Vénissieux et Minguettes Darnaise et déviation par Minguettes centre, prolongement à la Plaine de Saythe du 53 par l'ex itinéraire du 80 et à la ZA Pesselière de Mions à raison de 4 services par jour, limitation du 54 à la Gare de Vénissieux, déviation dans Corbas par l'avenue Corbetta et abandon de la desserte de la ZI de Corbas, report du terminus de l'antenne Feyzin Les Razes à Parilly du 60 par La Darnaise du, le boulevard Jodino et la Gare de Vénissieux. Suppression de l'antenne Château de l'Île et de la desserte des Clochettes reprise par la ligne 93, passage du 76 par l'avenue Corbetta, la ligne 80 est limitée au trajet Parilly - Saint Priest La Cordière par l'ex itinéraire du 53, suppression de la desserte de Montanay du 84, repris par la ligne 97, et suppression de la desserte de la ZI de Genay reprise par la ligne 90, création sous l'indice 87 de la ligne entre Gare de Vénissieux et Mions Mairie par la ZI de Corbas-Vénissieux, création sous l'indice 90 de la ligne entre Pêcherie et Genay centre par la ZI en remplacement de la branche de la ligne 84 affrétée, reprise sous l'indice 93 de l'antenne Feyzin Château de l'Île de la ligne 60 avec terminus partiel aux Minguettes, création sous l'indice 94 de la ligne entre Moulin à Vent et St-Priest Plaine de Saythe par le Grand Chassagnon, la Polyclinique des Minguettes, la Gare de Vénissieux et les usines Berliet, suppression de la ligne 97 entre Gare de Villevert-Neuville et Genay et création sous l'indice 97 de la ligne affrétée à Lyon Cars entre Montanay La Tour et Saint Germain Cités par Neuville, l'ancienne ligne 90 devient la 12E et création de la N39 « Campus Express » entre Mermoz Pinel et le campus de Bron, le tronçon vers Perrache, affrété à Lyon Cars du 84 prend l'indice 184.
Le 8 mars 1993, prolongement du 12E aux Minguettes Thorez par la Polyclinique et limitation du 94 à St Fons A. Thomas. Le 31 août, à la suite de la fermeture de la place L. Pradel, report du terminus du 19 rue de la République et pour les lignes 20, 21 et 22, report du terminus rue de l'Arbre Sec.
Le réseau est adapté le 6 septembre 1993 : déviation du 5 par le Pont Mouton en direction de Tassin, retour du 9 aux Cordeliers, prolongement de tous les services partiels du 15 Irigny mairie à Irigny Vénières sauf en soirée, suppression de l'antenne Fontaines du 33, retour du terminus au Charréard sur le 35, déviation du 54 par la ZI de Corbas, exploitation du 61 dans les deux sens, déviation du 69 par la Mairie de Villeurbanne et prolongement à Sans Souci (métro D) par la rue du Dauphiné, suppression de l'antenne Brindas du 73 reprise par la ligne 74, déviation du 76 à partir de la mairie de Corbas par la route de Saint Priest et abandon de la desserte partielle des abattoirs, prolongement express du 77 à Cuire (avec seulement 3 arrêts intermédiaires) et de Fontaines (centre) aux Marronniers (Les Bruyères) par la montée Roy, prolongement du 80 à la Plaine de Saythe, création de services directs 81 Campus à destination de l'Université Lumière (bâtiment Europe), abandon de la desserte du Charréard par le 87 et déviation par les abattoirs de Corbas. En novembre, déviation du 70 par les Brotteaux.
Le 18 juillet 1994, les lignes 1, 3, 6, 13, 18, 19, 20, 21, 22 et 44 sont déviées par la rue Grenette où un couloir provisoire à contre-sens a été aménagé en raison de la fermeture de la place des Terreaux en travaux. Le 18 août, report du terminus des 3 et 19 rue de la République, retour par la rue du Bât d'Argent et passage dans les deux sens devant le Palais St Pierre, report du terminus des 20 et 22 dans la rue de la République (à la place du 19) et passage dans les deux sens devant le Palais St Pierre, la ligne 21 passage dans les deux sens devant le Palais St Pierre.
Le réseau est adapté le 5 septembre 1994 : prolongement du 3 à Dardilly Le Jubin en remplacement de l'antenne Dardilly du 19, prolongement du 12E à Minguettes Darnaise et suppression de la desserte de la Polyclinique (reprise par la ligne 93), report des deux terminus du 17 à Jean Macé par l'avenue Jean Jaurès et à Saint Genis (centre) par la route d'Irigny, limitation à l'ancien terminus des États-Unis Viviani du 32, rétablissement de la desserte par le plateau des Minguettes (Thorez et Montchaud) du 36, suppression de la desserte du stade et du collège Picasso à Bron du 52, suppression de la desserte de la ZA Pesselière du 53 (reprise par le 94), report du terminus partiel de Rillieux à La Velette et suppression du détour par la Velette pour les services Sathonay-Camp du 58, déviation du 59 par la ZI de Rillieux les jours ouvrables, création de la ligne 59 express Part-Dieu (Vivier Merle) - Rillieux Semailles par la route de Strasbourg, reprise de l'antenne Château de l'Île par le 60, prolongement partiel du 64 à l'intérieur du Parc du Chêne avec terminus à Bron (Droits de l'homme), suppression du détour par les Hauts de Vassieux du 70, création d'une antenne Val Fontaine du 72, déviation par Caluire-Vassieux (desserte du lycée Cuzin) du 75, Exploitation du 77 sous l'indice 77E, la ligne 80 est supprimée, déviation du 81 par la rue Lionel Terray à Bron-Parilly, exploitation sous l'indice 81 Express "Campus" des services directs pour l'Université Lumière (bâtiment Europe), prolongement du 88 à Herriot et déviation par l'autoroute avec reprise de l'itinéraire du 17, exploitation du 90 sous l'indice 90E, suppression de la desserte de Feyzin du 93 et prolongement à la Gare de Vénissieux par le Grand Chassagnon et la Polyclinique des Minguettes, limitation du 94 à la Gare de Vénissieux, déviation par La Cordière (ex itinéraire du 80) et desserte partielle de la ZA Pesselière (4 services) et passage du 99 par l'avenue Pompidou dans les deux sens.
Le réseau est adapté le 4 septembre 1995 : suppression de l'antenne par Porte de Lyon du 21 remplacée par des services déviés par le parc d'activités Techlid en pointe, retour aux Cordeliers du 27 par l'avenue de Saxe, prolongement du 41 au centre commercial Caluire 2 par une boucle par le chemin Petit, limitation du 47 au Parc de la Tête d'Or (place Leclerc), limitation à Vaulx-en-Velin Marcel Cachin du 56, limitation à Vaulx-en-Velin Place Boissier du 57, suppression de la desserte d'Eurexpo (entrée des exposants) du 68, création sous l'indice 80 d'une desserte des usines chimiques de Saint Fons à partir de Parilly (2 départs par jour) et déviation à Décines par Le Molard du 95 et création de services express 95E pour Jonage par la rocade est (A46).
Le 1er janvier 1996, les lignes 71, 76, 79, 82, 85, 86 et 89 disparaissent à la suite de l'intégration tarifaire des lignes départementales correspondantes au réseau (171 pour le 71, 176 pour le 76...).
Le 2 septembre 1996, le réseau est adapté : création de services express 15E par l'autoroute A7, desservant à la fois Irigny Vénières et Vernaison (La Rossignole), prolongement au centre commercial Taffignon (1 voiture sur 2) du 29, déviation des services Francheville Doulline par le centre commercial Taffignon du 30, création de la ligne circulaire 42 Express au départ de Gorge de Loup par Champvert, le Point du Jour et Ménival parcourue dans un sens ou l'autre suivant les heures, création sous l'indice 49D de services semi-directs par le boulevard des Provinces, retour au circuit parcouru dans un seul sens du 61, le numéro 76 est réattribué à la navette municipale de St-Rambert qui intègre le réseau et le 78 devient le 26 Campus Express.
Le 8 février 1997, la ligne 44 perd ses trolleybus à la suite des travaux dans le quartier de Vaise.
Le 29 avril 1997, le Métro D est prolongé à Gare de Vaise, le réseau est adapté : déviation du 2 par le nouveau terminal Gare de Vaise du métro et par le rond-point des Monts d'Or, report du terminus du 5 au Pont Mouton par les rues du Bourbonnais et Marietton au retour, limitation du 19 au Pérollier, limitation des 20 et 22 au nouveau terminal Gare de Vaise du métro, les limitations des 21 et 44 au nouveau terminal Gare de Vaise du métro par le site propre de La Duchère, passage dans les deux sens par les nouvelles stations de métro Valmy et Gare de Vaise du 31, rétablissement de la ligne 36 dans son intégralité et déviation par le nouveau terminal Gare de Vaise du métro et le site propre de La Duchère, suppression de l'antenne du Pérollier et des autobus articulés du 66 et reprise sous l'indice 89 de la desserte du Pérollier (ex 66) et de Porte de Lyon (ex 19) avec rabattement sur le terminal de la Gare de Vaise par le site propre de La Duchère et reprise sous l'indice 89 Express des services directs pour Porte de Lyon par l'autoroute A6 et le lycée hôtelier avec rabattement sur le nouveau terminal Gare de Vaise du métro par le site propre de La Duchère et création sous l'indice 92 d'une navette circulaire reliant le nouveau terminal Gare de Vaise du métro et La Duchère par la Montée de Champagne avec une boucle par le Bd Sakharov et l'avenue de La Duchère.
Le 4 septembre 1997 le réseau est adapté : prolongement partiel en pointe du 17 pour une desserte éloignée du nouveau lycée Descartes (terminus sur la RN86), prolongement du 24 (12 services) à Chassieu Collège les jours ouvrables par l'itinéraire de la ligne 68, création de services 67 Express pour Meyzieu (Plantées) du 67 par la rocade est et création d'une nouvelle antenne Craponne (Val d'Yzeron) par le Tupinier et Craponne ouest du 74.
Le 9 février 1998, des adaptations sont faites, principalement en soirée, sur le réseau : exploitation jumelée en soirée des lignes 7 et 51 sous l'indice 7/51 (aller par le Grand Vire et retour par la Cité St Jean), exploitation jumelée en soirée des lignes 20 et 22 sous l'indice 20/22 (aller par St Cyr et retour par St Didier), déviation de tous les services (sauf 2) par le centre commercial Taffignon du 30, exploitation jumelée en soirée des lignes 40 et 43 sous l'indice 40/43 (aller par la rive gauche et retour à Pêcherie par la rive droite), exploitation jumelée en soirée des lignes 56 et 57 sous l'indice 56/57 (aller par la Thibaude et retour par le Mas du Taureau), suppression des services par la montée Castellane du 58, exploitation jumelée en soirée avec la ligne 98 sous l'indice 72/98 (aller par St Genis les Ollières et retour par La Croix Laval) et création sous l'indice 85 d'une ligne exploitée uniquement en soirée (en voiture TCL) reliant le Pt Mouton à Boyer par l'Observance, St Just, Gorge de Loup et Champvert. Le 23 février, suppression du terminus partiel Doulline avec prolongement à Francheville Findez des services pour Francheville le Haut du 30, suppression de la desserte de La Velette et déviation des services Vancia par la ZI du Château d'Eau du 59 et création sous l'indice 78 de la navette de Rillieux entre Le Mont Blanc et La Velette par le secteur Ravel. Les 31 août et 1er septembre, modification de la desserte de la ZI Est par la rue Fromont (avec création de 3 arrêts) du 56, nouveau trajet passant par Cuire et suppression de la desserte du lycée Cuzin du 75, création de la navette d'Ecully sous l'indice 82 entre Les Sources et Grandvaux (terminus au centre social) par l'avenue Ben Gourion, la route de Champagne, les avenues Eynard et Terver, déviation à Mions du 87 par la route de Corbas et déviation du 91 par Herriot (chaussée ouest). Le 7 septembre, déviation du 27 par le cours Vitton en direction des Cordeliers en raison des travaux du tramway rue des Emeraudes, déviation du 37 par le cours Vitton et le boulevard des Brotteaux en direction de la Part-Dieu en raison des travaux du tramway rue des Emeraudes, déviation des 59 et 59E par le cours Vitton et le boulevard des Brotteaux en direction de la Part-Dieu en raison des travaux du tramway rue des Emeraudes. Déplacement de l'arrêt Charpennes et déviation par l'avenue Dutriévoz dans les deux sens et déviation par le cours Vitton et le boulevard des Brotteaux en direction de la Part-Dieu et par le boulevard J. Favre vers Neuville, en raison des travaux du tramway rue des Emeraudes et avenue Thiers et la ligne 70 déplacement de l'arrêt Charpennes du 70 et déviation par l'avenue Dutriévoz dans les deux sens. Le 12 septembre, la ligne 23 perd ses trolleybus. Le 28 septembre, limitation à Perrache du 49 en raison des travaux du tramway et limitation à Perrache du 49D en raison des travaux du tramway et prolongement au collège Plan du Loup. Le 3 octobre, la ligne 9 déviation du 9 par le quai Augagneur en direction de Bron en raison des travaux du tramway, déviation du 12E par le pont de la Guillotière, le quai C. Bernard et la rue Chevreul, en raison des travaux du tramway et déviation du 23 par les quais Augagneur et C. Bernard vers Parilly, retour par l'avenue J. Jaurès et les cours Gambetta et de la Liberté.
Le 12 octobre, la ligne 78 desserte de Crépieux (les Brosses) et prolongement partiel à la Roue (3 allers-retours matinaux) par le 78 et le 2 novembre, prolongement du 92 à La Duchère (Château) par l'avenue du Plateau et suppression de la boucle par Balmont. Le 14 décembre, création d'une navette N7 « la Guille » au départ de Jean Macé pour desservir le secteur de la rue de Marseille pendant les travaux du tramway.
en janvier 1999, le réseau est adapté : exploitation de la navette 71 Tourobus sous l'indice N2, exploitation de la navette de "la Guille" sous l'indice N7, exploitation de la navette 50 de St Priest sous l'indice N50, exploitation de la navette 76 de St Rambert sous l'indice N76 et exploitation de la navette 78 de Rillieux sous l'indice N78, déviation du 9 par la rue de Bonnel et l'avenue de Saxe en direction de Bron, déviation du 23 à partir du Bachut par les rues M. Berliet, du repos, M. Bloch et Domer, l'avenue J. Jaurès, le cours Gambetta en direction des Cordeliers, la rue Chevreul et l'avenue J. Jaurès au retour, déviation du 24 par l'avenue C. Rousset jusqu'à la Boutasse en direction de Grange Blanche, en raison des travaux du tramway, déviation du 32 par la rue Nadaud et l'avenue Leclerc en direction de Perrache, en raison des travaux du tramway, déviation du 34 par l'avenue des Frères Lumière et la rue A. Lumière en direction des États-Unis ou la rue Saint-Maurice au retour. Boucle terminale par la rue de la Viabert, l'avenue Thiers et la rue des Émeraudes, déviation du 35 par les rues M. Bloch et de l'Université en direction de Herriot, en raison des travaux du tramway, déviation du 36 par les rues Audibert-Lavirotte et M. Berliet en direction de La Duchère et passage par le boulevard des Belges dans les deux sens (abandon de la desserte de la station Masséna), reprise de l'ancien itinéraire de la ligne 34 par le 38 dans le Transvaal et fonctionnement le dimanche matin, prolongement du 47 à Cité Internationale, déviation du 48E par les rues Audibert-Lavirotte et M. Berliet en direction de la Part-Dieu, la ligne 53 déviation par les rues M. Berliet, du repos, Domer, R. Servant et l'avenue Leclerc en direction de Perrache, en raison des travaux du tramway, déviation du 62 par l'avenue C. Rousset jusqu'à la Boutasse en direction de Grange Blanche, en raison des travaux du tramway et création sous l'indice N8 d'une "Navette du 8e" entre Grange-Blanche et Monplaisir-Lumière par le Transvaal, l'avenue Mermoz et la rue P. Cazeneuve. Le 15 février, boucle terminale du 37 par les rues Paul Bert (mise en double sens) et du Lac et déviation du 47 par le boulevard Vivier-Merle et la rue Paul-Bert (mise à double sens) en direction de l'Hôpital Lyon-Sud, par les rues Desaix et du Lac au retour. Le 6 septembre, limitation du 48E à la Gare de Vénissieux, sous l'ancien indice 48 et report du terminus partiel de la Velette du 58 aux Semailles.
Le 3 janvier 2000, prolongement du 2 place de la Croix Rousse par Valmy et la montée des Esses, report du terminus du 43 à la Gare de Vaise par Collonges et St Rambert, prolongement du 52 à Vaulx-en-Velin Le Bourg, à l'angle des rues Franklin et Louis Duclos, création sous l'indice 65 d'une ligne reliant Gorge de Loup à Charcot-La Source par Ménival, Les Battières et Valdo (en HP) et abandon du crochet par la rive droite de la ligne départementale 184. Le 24 janvier, limitation à Part-Dieu (Jules Favre) des lignes 41, 59 et 70 avec retournement par le couloir réservé (en raison des travaux du tramway) et création de la N12 "Navette des Pentes" entre l'Hôtel de Ville et la place de la Croix-Rousse par la rue Romarin, la place Morel et les Chartreux. Le 5 mai, la ligne N20 création à titre d'essai d'un service de nuit circulaire baptisé N20 "Noctibus" reliant les parkings des quais du Rhône et des quais de Saône au départ du square Jussieu par le pont de la Guillotière, le Vieux Lyon, le pont Koenig et les Terreaux et le 5 juillet de la même année, suppression de la navette nocturne "Noctibus" faute de fréquentation suffisante. Le 9 mai, report du terminus du 66 au cimetière de Champagne par l'avenue de Montlouis, abandon de la desserte des Sources et prolongement de la navette N82 d'Ecully au sud jusqu'à la Place d'Helvétie. Le 13 juin, la ligne N78 prolongement de tous les services à La Roue. Le 28 août, retour à Part-Dieu (Vivier Merle) des lignes 41, 59 et 70, dans la nouvelle gare routière.
Le 4 septembre 2000, prolongement du métro B à Stade de Gerland, le réseau est adapté : desserte du Lycée Blaise Pascal au départ de Tassin-Combattants par la ligne 5, report du terminus des 12E et 17 à Gerland-Debourg par la rue Challemel-Lacour à la suite du prolongement du métro à Gerland, création de services par le pont d'Oullins et la gare d'Oullins du 15, retour à l'itinéraire par le stade de Gerland et le Palais des Sports du 32, création d'une antenne Pont de Fontaines du 33, limitation de la boucle du 58 de La Velette au rond-point, desserte omnibus entre Pêcherie et l'Ile Barbe du 90E et exploitation du 96 sous l'indice N96 et déviation par la rue Nadaud, le bd Y. Farge, la rue Mérieux et l'avenue Debourg et le 5 septembre de la même année, création d'une navette N14 de St-Clair, affrétée aux Cars Philibert, entre la place Bellevue et l'Hôtel de Ville de Caluire par l'itinéraire du 8 jusqu'à Montessuy. Le 6 novembre, desserte (deux services) de la plateforme logistique Sogaris (ZI Mions-Corbas) par le 87 et le 9, déviation du 5 par la rue Marietton (passage dans les deux sens) en raison de l'inversion du sens de circulation dans une partie de la rue du Bourbonnais.

### Retour du tramway (2001): le réseau s'adapte

Bus de Lyon depuis 2000
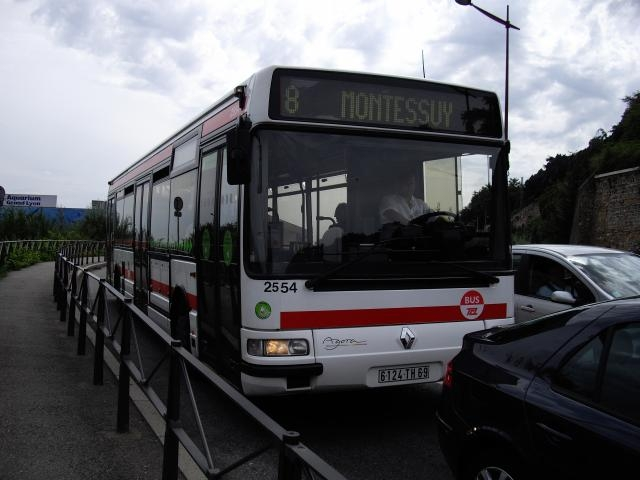
Un Renault Agora S sur l'ancienne ligne 8 (Montessuy - Oullins ou Ste-Foy) (scindée en deux lignes, 8 et 9).
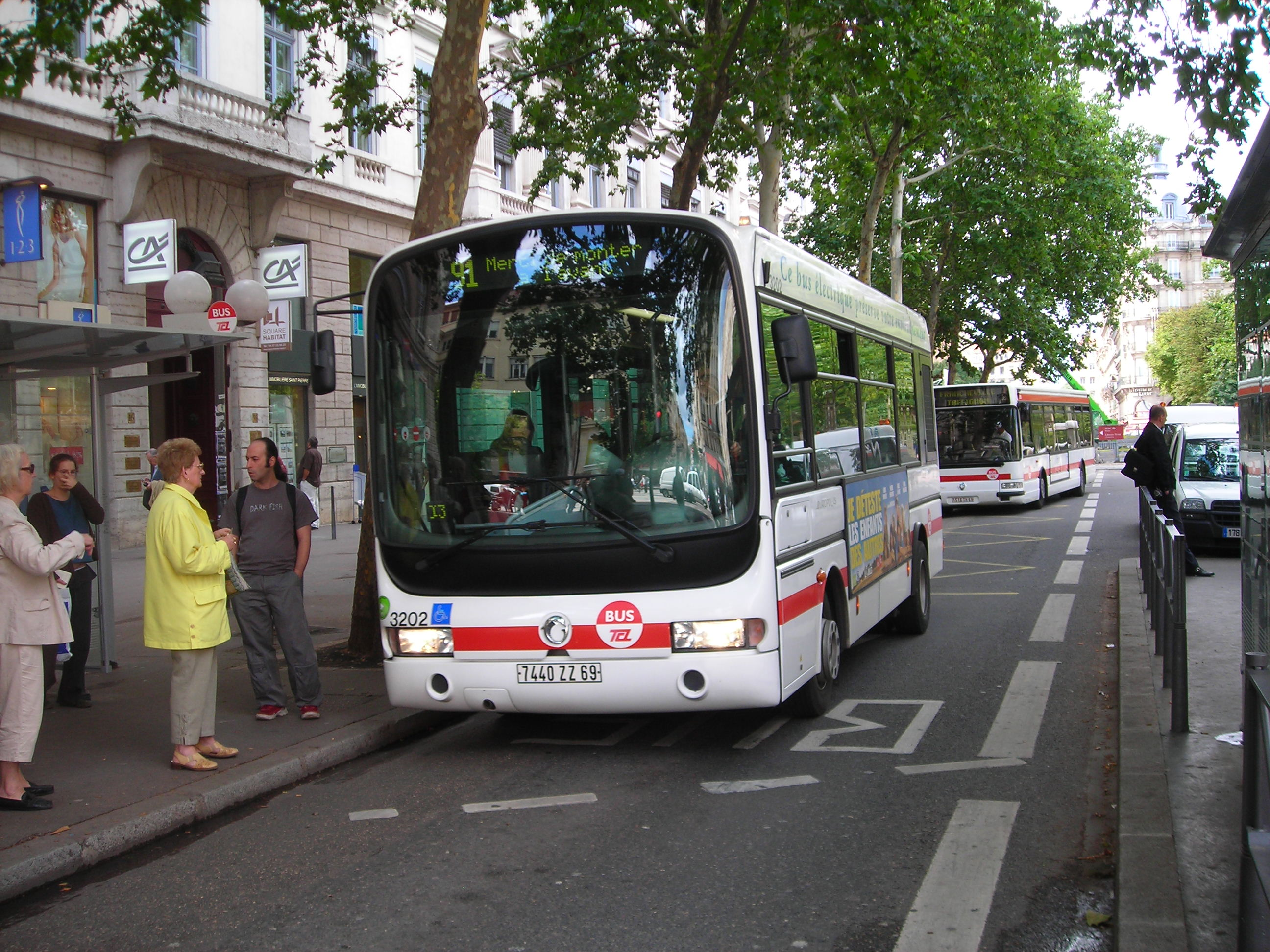
Un Irisbus Europolis sur la ligne 91 « Navette Presqu'île », actuelle S1, en 2007.
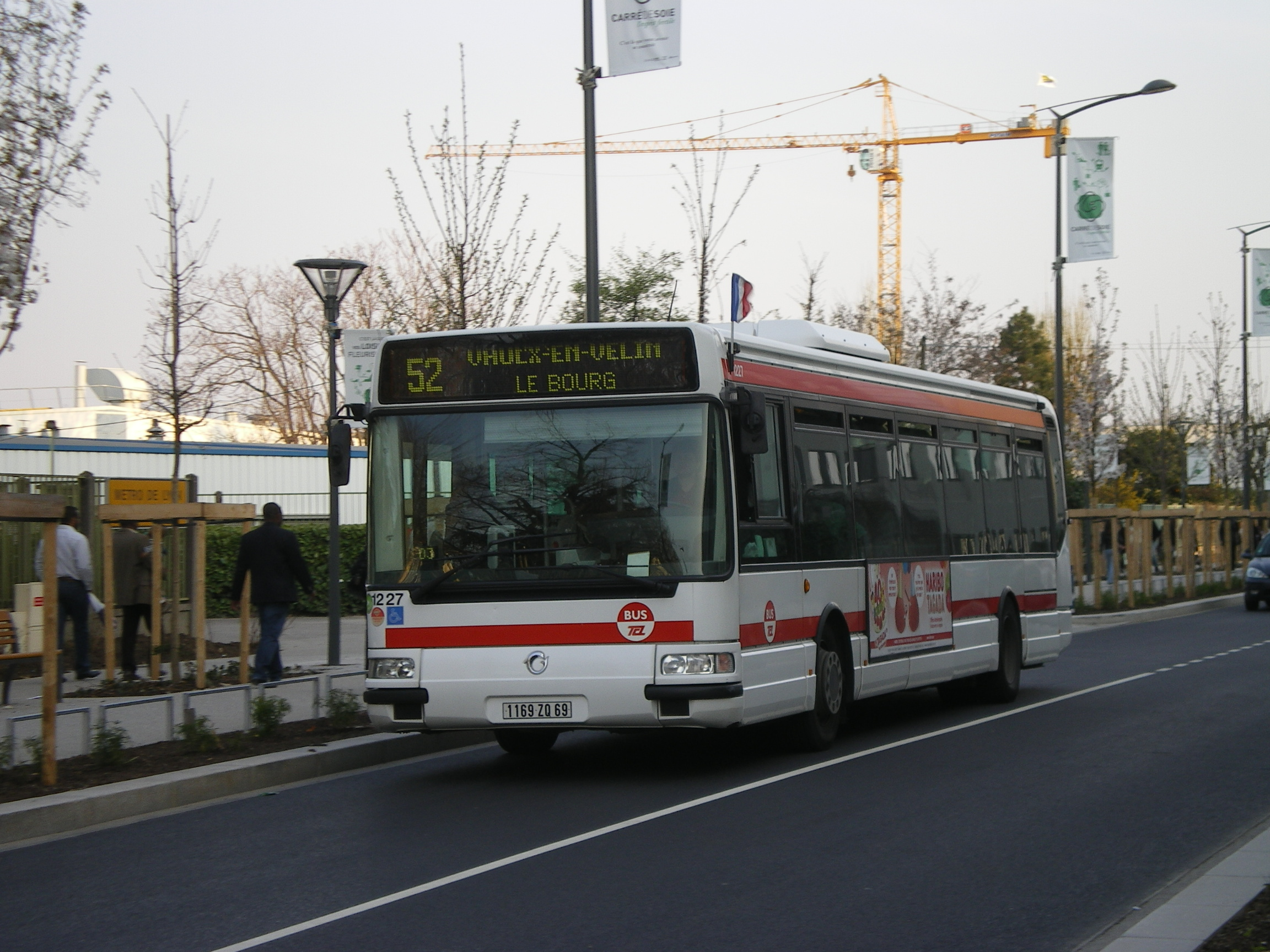
Un Irisbus Agora Line sur la ligne 52 en 2009.
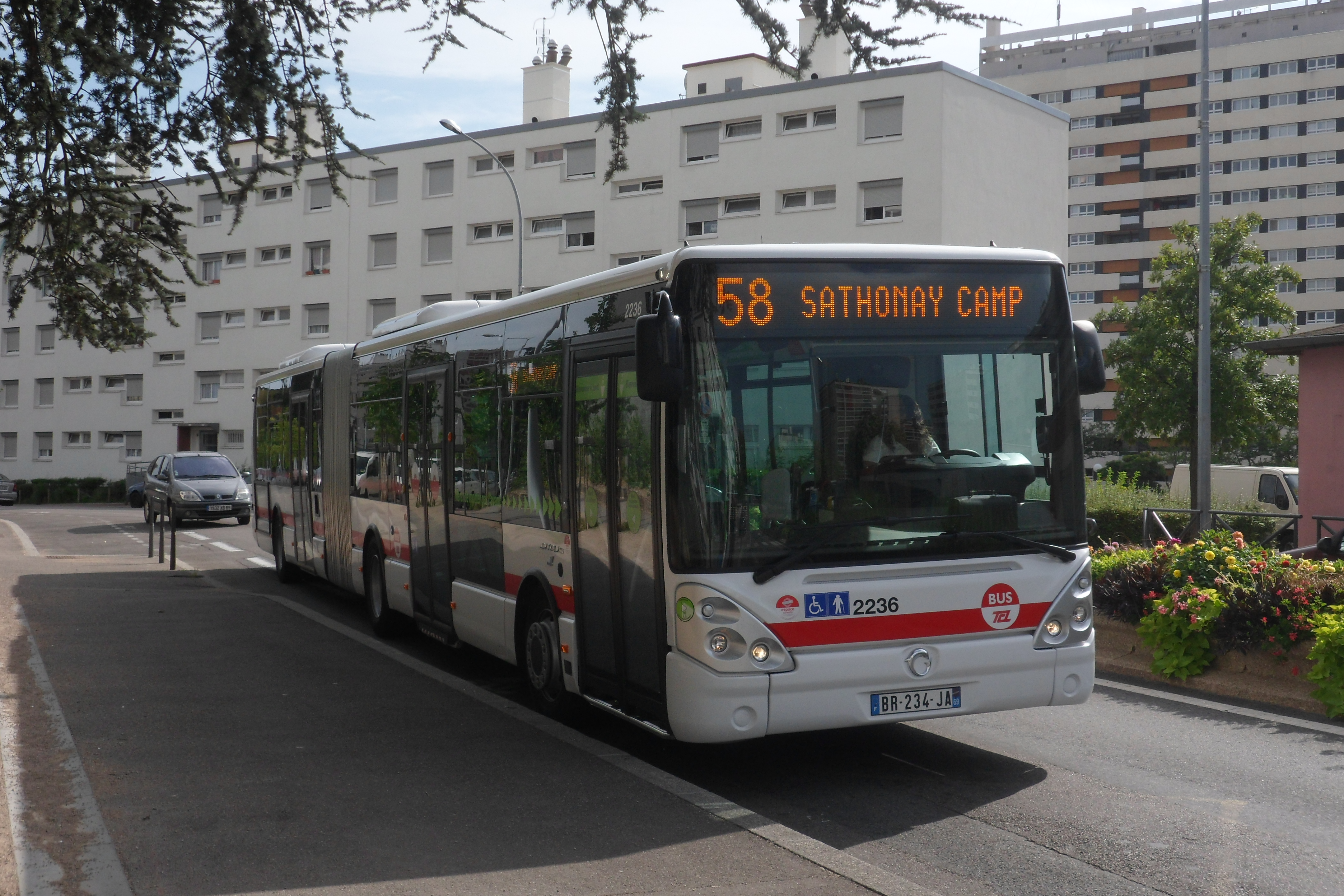
Un Citelis 18 sur l'ancienne ligne 58 (Bellecour - Sathonay-Camp), actuelle C5, en 2011.

Le 2 janvier 2001 est une date importante pour le réseau. C'est en effet à cette date que le tramway fait son retour à Lyon depuis sa suppression en 1957. Deux lignes sont alors mise en service, T1 entre Perrache et IUT-Feyssine et T2 entre Perrache et Porte des Alpes, et le réseau d'autobus est fortement restructuré : Suppression des lignes 26, 26 Campus Express, 39 et 39 Campus Express, retrait des autobus Heuliez GX 187, limitation à Bron Mairie du 9, avec déviations par le quai Augagneur en direction de Bron ou le cours de la Liberté au retour, limitation à Saxe-Gambetta du 23 avec terminus rue Chavant, retour par la grande rue de la Guillotière et passage par la rue M. Berliet dans les deux sens avec transfert des voitures au dépôt des Pins, report du terminus du 24 à Bachut Mairie du 8e, par la rue Brossolette, la mairie, Bron-Libération et l'avenue Mermoz, limitation aux Sept Chemins du 25 en restant sur la route de Genas (la desserte du quartier Krüger étant reprise par le 81) et création d'une antenne Bron F. Mitterrand par l'avenue Brossolette, retour du 32 à l'ancien itinéraire direct par l'avenue Debourg, limitation du 35 à Jean Macé, les lignes 37, 59 et 70 retournent à l'ancien itinéraire par le couloir en contre-sens de la rue des Emeraudes et la place J. Ferry (en direction de la Part-Dieu), limitation du 38 à la Clinique du Tonkin, terminus rue du Tonkin et retour par l'avenue Galline et l'avenue Condorcet, fermeture du dépôt de Parmentier et déménagement à Audibert pour le 47, déviation du 52 par la rue Lionel Terray, le Fort et l'Église de Bron. Création d'un service partiel de soirée entre Mermoz-Pinel et Bron (Mairie) et exploitation les dimanches et fêtes, nouveau terminus du 53 à Bellecour par l'ancien itinéraire du 35 à partir de Jean Macé, report du terminus du 62 au Bachut par l'avenue Mermoz et la rue L. Terray (à l'origine, le terminus devait être à Mermoz-Californie), déviation du 65T par le Mas Rebufer, la rue L. Terray et le boulevard A. Paré, prolongement du 66 à Champagne Écoles, reprise sous l'indice 79 de l'itinéraire de l'ex ligne 9 entre Grange Blanche et les Sept Chemins, prolongé avec deux antennes reprenant les dessertes de Chassieu Collège de l'ex ligne 24 et de Décines Esplanade de l'ex ligne 25 (avec un crochet par la mairie de Décines et le square B. Marcet), déviation du 81 par le Bon Coin, Bel Air, Krüger-Voillot et l'itinéraire de l'ex ligne 52 jusqu'à La Boutasse, report du terminus du 91 de Saint Paul dans la rue F. Vernay et retour par le quai de Bondy et transfert au dépôt des Pins en raison de la fermeture de celui de Parmentier, rétablissement de la ligne 96 et de son ancien itinéraire (par le stade et la Cité scolaire internationale), desserte omnibus pour le 99 de tous les arrêts entre la Part Dieu et la presqu'île et suppression de la navette de "la Guille" et création d'une "navette de Bron" ou N15, de la place Kimmerling jusqu'à La Boutasse par le quartier des Genêts et le secteur Krüger-Voillot (4 services le matin). Le 1er mars, suppression des sections suburbaines des lignes 68 et 72 à 74 et le 5, mise en service d'une nouvelle ligne 71 entre la mairie de Collonges et la gare de Vaise par la route de Saint-Romain. Le 16 août, déviation dans St-Priest du 62 en raison des travaux de prolongement du tramway. Les 1er et 2 septembre, la ligne 12E exploitation du 12E étendue aux samedis et desserte le dimanche soir du lycée agricole de Pressin à Saint Genis par le 17.
Le 2 janvier 2002, la ligne 23 retour aux Cordeliers du 23 par l'avenue de Saxe et le cours Lafayette dans les deux sens et prolongement à la gare de Villeurbanne du N15. Le 8 janvier, nouvel itinéraire du N14 reliant St Clair au cimetière de Caluire par la montée de la Boucle, Bissardon, Cuire et l'Hôtel de Ville, du mardi au samedi. Le 2 septembre, création d'une antenne Basses-Barolles sur le 17 (desservie par une voiture sur deux), exploitation sous l'indice 76 des services partiels de la ligne 176 entre la Gare de Vénissieux et Corbas (rue du Midi), retour à l'exploitation du 77E sous l'indice 77, création sous l'indice 78 d'une ligne reliant Mermoz-Pinel et les Sept Chemins par la rue L. Terray, la RN6 et la ZAC du Chêne et report du terminus Monplaisir du N8 au Grand Trou par la rue P. Cazeneuve et le Moulin à vent, limitation du 171 à Pont Guillotière RD et suppression de la desserte interurbaine du 182, désormais limitée à l'intérieur du Grand Lyon. Le 4 novembre, la ligne 7 création d'une antenne Vaulx Hôtel de Ville sur le 7 par l'avenue Grandclément, déviation du 51 par l'hôtel de ville de Vaulx (par le nouveau site propre) et déviation du 56 par l'avenue Picasso.
Le 1er septembre 2003, déviation du 5 à Ecully par l'avenue de Verdun et le chemin de la Vernique, suppression de l'antenne Vaulx Hôtel de Ville du 7, limitation du 9 à Saxe-Gambetta, reprise de l'itinéraire de la ligne 9 par la ligne 23 par le quai Augagneur et le cours de la Liberté, modification dans le secteur Grange Blanche du 28 : passage par la rue Trarieux, le Cours Eugénie et l'Avenue Esquirol, création d'une ligne Gare de Vénissieux - Solaize (Mairie) sous l'indice 39 sous-traitée à TVRA, déviation du 49D par le quartier de Chavril et le boulevard des Castors, suppression des lignes N8 et N15, suppression de l'intégration des lignes 65T, 176, 179 et 186 au réseau TCL, limitation à Craponne Mairie du 73, déviation par l'Horloge dans Tassin et suppression du service les samedis, dimanches et fêtes, prolongement à Vaugneray du 74 à la place du 73, exploitation séparée, toujours par RNA, mais sous l'indice 86 du tronçon Gorge de Loup - Les Chambettes de la ligne 186 et ouverture de la ligne provisoire LP entre Manissieux et Mermoz-Pinel.
Le 27 octobre 2003, le tram T2 est prolongée depuis la "Porte des Alpes" à la station "St-Priest Bel-Air" : prolongement de la ligne LP au Bachut sous l'indice 26, report du terminus du 53 à St Priest Jules Ferry, limitation à St Priest Hôtel de Ville du 54 et trajet plus direct par la route de Lyon entre Vénissieux et Corbas avec abandon de la desserte du quartier des Brosses, la ligne 62 est limitée à St-Priest Beauséjour, déviation du 94 par la gare de St Priest et le quartier des Brosses, création d'une liaison entre la Darnaise, les zones industrielles de Vénissieux, Corbas et Chassieu (Mi-Plaine) sous l'indice Zi1 et déviation de la ligne N50 déviation par la RN6 à Manissieux.
Le 1er février 2004, suppression de la N14. Les 5 et 6 avril, remplacement de la navette N50 de St Priest par une ligne à tarification TCL exploitée sous l'indice 50, déviation du 8 par le quai Perrache après la mise en sens unique du Cours Charlemagne et boucle terminale du 91 par la rue Smith (dans le sens nord-sud) après la mise après la mise en sens unique (sud-nord) du Cours Charlemagne. Le 10 mai, la ligne 96 déviation du 96 par l'avenue T. Garnier entre le stade et l'Institut Pasteur, en direction de Perrache. Le 29 mai, nouvelle boucle terminale des 3 et 19 par un couloir à contre-sens rues E. Herriot et du Bât d'Argent. Le 30 août, la ligne 21 amélioration de la desserte du parc d'activité Techlid par le 21 et prolongement du 25 aux Sept Chemins de l'antenne Bron F. Mitterrand. Le 7 septembre, création sous l'indice N77 de la navette reliant Solaize à St Fons (A. Thomas) les mardi et jeudi.
Le 17 avril 2005, déviation du 63 sur la rive gauche de la Saône par le quai Rambaud à la suite d'un éboulement quai J.J. Rousseau. Le 2 mai 2005, report du terminus des 23 et 27 Cordeliers dans la rue Carnot, avec dépose quai J. Courmont, prolongement du 98 à Marcy l'Étoile Campus Mérieux et création de la ligne 98E entre Gorge de Loup et Marcy l'Étoile (Campus Mérieux) et report du terminus Cordeliers du 99 dans la rue Carnot, avec dépose rue Grôlée avant la poste.
Le 5 septembre 2005, création de services par Charly (centre) du 15 en remplacement de la ligne 182 qui disparaît, prolongement en pointe du 50 jusqu'à la station de tramway St Priest (Jules Ferry), création de la ligne 50 express directe entre Saint-Priest (Bel-Air) et La Fouillouse (en HP), limitation du 54 à Corbas les Taillis, limitation du 76 à Corbas (Les Balmes) et prolongement jusqu'à Saint-Priest (Hôtel de Ville) en remplacement du 54, exploitation de la "ligne de nuit" 85 sous l'indice S85, déviation du 87 par l'avenue J. Duclos et le Bd A. Croizat à Vénissieux et report du terminus Plaine de Saythe du 94 au rond-point Bel Air-Égalité.
Le 15 septembre 2005, le Tram T1 est prolongée depuis la "Perrache" à la station "Montrochet" : nouvelle boucle terminale du 91 par les rues Smith et Quivogne. Le 14 octobre, la ligne S1 reprise du service Pleine-Lune Terreaux - La Doua sous l'indice S1 et création d'une seconde ligne "Pleine Lune" S2 entre Hôtel de Ville et Grange Blanche par Bellecour, Saxe-Gambetta, le Bachut et Mermoz-Pinel. Le 31 décembre, la ligne 90E est supprimée.
Le 1er janvier 2006, desserte de la Cité Internationale au retour du S1 et le 2 janvier la ligne 43 a été prolongée à Genay Proulieu par l'ancien itinéraire du 90E. Le 7 février, réouverture du quai J.J. Rousseau et reprise de l'itinéraire normal du 63. Le 5 juin, prolongement jusqu'au Centre de Congrès (Amphithéâtre)du 47 avec retournement avant le pont SNCF. Le 11 juillet, début de la mise en place de la Montée par l'avant. Le 24 juillet, déviation dans les deux sens du 58 par le site propre de la Cité Internationale avec observation de tous les arrêts. Le 4 septembre, passage du 28 par le nouveau site propre des Hôpitaux Est, les lignes 58, 59 et 59E voient le déplacement du terminus partiel Semailles dans la rue de Bonn, la ligne 87 est prolongée à Mions Bourdelle et abandon de la desserte de la Mairie et de l'antenne Sogaris et pour la ligne 94 création d'une antenne Sogaris.
Le 12 octobre 2006, la première ligne de trolleybus à haut niveau de service, baptisée C1 est mise en service partiellement entre Gare Part-Dieu - Vivier Merle et Cité internationale - Centre de congrès. Cette ligne dispose d'un système de priorité aux feux et de trolleybus avec une livrée spécifique et d'arrêts au design spécifique, le réseau est adapté le 16 : la ligne 41 est déviée par l'ancien itinéraire du 47 entre le Pt Churchill RG et la Part-Dieu et la ligne 47 est limitée à Part-Dieu Vivier-Merle. L'année suivante, le 29 octobre 2007, les lignes 1 et 51 fusionnent et deviennent la ligne C3 reliant les stations Gare Saint-Paul et Vaulx-en-Velin - La Grappinière. La ligne réutilise les trolleybus de la ligne 1 qui revêtent alors la livrée grise de la ligne C1.
Le 4 décembre 2006, le réseau est restructuré dans l'Est de l'agglomération à la suite de l'ouverture de la troisième ligne de tramway, la ligne T3 : prolongement du 7 à la nouvelle station de tram Vaulx-La Soie par la place Boissier et la ZI Vaulx-Est (une voiture sur deux), les lignes 16 et 95 sont limitées à Décines Grand Large, la ligne 37 est limitée à Vaulx-en-Velin Marcel Cachin, la ligne 67 est prolongée à Meyzieu Avenue de Crottay, les lignes 67E et 95E sont supprimées, et création 2 nouvelles lignes : la ligne 85 (Décines Grand Large - Meyzieu Gadelles) et la ligne ZI2 (Meyzieu Z.I. - Meyzieu Z.I. Sud / Meyzieu Z.I. Nord) (un bus sur deux) en reprenant des branches du 67 et le 67 ZI.
le 1er janvier 2007, le réseau Gibus desservant Givors et Grigny, communes intégrant le Grand Lyon, est intégré au réseau TCL : les lignes 211 à 215 remplacent les anciennes lignes 1 à 4 et 1 bis. Le 12 mars, report du terminus Vancia de la ligne 59 dans le lotissement Château Bérard. Le 16 avril, limitation de la ligne 7 à la ZI Vaulx-Est. Le 9 mai, limitation de la ligne Zi1 à la Gare de Vénissieux.
Le 3 septembre 2007, le réseau est adapté : les lignes 2, 20, 22, 71 sont déviées par le nouveau site propre au nord de la Gare de Vaise, la ligne 25 est prolongée à Cordeliers, la ligne 28 est limitée à Part-Dieu Vivier-Merle, la ligne 80 est limitée à la Gare de Vénissieux et déviation par la ZI St Fons Nord (Sampaix), création d'une boucle du 87 parcourue dans les deux directions mais dans le même sens pour redesservir la Mairie et l'Église, passage du 96 (en direction de Jean Macé) par le site propre central de l'avenue T. Garnier et la ligne 99 est prolongée à Vieux Lyon. Le 27 septembre, création d'une troisième ligne nocturne S3 entre l'Hôtel de Ville et Ecully (Grandes Écoles) par Gorge de Loup (du jeudi au samedi).
Le 2 octobre 2007, le métro A est prolongé à Vaulx-en-Velin - La Soie et création d'une antenne Rocade des Monts d'Or (Rd Pt de l'Indiennerie) sur la ligne 22. Le 5 novembre et à la suite du prolongement du métro A, les lignes 16 et 68 sont limitées à Vaulx-en-Velin La Soie, la ligne 52 est limitée au sud avec report du terminus aux Sept Chemins, abandon de la desserte de la ZI Vaulx-Est du 56 reprise la ligne Zi3, exploitation sous l'indice 82 de la partie sud du 52 entre La Borelle et le nouveau terminus du métro Vaulx-La Soie, suppressions des services L. Bonnevay des 85 et 95 et création d'une desserte des zones industrielles Vaulx-Est et Roosevelt à partir du nouveau terminus du métro Vaulx-La Soie sous l'indice ZI3.
Le 1er septembre 2008, création d'une antenne St Romain à la place des partiels Collonges St Martin sur le 43 et création sous l'indice N72 d'une navette reliant le samedi matin Val Fontaine (desserte en boucle) à Craponne Centre pour desservir le marché. Le 13 octobre, prolongement à Décines-Grand Large du 7 par le pont de Décines rouvert aux PL et prolongement de la branche Irigny du 15 jusqu'aux Hauts de Selettes.
Le 5 janvier 2009, report du terminus de Corbas du 76 au centre du quartier des Balmes (avenue de Corbetta). Le 7 février, déviation du 63 par l'autoroute A7 et entrée dans la GRP par le parking des interurbains, à la suite d'un nouvel éboulement quai J.J. Rousseau, prolongement de certains services du 91 à Confluence La Sucrière par la rue Montrochet. Le 1er avril, déviation du 52 par le centre commercial du Carré de Soie.
Le 21 avril 2009, c'est au tour du secteur Sud-Est de l'agglomération de voir ses lignes restructurées à la suite de l'ouverture de la quatrième ligne de tramway, T4, entre Jet d'Eau Mendès France et Hôpital Feyzin Vénissieux : déviation du 12 par la place J. Macé à Lyon, la rue des Martyrs de la Résistance aux Minguettes et prolongement au nouveau terminus Hôpital Feyzin-Vénissieux, les lignes 12E, 48 et N77 sont supprimées, prolongement du 32 à Grange-Blanche par l'ex itinéraire du 38, prolongement du 34 à Surville - Route de Vienne par l'ex itinéraire du 38, prolongement du 35 à Bellecour par l'ex itinéraire du 53, suppression de la partie sud du 36 reprise par le tramway, limitation du 38 à Grange Blanche, prolongement du 39 à Parilly et exploitation partielle par Keolis-Lyon, report du terminus du 53 à Part-Dieu Vivier Merle par l'itinéraire du 36, avec une boucle de retournement par l'auditorium, passage par le pont Berliet des lignes 54, 87 et ZI1, report du terminus du 60 à Perrache par l'avenue Thorez, le Grand Chassagnon, la mairie de St Fons, le port E. Herriot puis l'ancien itinéraire du 96, limitation du 93 au terminus Hôpital Feyzin-Vénissieux et limitation du 96 à la Halle Tony Garnier. Le 5 juillet, desserte assurée les dimanches et fêtes matin par la ligne 7 jusqu'à Vaulx (M. Cachin) par le boulevard L. Bonnevay jusqu'à la Cité St Jean. Reprise de l'itinéraire normal l'après-midi avec limitation au Mas du Taureau et suppression du 37 les dimanches et fêtes le matin.
Le 31 août 2009, prolongement jusqu'à Charbonnières Les Verrières du 5 et abandon de la desserte de la Cité des Combattants, la ligne 10 prolongement de l'antenne Champlong, rebaptisé St Genis-Collonges, du 10 jusqu'à l'Hôpital Lyon-Sud par le chemin du Grand Revoyet. L'autre terminus "Basses Barolles" devient "Barolles" tout court, suppression de la boucle de Charly du 15, exploitation de tous les services du 39 par Keolis-Lyon (UTA), déviation du 66 par la rue Fauconnet, desserte de la nouvelle Maison d'Arrêt de Corbas par le 94, prolongement dans la ZAC des Gaulnes du ZI2, prolongement du 211 à la ZA de Givors-Ouest, prolongement du 213 au Plateau de Montrond par fusion avec la ligne 212 sous l'indice 213, transformation du 214 en transport à la demande et suppression de la desserte entre Junique et le Cimetière de Givors (tout comme celle de St-Martin-de-Cornas de l'ex-212) et prolongement du 215 à St Genis 2 par Charly et St Genis-Barolles.
Durant la nuit du 29 au 30 septembre 2009, incendie du "grand dépôt" de Perrache avec 34 bus (donc 29 bus brûlés et 5 bus sauvés), les 42 et 42E sont transférées à Vaise pendant deux mois. Le 14 octobre, déviation du 87 par l'itinéraire du 62 à Mions entre la Poste et la Mairie. Le 5 décembre, report du terminus du 50 à St-Priest (Hôtel de Ville) par la rue E. Rostang pour tous les services et prolongement partiel à St Priest (Acacias).
Le 4 janvier 2010, prolongement du 57 à Vaulx-en-Velin Marcel Cachin, déviation du 60 par la ZI St Fons-Nord (en remplacement du 80), déviation du 75 par la rue Pierre Brunier, report du terminus du 80 place Jean-Macé par le P.A. Techsud, le Parc d'Artillerie et Debourg, déviation du 85 par les rues Gambetta, Rambion et le boulevard Mendès-France pour desservir le centre pénitentiaire pour mineurs et création d'une navette N79 pour relier le plateau des Barolles à St Genis-Centre. Le 25 janvier, passage des lignes 73 et 74 par le nouveau site propre de la Poterie dit du "shunt des Esses". Le 30 août, prolongement du 50E jusqu'à la ZAC des Lumières et la ZA Pesselière, suppression de l'antenne ZA Pesselière du 94, création d'une navette N77 interne à St Cyr desservant le quartier de L'Indiennerie, au départ de La Chaux et prolongement du N79 au Collège Jean Giono (route d'Irigny). Le 4 octobre, création sous l'indice 51 d'une navette entre les gares de Lissieu (Bois Dieu) et de St Germain au Mt d'Or et exploitation en minibus Master par Kéolis-Planche. Le 3 novembre, inauguration d'équipements sur le 43 donnant la priorité aux feux entre la gare de Vaise et Albigny.
Le 1er janvier 2011, suppression de la tarification suburbaine pour Chasselay sur la ligne 21, tout le réseau est désormais en tarification urbaine et création d'un service à la demande SAD63 entre Perrache et le Quai des Étroits. Le 3 janvier, desserte de la ZI de Lissieu par le 51, déviation du 63 par le sud du Cours Charlemagne et la rue Montrochet prolongée et prolongement de tous les services du 91 jusqu'à la Confluence. Le 7 janvier, création d'une ligne de nuit S4 entre Hôtel de Ville et St-Priest Salengro, cofinancée à 50% par la Ville de St Priest. Le 15 juillet, les lignes 42E et 59E sont supprimées, ce sont les dernières modifications effectuées avant la grande restructuration du 29 août 2011.

### Opération «Atoubus» (2011): restructuration majeure
Le 29 août 2011, est une autre date importante pour le réseau, qui est alors complètement restructuré afin d'augmenter son efficacité, restructuration complète du réseau (opération "Atoubus") avec hiérarchisation des lignes. C'est le premier réseau de France à réorganiser entièrement son réseau de surface.
Les lignes majeures ayant été créées (seules les lignes C1 et C3 ne changement pas, étant déjà créées) :
| Ancienne ligne | Nouvelle ligne | Liaison                                                                | Changement |
| -------------- | -------------- | ---------------------------------------------------------------------- | --- |
| 59             | C2             | Gare Part-DIeu <> Rillieux Semailles                                   | Les lignes 59 et 59E fusionnent et deviennent la ligne majeure C2, abandonnent la desserte de Vancia et limitation aux Semailles.                                                  |
| 59E            | C2             | Gare Part-DIeu <> Rillieux Semailles                                   | Les lignes 59 et 59E fusionnent et deviennent la ligne majeure C2, abandonnent la desserte de Vancia et limitation aux Semailles.                                                  |
| 4              | C4             | Jean Macé <> Cité Internationale                                       | La ligne 4 devient la ligne majeure C4. |
| 58             | C5             | Bellecour <> Rillieux Semailles / Vancia Château Bérard                | La ligne 58 devient la ligne majeure C5, abandon de la desserte de Sathonay-Camp par le 58, passage dans la ZUP au sud et reprise de la desserte de Vancia de l'ancienne ligne 59. |
| 36             | C6             | Jet d'Eau M.France <> Écully Le Pérollier                              | La ligne 36 devient la ligne C6, prolongement de Duchère Plateau au Pérollier par l'ancien itinéraire de la ligne 89.                                                              |
| 47             | C7             | Gare Part-Dieu <> Hôpital Lyon Sud                                     | La ligne 47 devient la ligne majeure C7. |
| 28             | C8             | Grange Blanche <> Vaulx - Résistance                                   | Les lignes 28 et 56 fusionnent et deviennent la ligne majeure C8, limitation à Grange Blanche (28) et prolongement à Résistance (56).                                              |
| 56             | C8             | Grange Blanche <> Vaulx - Résistance                                   | Les lignes 28 et 56 fusionnent et deviennent la ligne majeure C8, limitation à Grange Blanche (28) et prolongement à Résistance (56).                                              |
| 99             | C9             | Bellecour <> Hôpitaux Est                                              | La ligne 99 devient la ligne majeure C9, terminus à Bellecour au lieu de Vieux Lyon, et prolongement de Place Ronde à Hôpitaux Est.                                                |
| 10             | C10            | Bellecour <> Saint-Genis Barolles                                      | La ligne 10 devient la ligne majeure C10. |
| 11             | C11            | Saxe Gambetta <> Laurent Bonnevay                                      | La ligne 11 devient la ligne majeure C11, et est limitée à Saxe - Gambetta. |
| 12             | C12            | Bellecour <> Hôpital Feyzin Vénissieux                                 | La ligne 12 devient la ligne majeure C12. |
| 13             | C13            | Grange Blanche <> Montessuy Gutemberg                                  | La ligne 13 devient la ligne majeure C13, prolongement de Hôtel de Ville à Grange Blanche par les anciens itinéraires de la 25 et 28.                                              |
| 44             | C14            | Jean Macé <> Les Sources                                               | La ligne 44 devient la ligne majeure C14, prolongement de Hôtel de Ville à Jean Macé par l'ancien itinéraire de la ligne 18.                                                       |
| 64             | C15            | Bachut <> Laurent Bonnevay                                             | La ligne 64 devient la ligne majeure C15, report du terminus Parc du Chêne à Bachut par les anciens itinéraires de la 24 et 82.                                                    |
| 34             | C16            | Charpennes <> Surville Route de Vienne                                 | La ligne 34 devient la ligne majeure C16. |
| 81             | C17            | Charpennes <> Porte des Alpes                                          | La ligne 81 devient la ligne majeure C17, fusionnée avec l'ancien itinéraire de la ligne 27 entre Laurent Bonnevay et Charpennes.                                                  |
| 18             | C18            | Hôtel de Ville <> Croix-Rousse Nord                                    | La ligne 18 devient la ligne majeure C18, limitée à Hôtel de Ville étant reprise par la ligne C14 entre Hôtel de Ville et Jean Macé.                                               |
| 29             | C19            | Perrache <> Francheville Taffignon                                     | La ligne 29 devient la ligne majeure C19, report du terminus Bellecour à Perrache.                                                                                                 |
| 30             | C20            | Bellecour <> Francheville Taffignon                                    | La ligne 30 devient la ligne majeure C20, elle se limite au parcours Bellecour - Taffignon.                                                                                        |
| 30             | C20E           | Bellecour <> Francheville Findez (Fort du Bruissin)                    | Création d'une déclinaison express de la ligne C20 par Saint-Irénée avec des services prolongée au-delà de Taffignon, jusqu'à Francheville Findez.                                 |
| 42             | C21            | Perrache <> Gorge de Loup                                              | La ligne 42 devient la ligne majeure C21, prolongement de Saint-Just à Perrache par l'ancien itinéraire de la ligne 73.                                                            |
| 32             | C22            | Perrache <> Grange Blanche                                             | La ligne 32 devient la ligne majeure C22. |
| 23             | C23            | Cordeliers <> Parilly                                                  | La ligne 23 devient la ligne majeure C23. |
| 74             | C24            | Gorge de Loup <> Craponne Val d'Yzeron / Vaugneray                     | La ligne 74 devient la ligne majeure C24, limitée à Craponne Val d'Yzeron de l'ancienne branche Brindas.                                                                           |
| 74E            | C24E           | Gorge de Loup <> Vaugneray                                             | La ligne 74E devient la ligne majeure C24E et ne dessert plus la commune de Brindas.                                                                                               |
| 53             | C25            | Gare Part-Dieu <> Saint-Priest Plaine de Saythe / Sogaris - Promotrans | La ligne 53 devient la ligne majeure C25, création d'un prolongement de certains services jusqu'à Sogaris - Promotrans.                                                            |
| 38             | C26            | Grange Blanche <> Cité Internationale                                  | La ligne 38 devient la ligne majeure C26, report du terminus Clinique du Tonkin à la Cité Internationale.                                                                          |

Les lignes complémentaires ayant été créées :
| Nouvelle ligne | Liaison                                     | Création |
| -------------- | ------------------------------------------- | --- |
| 4              | Gare de Vaise <> Campus Lyon Ouest          | Création d'une ligne express entre Gare de Vaise et le Campus Lyon Ouest, avec 4 arrêts : Gare de Vaise, Pontet Crases, Ecully Grandes Écoles et Campus Lyon Ouest.      |
| 6              | Gare de Vaise <> Techlid Le Paisy           | Création d'une desserte améliorée du parc d’activités Techlid, en passant par l'autoroute A6 pour une liason rapide.                                                     |
| 9              | Cordeliers <> Sathonay Manutention          | Création sous l'indice 9 de la partie nord de l'ancienne ligne 8. |
| 18             | Bellecour <> Vernaison Place                | Création sous l'indice 18 de la branche Vernaison de la ligne 15, pour simplifier la desserte de Vernaison.                                                              |
| 23             | Gare de Vaise <> Rocade des Monts-d'Or      | Création sous l'indice 23 de la branche Rocade des Monts-d'Or de la ligne 22.                                                                                            |
| 38             | Gare Part-Dieu <> Caluire Pl. de la Bascule | Création sous l'indice 38 la reprise de la ligne 41, déviée par le Bourg de Caluire et report du terminus à la place de la Bascule.                                      |
| 48             | Saint-Priest Bel Air <> ZA Pesselière       | Création sous l'indice 48 le prolongement de l'ancienne ligne 50E jusqu'à la ZAC des Lumières et la ZA Pesselière.                                                       |
| 73E            | Gorge de Loup <> Brindas Centre             | Création d'une déclinaison express de la ligne 73 entre Gorge de Loup et Brindas.                                                                                        |
| 90             | Gare de Vaise <> Sainte-Foy Châtelain       | Création d'une liaison de rocade entre la Gare de Vaise, St Just, le Point du Jour et Ste Foy Châtelain, en reprenant les itinéraires abandonnés des lignes 42E, 45, 49. |
| 96             | Neuville <> Saint-Germain Pain Béni         | Création sous l'indice 96 de la partie Saint-Germain - Neuville de l'ancienne ligne 97.                                                                                  |

Les lignes complémentaires ayant été modifiées :
| Ligne | Liaison                                                           | Changement |
| ----- | ----------------------------------------------------------------- | --- |
| 3     | Gorge de Loup <> Dardilly Le Jubin / Limonest le Puy d'Or         | Création d'une antenne Limonest le Puy d'Or depuis Les Marsaults, en passant par Porte de Lyon et la RN6. |
| 7     | Laurent Bonnevay <> Vaulx le Bourg                                | Limitation à Vaulx le Bourg, desserte de Décines reprise par la ligne 57. Création de 4 services prolongés de L.Bonnevay à Villeurbanne Bel Air.                                                                      |
| 8     | Perrache <> Oullins Clément Désormes                              | Ancienne ligne 8 scindée en deux, la partie nord reprise par la nouvelle ligne 9, la partie sud conserve l'indice 8. Abandon de la desserte de Sainte-Foy Centre.                                                     |
| 14    | Bellecour <> Gorge de Loup                                        | Itinéraire modifié dans Tassin pour desservir la rue de la Constellation et Ménival Sainte-Anne, en remplacement de la ligne 74.                                                                                      |
| 15    | Bellecour <> Irigny Hauts de Selettes                             | Amélioration de la ligne avec la suppression de ces nombreuses antennes, parcours unique entre Bellecour et Irigny, prolongée de Venières à Hauts de Selettes.                                                        |
| 15E   | Bellecour <> Vernaison Place                                      | Amélioration de la ligne, 4 trajets par jours au parcours Bellecour - Vernaison Place. |
| 17    | Sainte-Foy Centre <> Saint-Genis 2 / Saint-Genis Gadagne          | Abandon de la desserte de Gerland et report du terminus Debourg à Sainte-Foy Centre (ancien itinéraire de la ligne 8). Passage par la Gare de Pierre-Bénite.                                                          |
| 22    | Gare de Vaise <> Saint-Fortunat                                   | Abandon de la branche Rocade des Monts-d'Or, reprise par la nouvelle ligne 23. |
| 24    | Grange Blanche <> Sept Chemins                                    | Reprise de l'ancien itinéraire de la ligne 9, passage par les Essarts et report du terminus Bachut à Grange Blanche.                                                                                                  |
| 25    | Gare Part-Dieu <> Sept Chemins                                    | Limitation à la Gare Part-Dieu, itinéraire entre Part-Dieu et Cordeliers repris par la nouvelle ligne C13. |
| 26    | Bachut <> Manissieux P.Blanche                                    | Passage par le Rd-Point De Gaulle au lieu de l'Avenue A.Boulloche et création d'une boucle autour de l'école de santé en remplacement de l'ancienne ligne 78.                                                         |
| 27    | Vieux Lyon <> Villeurbanne Centre                                 | Prolongement à Vieux-Lyon par l'ancien itinéraire de la 99, passage par l'avenue Verguin et report du terminus L.Bonnevay à Villeurbanne Centre, itinéraire Charpennes - L.Bonnevay repris par la nouvelle ligne C17. |
| 31    | Perrache / Gare de Vaise <> Cité E.Herriot                        | Limitation à Cité Édouard Herriot. |
| 33    | Croix-Rousse <> Rillieux Les Alagniers                            | Suppression des antennes Sathonay et Fontaines, prolongement aux Alagniers par l'ancien itinéraire de la ligne 58. |
| 39    | Parc de Parilly <> Solaize Mairie                                 | Prolongement au Parc de Parilly et passage par la Gare de Feyzin |
| 40    | Bellecour <> Neuville                                             | Prolongement à Bellecour. |
| 45    | Croix-Rousse <> Valdo                                             | Abandon de la desserte de la montée de l'Observance et de St Just (reprise par la nouvelle ligne 90), report du terminus à Valdo par Les Massues et le Point du Jour, en remplacement de l'ancienne ligne 42E.        |
| 49    | Perrache <> Sainte-Foy Châtelain                                  | Abandon de la desserte du Point du Jour et déviation par Chavril, ancien itinéraire de la 49D. |
| 52    | Vaulx La Grappinière <> Parilly Université Hippodrome             | Prolongement à Parilly Université Hippodrome par Terraillon et le Parc du Chêne, reprise des anciens itinéraires des lignes 64 et 75.                                                                                 |
| 55    | Perrache <> Campus Lyon Ouest                                     | Passage par Trion (reprise de l'ancien itinéraire de la 73) et abandon du passage par le tunnel de Fourvière. |
| 57    | Laurent Bonnevay <> Vaulx le Bourg / Décines Grand Large          | Reprise de la desserte de Décines de la ligne 7 à certains services. |
| 62    | Gare de Vénissieux <> Mions Jules Vallès                          | Prolongement de Saint-Priest Beauséjour à Gare de Vénissieux par l'ancien itinéraire de la ligne 94. |
| 66    | Saint-Just <> Champagne Écoles                                    | Limitation à Saint-Just. |
| 68    | Vaulx-en-Velin La Soie <> Chassieu Azieu                          | Suppression de la branche Zi à la Mi-Plaine au profit de la nouvelle ligne Zi5. |
| 69    | Sans Souci <> Clinique du Tonkin                                  | Abandon de la desserte de La Doua et prolongement à la Clinique du Tonkin (de l'ancienne ligne 38). |
| 71    | Gare de Vaise <> École de Collonges                               | Création d'une boucle terminale par le Centre Psychothérapique, terminus fixé à École de Collonges. |
| 73    | Gorge de Loup <> Brindas Centre                                   | Report du terminus Perrache à Gorge de Loup. |
| 76    | Décines Grand Large <> Corbas les Balmes                          | Prolongement Saint-Priest Hôtel de Ville à Décines Grand Large en remplacement des lignes 85 et Zi1. |
| 77    | Montessuy Gutemberg <> Pont de Fontaines                          | Prolongement de Marroniers à Montessuy Gutemberg. |
| 79    | La Borelle <> Décines Grand Large                                 | Suppression de la desserte de Chassieu, report des deux terminus : Chassieu Collège : Décines Grand Large Grange Blanche : Vénissieux La Borelle                                                                      |
| 88    | Bellecour <> Saint-Genis Gadagne                                  | Prolongement à Saint-Genis Gadagne par Saint-Genis Centre |
| 93    | Hôpital Feyzin Vénissieux <> Porte des Alpes / Parc Technologique | Prolongement à Porte des Alpes ainsi qu'à Parc Technologique desservi seulement aux heures de pointes en semaine. |
| 97    | Saint-Germain Gare / Neuville <> Montanay La Tour                 | Scission de la ligne en deux, la partie Saint-Germain - Neuville étant repris par la nouvelle ligne 96. |

Les lignes spécifiques (S / Zi / Ge/ R) ayant été créées :
| Ancienne ligne | Nouvelle ligne | Liaison                                                   | Changement |
| -------------- | -------------- | --------------------------------------------------------- | --- |
| 91             | S1             | Gare Saint-Paul <> Confluence la Sucrière                 | La ligne 91 devient la ligne S1. |
| N2             | S2             | Circulaire La Tour de Salvagny                            | La ligne N2 devient la ligne S2. |
| 96             | S3             | Jean Macé <> Halle Tony Garnier                           | La ligne 96 devient la ligne S3. La ligne dessert désormais l'arrêt Debourg et la rue du Vercors. |
| 61             | S4             | Circulaire Croix-Rousse                                   | La ligne 61 devient la ligne S4. Le cœur de l'hôpital Croix-Rousse est maintenant desservi. |
| 75             | S5             | Caluire Bords de Saône <> Vassieux Centre                 | La ligne 75 devient la ligne S5. La ligne améliore son parcours et offre une liaison entre Caluire et les Margnolles. |
| 6              | S6             | Hôtel de Ville <> Croix-Rousse                            | La ligne 6 devient la ligne S6. |
| N77            | S7             | Saint-Cyr <> La Chaux École de Champlong                  | La ligne N77 devient la ligne S7. |
| N78            | S8             | Caluire Piscine <> Rillieux Piscine                       | La ligne N78 devient la ligne S8, prolongement à Caluire Piscine |
| N79            | S9             | Moly <> Jean Giono                                        | La ligne N79 devient la ligne S9. |
| N76            | S10            | Joannès Carret <> Plateau de Saint-Rambert                | La ligne N76 devient la ligne S10. |
| 92             | S11            | Gare de Vaise <> Le Château Duchère                       | La ligne 92 devient la ligne S11. |
| N12            | S12            | Hôtel de Ville <> Croix-Rousse                            | La ligne N12 devient la ligne S12. |
| N72            | S13            | Val Fontaine <> Craponne Centre                           | La ligne N72 devient la ligne S13. |
| -              | S14            | Circulaire Neuville                                       | Création d'une navette circulaire à Neuville |
| N82            | S15            | Les Sources <> Écully le Trouillat                        | La ligne N82 devient la ligne S15, report du terminus Place d'Helvétie à Écully le Trouillat |
| -              | Zi4            | Vaulx-en-Velin La Soie <> Caluire Chemin Petit            | Création d'une nouvelle ligne pour desservir la ZI Est de Vaulx-en-Velin, la ZA Sermenaz, la Ville Nouvelle de Rillieux-la-Pape, Sathonay Camp, la Gare TER de Sathonay - Rillieux et la ZI Périca, remplace en partie la ligne 58E. |
| 68Zi           | Zi5            | Vaulx-en-Velin La Soie <> Zi Genas                        | Création d'une ligne pour la desserte de la Mi-Plaine, de l'ancienne branche de la ligne 68. |
| 80             | Zi6            | Jean Macé <> Saint-Fons Vallée de la Chimie               | La ligne 80 devient la ligne Zi6. |
| -              | GE1            | Feyzin Gare <> Saint-Fons Vallée de la Chimie             | Création de la nouvelle ligne Gar'Express 1 entre Feyzin et la Vallée de la Chimie. |
| -              | GE2            | Feyzin Gare <> Solaize CRES                               | Création de la nouvelle ligne Gar'Express 2 entre Feyzin et Solaize. |
| -              | GE3            | Dardilly le Jubin <> Techlid le Tronchon                  | Création de la nouvelle ligne Gar'Express 3 entre Dardilly le Jubin et la zone d'activités de Techlid. |
| -              | GE4            | La Tour de Salvagny Gare <> Techlid le Tronchon           | Création de la nouvelle ligne Gar'Express 4 entre La Tour de Salvagny et la zone d'activités de Techlid. |
| 51             | GE5            | Saint-Germain Gare <> Gare de Dommartin-Lissieu           | La ligne 51 devient la ligne GE5. |
| -              | GE6            | Charbonnières Gare <> Marcy l'Étoile                      | Création de la nouvelle ligne Gar'Express 6 entre Charbonnière et Marcy l'Étoile. |
| SAD63          | R1             | Perrache <> Terrasse                                      | Création de la nouvelle ligne Résago 1 reprennant l'ancien itinéraire de la ligne 63 desservant les arrêts Perrache, les Étroits et Terrasse.                                                                                        |
| -              | R2             | Neuville <> Poleymieux                                    | Création de la nouvelle ligne Résago 2 entre Neuville et Poleymieux, desserte complémentaire à la ligne 84. |
| 214            | R3             | Gare de Givors Ville <> Cimetière de Givors               | Création de la nouvelle ligne Résago 3 qui remplace la ligne 214. |
| N78            | R4             | Crépieux Les Brosses <> Place Cannelas / Rillieux Piscine | Création de la nouvelle ligne Résago 4 qui remplace la ligne N78. |
| S1             | PL1            | Hôtel de Ville <> Cité Internationale                     | La ligne S1 devient la nouvelle ligne PL1. |
| S2             | PL2            | Terreaux <> Grange Blanche                                | La ligne S2 devient la nouvelle ligne PL2. |
| S3             | PL3            | Terreaux <> Campus Lyon Ouest                             | La ligne S3 devient la nouvelle ligne PL3. |
| S4             | PL4            | Terreaux <> Saint-Priest Salengro                         | La ligne S4 devient la nouvelle ligne PL4. |

Le 3 octobre, déviation du 8 par le Quai des Etroits (ancien trajet de la ligne 63) et déviation par l'ancien trajet de la ligne 8 dans la presqu'île (cours Suchet et quai Perrache), le Résago R1 est supprimé. Le 28 novembre, création de la ligne Zi7 entre L. Bonnevay et Bron Droits de l'Homme par l'itinéraire de l'ex 64D.
Le 2 janvier 2012, agrandissement de la boucle du S7 en pointe par la Cité E. Herriot, St Rambert les Rivières et le Centre Psychothérapique. Le 9 janvier, réassociation de l'itinéraire dans les deux sens rue Marc Sangnier à Villeurbanne sur le C9. Le 16 janvier, réassociation de l'itinéraire rue Henri Barbusse sur le C22 grâce à un nouveau couloir de bus et déviation du S11 par les rues Mouillard et de St Cyr en direction Gare de Vaise. Le 4 avril, retour sur le Cours Charlemagne pour le 63 dans le sens nord-sud pour l'ouverture du centre commercial. Le 16 juillet, déviation par l'avenue F. de Pressensé et la rue E. Renan du C16. Le 29 octobre, déviation des 31 et 43 par la rue Duport par celle de la Navigation au retour. Le 5 novembre, la ligne C6 est coupée en deux de chaque côté du tunnel de la Croix-Rousse à la suite de la fermeture de celui-ci pour travaux.

### Le réseau s'étend
Le 2 janvier 2013, Chaponost, Messimy et Thurins intègrent le SYTRAL : création sous l'indice 10 d'une liaison entre Craponne (Martin) et Thurins (Mairie) via Brindas, avec une antenne desservant Messimy (Mairie), création sous l'indice 11 d'une liaison reprenant l'ex ligne départementale 103 entre Perrache et Thurins (Le Pont) via le Pt d'Oullins, Chaponost et Brindas et création sous l'indice 12 d'une relation entre Oullins (La Saulaie) et St Genis 2 par Chaponost. Le 18 mars, prolongement du 77 jusqu'à la Montée Roy en raison de travaux sur les berges de Saône. Le 15 juin, reprise du passage par la rue Aulagne en direction banlieue en raison de sa réouverture pour le C7. Le 8 juillet, prolongement du 6 à la ZAC du Puy d'Or à Limonest, création sous l'indice 61 d'une ligne TCL remplaçant la partie Gare de Vaise - Lissieu Montluzin de la ligne départementale 161 et prolongement en HP jusqu'à la gare TER de St Germain avec suppression du GE5, limitation du 68 à Chassieu (Grandes Terres) en raison de la sortie de Genas du PTU, limitation du 72 à Ste Consorce (Centre) en raison de la sortie de Pollionay du PTU, création sous l'indice 78 d'une ligne TCL remplaçant les lignes départementales 101 et 185 entre Perrache et Givors (Collège de Bans) par Charly et la gare de Givors Canal, suppression sur le C24 de la desserte TCL de Vaugneray en raison de sa sortie du PTU, report du terminus à Grézieu la Varenne (Gymnase Eugène Catalon) et inversion du sens de la desserte après Le Tupinier (passage direct par la RD490) et limitation du Zi5 à Chassieu (Fresnel Restaurant ZI) en raison de la sortie de Genas du PTU. Le 15 juillet, déviation du C23 par la rue Marius Berliet en direction de Parilly en raison de l'inversion du sens des rues L. Jouvet et Santos-Dumont. Réassociation de l'itinéraire du 78 sur la Grande rue d'Oullins et déviation entre Gadagne-Foch et les Sapins par la route de Vourles et le trajet du 82 (par St Genis-Barolles), réassociation sur les C10 et 63 de l'itinéraire sur la Grande rue d'Oullins, réassociation sur le 88 de l'itinéraire sur la Grande rue d'Oullins, mais aller-retour jusqu'à Oullins-Ville (boucle rues de la Camille et L. Bourgeois) en direction de St-Genis. Le 2 août, reprise pour le C7 du passage par la Grande rue et la Mairie d'Oullins en direction Hôpital Lyon-Sud et fin du détour par Oullins-Ville. Le 13 août, réassociation pour le 63 de l'itinéraire sur le Cours Charlemagne. Le 26 août, déplacement du terminus du 69 d'un arrêt dans la boucle terminale de Lyon 3e, celui-ci prenant le nom de la station de tram T4 Manufacture-Montluc, exploitation partielle du 78 par l'UT de Givors, déviation à Rillieux du S8 par l'Hôtel de Ville (abandon de la desserte de la piscine) et prolongement à la Polyclinique de Rillieux dans le quartier de La Roue. Les 2 et 3 septembre, prolongement du T4 à la Doua Gaston Berger : limitation du C6 à Part-Dieu et fin de l'exploitation par l'UT d'Audibert à la suite de la réouverture du tunnel, reprise de l'itinéraire normal du 33 par la rue Jean Moulin en direction de Rillieux, prolongement en pointe du 80 à la ZA Givors-Ouest, limitation du 82 à Grigny La Colombe, reprise de l'itinéraire normal du S5 par la rue Jean Moulin en direction de Vassieux, reprise de l'itinéraire normal des 31 et 43 par la rue Rhin et Danube. Le 30 octobre, report du terminus du 11 à la Mairie de Thurins. Le 4 novembre, les lignes 73E et C24E sont déviées par le nouveau site propre « LEOL » à Francheville construit sur l'ancienne plateforme du train de Vaugneray (chemins de la Patelière et des Aubépines), passage du C6 dans le sens Rhône-Saône par le nouveau tunnel "mode doux" sous la Croix-Rousse.
Le 11 décembre 2013, le métro B est prolongé à Gare d'Oullins : les lignes 11, 12, 14, 18, 78 sont limitées à la Gare d'Oullins, les lignes 15 et 17 sont déviées par le nouveau site propre de la Gare d'Oullins et prolongement du 17 à Ste Foy place St Luc par le Parc Bourrat et déviation la ligne 88 par le quai P. Sémard et la Gare d'Oullins en effectuant une boucle dans la gare routière.
Le 6 janvier 2014, modification de la boucle terminale de la Part-Dieu sur le C7, par le nouveau site propre de la rue Garibaldi et la rue de Bonnel à l'arrivée, par la rue Servient et la partie sud du site propre au retour, déviation du C13 par le cours Lafayette jusqu'à La Part-Dieu en direction de Grange Blanche, par le nouveau site propre de la rue Garibaldi puis la rue Moncey et le cours Lafayette au retour, création d'un arrêt hors PTU à Brignais sur le 12 (SPA-Sacuny), déviation du 38 par la rue Servient puis le nouveau site propre de la rue Garibaldi et la rue Moncey au départ de La Part-Dieu et retour à Bellecour du 40 et suppression de la navette N40. Le 17 février, la ligne 38 déviation en direction du cimetière par la rue J. Moulin et le chemin de Crépieux. Le 24 février, la ligne C13 passe en trolleybus et retour du 9 au passage par la rue des combattants d'AFN à Caluire, remise en sens unique. Le 7 avril, déviation du 63 par le quai Perrache jusqu'au Pont Pasteur en direction d'Oullins, par la rue Vuillerme au retour avec abandon de la desserte du centre commercial. Le 13 mai, déviation au sud du S9 par Descartes-Foch avec création de 6 nouveaux arrêts. Le 26 mai, prolongement du S1 à Confluence-Rambaud, au bout du quai Rambaud. Le 15 juillet, report du terminus de départ du 38 de la Part-Dieu devant le Centre Commercial (au point de dépose).
Le 1er septembre 2014, le terminus Saint-Genis Gadagne du 17 est reporté à Saint-Genis Lycée Descartes faute de fréquentation, le tronçon abandonné étant desservi par la ligne 78. Les lignes 73 et 73E sont prolongées à Thurins Mairie, en remplacement de la ligne 10 qui est supprimée. Ouverture de la nouvelle ligne 92 entre Neuville et la Gare de Quincieux, sous-traitée à Keolis Planche.
Le 27 avril 2015, la ligne 72 voit son terminus de Marcy-l'Étoile est déplacé à l'arrêt Les Terres, les services prolongés dans le bourg de Sainte-Consorce ne sont pas affectés.
Le 27 juin 2015, la ligne S13, seule ligne à ne fonctionner qu'un jour par semaine, est supprimée.
Le réseau est étendu la communauté de communes de l'Est lyonnais le 31 août 2015, à la suite de l'intégration du secteur au périmètre du réseau TCL le 1er janvier 2015, par intégration des lignes Les cars du Rhône existantes : 1Ex (qui conserve le même indice), 21, 44 et 46 (renumérotées 28, 29 et 30), le prolongement de la ligne Zi5 dans la ZI Mi-Plaine à Genas, qui n'était plus desservie par le réseau depuis 2013, la création de deux lignes ResaGO : la R1 entre Meyzieu et Jons et la R5 entre Saint-Priest, Toussieu et Saint-Pierre-de-Chandieu, et le transfert des lignes scolaires existantes,,,. Les véhicules utilisés sur les lignes départementales existantes sont conservés. L'intégration tarifaire du réseau Les cars du Rhône, actuellement limitée à la ligne 2Ex de Lyon à Thurins, est étendue aux lignes 111 et 112 à Vénissieux et Corbas et 118 entre Lyon et Lissieu.
D'autres changements ont lieu le 31 août 2015, : limitation de la ligne 88 au trajet entre la gare d'Oullins et Saint-Genis-Laval, suppression de la ligne S3 partiellement reprise par la ligne Zi6, Restructuration des lignes S5 et S8, cette dernière devenant une ligne desservant uniquement Rillieux-la-Pape et entraînant la suppression de la ligne ResaGO R4. Restructuration du réseau sur le secteur de Givors et Grigny : les lignes 78, 80 et 81 voient leurs trajets revus, la ligne 82 est supprimée et la ligne ResaGO R3 est étendue.
Le 12 octobre 2015, création d'une nouvelle ligne 75 entre le Campus Lyon Ouest à Écully et le centre commercial du Pérollier situé sur cette même commune.
Le 1er janvier 2016, le réseau subit une restructuration dans la communauté de communes de l'Est lyonnais, qui est marquée par la suppression de la desserte de l'aéroport de Lyon-Saint-Exupéry à la suite de pressions exercées par le concessionnaire de la ligne Rhônexpress, arguant qu'il dispose de l'exclusivité de la desserte dans le cadre de la concession de la ligne, : la ligne 28 est prolongée depuis Meyzieu Z.I. à l'arrêt Pusignan - Gutenberg par le trajet de la ligne 30 qui est supprimée, et la ligne 29 est prolongée à Meyzieu Z.I. au lieu de desservir l'aéroport, et ajout d'un nouvel arrêt dans le quartier Ratabizet à Genas. Le 4 janvier 2016, l'intégration tarifaire des lignes 198 (1980) et Exp4 (Express 4) du réseau Transisère est supprimée.
Le 29 août 2016, le réseau sera à nouveau modifié avec en particulier la suppression de la ligne C23, qui sera remplacée par les lignes C7, C9, C25 et 26 : la ligne C7 empruntera le boulevard Vivier Merle dans les deux sens après l'arrêt Garibaldi, à la place de la ligne C25. La ligne C9 reprendra l'itinéraire de la ligne C23 sur le cours de la Liberté et le quai Augagneur en passant par le pont de la Guillotière. La ligne C25 reprendra l'itinéraire de la ligne C23 jusqu'à l'arrêt Manufacture Montluc puis empruntera le cours Gambetta jusqu'aux rues Garibaldi et André Phillip. La ligne 26 sera modifiée après Mermoz - Pinel pour desservir le boulevard Pinel en ayant un itinéraire commun avec la ligne 79 jusqu'à Parilly puis reprendra l'itinéraire de la ligne C25 jusqu'au Lycée Lumière, son nouveau terminus. La ligne sera renforcée le dimanche pour proposer un bus toutes les 45 minutes. La ligne 29 sera limitée au trajet entre Meyzieu ZI et Genas Ratabizet. La ligne 37 sera limitée à l'arrêt Charpennes - Charles Hernu et marquera un nouvel arrêt André Phillip en direction de Vaulx-en-Velin. En heures de pointe, la ligne sera renforcée avec un bus toutes les 6 à 7 minutes. La ligne 48 sera supprimée et remplacée par les lignes 50E pour la desserte de La Fouillouse et Zi8 pour la desserte du parc d'activités des Lumières. La ligne 73/73E effectuera son terminus à l'arrêt Brindas Centre, la desserte de Thurins restera assurée par les lignes 2Ex et 11. La ligne Zi5 sera prolongée dans la partie de la ZI Mi-Plaine située à Genas par l'itinéraire de la ligne 29. La ligne R5 marquera deux nouveaux arrêts, ZA Pesselière et La Palombière. Enfin, création de la ligne R4 entre Genas - Place de la République et Saint-Bonnet-de-Mûre - Piscine. La ligne 90 sera limitée à l'arrêt Valmy Place Ferber.
Le 2 janvier 2017, afin d'optimiser la desserte TCL dans la commune de Lissieu, l'itinéraire des lignes 21 et 61 est modifié : la ligne 61 abandonne son terminus partiel à Porte de Lyon et sa desserte aux heures de pointe est reprise par la ligne 21, avec des horaires adaptés à ceux des trains TER en gare de Saint-Germain-au-Mont-d'Or. La ligne ResaGO R1 est renforcée par l'ajout d'allers-retours supplémentaires et de la suppression de la réservation obligatoire sur d'autres.
Le 6 mars 2017, la ligne 92 est supprimée et l'itinéraire est reprise par la ligne 96. Ainsi la ligne 96 est prolongée à Quincieux Boulodrome et la ligne 97 est limitée à Neuville (au lieu de Saint-Germain). Le 23 juin 2017, suppression de la ligne 75 à Écully pour faute de fréquentation. D'autres changements ont lieu le 28 août : création de nouveaux arrêts sur la ligne C25 afin de desservir le nouveau quartier du Triangle à Saint-Priest, prolongement de la ligne 9 dans le nouveau quartier Castellane à Sathonay-Camp, nouvel itinéraire plus direct de la ligne 11 à Chaponost, réorganisation des lignes 85 et 95 à Meyzieu afin d'améliorer les correspondances avec le tram T3 à la gare de Meyzieu, nouveau trajet pour la ligne S1 en vue de la piétonnisation des voûtes de la gare de Perrache. Création des lignes S3 et S16 entre la gare de Collonges - Fontaines et, respectivement, la zone d'activités Techlid et Écully, prolongement de la ligne S10 au lycée Jean-Perrin.
Le 9 janvier 2018, suppression des services par la Cité E. Herriot et St Rambert les Rivière de la ligne S7. Suppression de la desserte de la gare d'Ecully-La Demi Lune par la ligne S15 et retour à l'ancien itinéraire.
Le 3 septembre 2018 : la ligne 29 est prolongée à Saint Priest - RN6 Ambroise Paré (permettant des correspondances avec les lignes 26 et 1Ex), nouvelle ligne 32 entre Meyzieu ZI et Jons – Hameau de Bianne par la Z.I. du Mariage provoquant la suppression de la ligne Résago R1, la ligne 37 est limitée à Vaulx-en-Velin - Aragon et passage en articulés (modifications de la ligne 37 reportées à une date inconnue), de nouvelles liaisons vers Gare de Vaise seront proposées depuis la commune de Poleymieux-au-Mont-d’Or pour la ligne 84, nouvel itinéraire pour la ligne 88 pour permettre la desserte du nouveau parking "Darcieux parking Visiteurs 1", situé à l'extérieur du site (prend effet à la fin des travaux d’aménagement du parking) en prolongeant la ligne jusqu'à "St-Genis - Gadagne" et la ligne Zi1 est limitée à Saint-Priest - Gare au lieu de Saint-Priest - Hôtel de Ville, meilleure desserte de la gare de Saint-Priest - Gare par la ligne 62.
Intégration tarifaire de la ligne 142 du réseau Les cars du Rhône entre "Gorge de Loup" et "École Vétérinaire".
Du 22 octobre 2018 et pour une durée indéterminée, les lignes C1 et C2 sont limitées à Part-Dieu Jules Favre, à la suite des travaux d'aménagement de la place Charles Béraudier, de ce fait le terminus Gare Part-Dieu - Vivier Merle n'est plus desservis par ces deux lignes mais reste néanmoins accessibles par les lignes C6 et 70 ou en effectuant une correspondance avec le métro B à la station Brotteaux .
Du 19 novembre 2018 au 12 juillet 2019, les lignes 15E et 18 circulent partiellement en raison de travaux d'assainissement sur les communes de Vernaison et Charly. Les arrêts de la boucle de Vernaison (excepté Fée des Eaux) sont desservis par un service de substitution N18 (exploitée par Transdev) et ne sont plus desservis par les lignes 15E et 18.
Depuis fin décembre 2018, la ligne C9 circule avec des bus articulés.
Le 7 janvier 2019 : renforts d'offres sur les lignes C6 (en journée et en heure de pointe soir), C18 (heure de pointe matin), C21 (heures de pointes) ainsi que 49 et 60 (heure de pointe soir). La ligne 93 adapte son itinéraire pour desservir le quartier de l’Arsenal : dessert l'arrêt  St-Fons Bourrelier ainsi que trois nouveaux arrêts Tréfilerie, Montesquieu et  Tannerie. Fréquence renforcée sur la ligne 87. Modification de l'indice des services directs de la ligne 89 qui était "89E" et qui devient "89D". Création de service express aux heures de pointes entre Gare de Vaise et St Romain - Centre sous l'indice 71E, supprimée en juin.
Depuis avril 2019, les lignes 61 et 72 passent chez Planche à Craponne.
Le 2 septembre 2019 : création de deux lignes desservant l'aéroport Saint-Exupéry sous les indices 47 (Meyzieu Z.I. à Maréchal Juin par l'aéroport) et 48 (Genas Bornicat - Aéroport LYS-Gare Routière). Finalement, la mise en service de la ligne 48 est repoussé à janvier 2020. Par ailleurs, la ligne 47 reprend l'itinéraire de l'ancienne ligne 30 créée et supprimée en 2015, et remplace la ligne 28 entre Meyzieu Z.I. et Pusignan - Gutenberg. Création d'une ligne express dès le 9 septembre avec une fréquence de 10min de 7h à 20h reliant Mermoz - Pinel à Parilly Université - Hippodrome  (sans arrêt) sous l'indice C15E. La ligne R5 (Résago 5) est remplacée par la ligne 30.
Le 22 novembre 2019 est marqué par la mise en service de la nouvelle ligne T6. Pour l’occasion, les lignes C22 et Zi6 deviennent respectivement les lignes 34 (le 23 novembre) et 64 (le 25 novembre). Leurs itinéraires restent inchangés mais les fréquences diminuent et l’amplitude diminue pour la première et pour la seconde la fréquence est amélioré. Le même jour, l'indice de la ligne 1Ex change en 1E.
Mise en place de transport à la demande dans les zones Mi-Plaine et Vallée de la Chimie respectivement en novembre et décembre 2019.
En janvier 2020, création de la ligne 48 qui relie Genas - Bornicat à l’aéroport Lyon Saint-Exupéry en 30 minutes.
Les lignes C7, C19, C21, 14, 19, 33, 40, 45, 46, 49, 55, 61, 69, 73, 81, 85, 86, 88, 89, 90 et 93 sont renforcées en mars 2020. La ligne de nuit PL4 est supprimée.
Depuis le 11 mai 2020, les lignes C6 et C21 sont exploités avec des bus articulés.
À la suite de la crise sanitaire, la ligne 83 circule à nouveau à partir du samedi 6 juin 2020 entre 9 h 30 et 20 h avec une fréquence de 15min entre Vaulx - La Soie et Grand Parc Miribel-Jonage sans arrêt intermédiaire (décision appliquée jusqu'au 12 juillet 2020).
Depuis le 24 août 2020 (initialement prévu pour mars 2020 mais reporté à la suite des retards sur les travaux à cause de la crise sanitaire de 2020), la ligne C6 est prolongée jusqu’au campus Lyon Ouest Écully en passant à l'ouest du centre commercial Eculy Grand Ouest (Le Pérolier). Elle est déclinée en version express (C6E) entre Gare de Vaise et Campus pour réaliser le trajet en 15 minutes afin de remplacer la ligne 4. En heure de pointe, C6 et C6E auront une fréquence à 3 minutes.
La ligne 6 est remplacée par la ligne 10 et est prolongée jusqu'à Porte de Lyon. Une version express (10E) est créée entre Gare de Vaise et Porte de Lyon par l'autoroute A6 (Métropole 6). À la suite de ces différents changements, la ligne 89 est renforcé.
Le 4 janvier 2021, la ligne 15E (Bellecour - Irigny Gare d'Yvours) voit son service modifié, reliant désormais en 15 minutes les deux terminus par l'autoroute A7 (Métropole 7) et sans arrêt intermédiaire. Certains services sont toujours prolongés vers Vernaison Place. La ligne circule du lundi au vendredi de 6h à 20h toute l’année. La ligne 73 circule avec des bus articulés.
Le 26 avril 2021, la ligne C13 passe en trolleybus articulés (Hess lighTram 19 DC) et est à nouveau exploité intégralement entre Montessuy Gutenberg et Grange Blanche, sans rupture de charge à Hôtel de Ville - Louis Pradel. Cependant, elle continue à être exploité avec des bus standards (Iveco Bus Urbanway 12) pour pallier le manque de trolleybus à la suite de pannes et de retards de livraison.
Depuis fin juin 2021, les lignes 73 et 73E sont exploités avec des bus articulés.
À partir 1er juillet 2021, la desserte du Grand Parc Miribel-Jonage est renforcée notamment en soirée avec la ligne 83 qui bénéficiera d'une amplitude rallongée jusqu'à 20h30. Une navette N80 (exploité par UTS) est créée pour permettre une liaison directe et sans arrêt intermédiaire entre Vaulx - La Soie et Grand Parc Miribel-Jonage durant les mois de juillet et d'août avec une fréquence de 20min en heures de pointes et d'1h30 en heures creuses, elle fonctionne de 9h30 à 20h30 avec des horaires identiques du lundi au dimanche. De plus, une nouvelle ligne est créée entre Rillieux - Les Alagniers et Grand Parc Miribel-Jonage, sous l'indice N84 et sous-traitée par Philibert avec des autocars. De nouvelles dessertes vers le parc sont prévues pour l'été 2022, au départ de Lyon 9e (Gare de Vaise) et de Vénissieux (Gare de Vénissieux).
Le 2 juillet 2021, les lignes S3, S16 et Zi7 sont supprimés, pour doublon et faute de fréquentation. Le transport à la demande (Techlid) se substitue aux lignes S3 et S16.

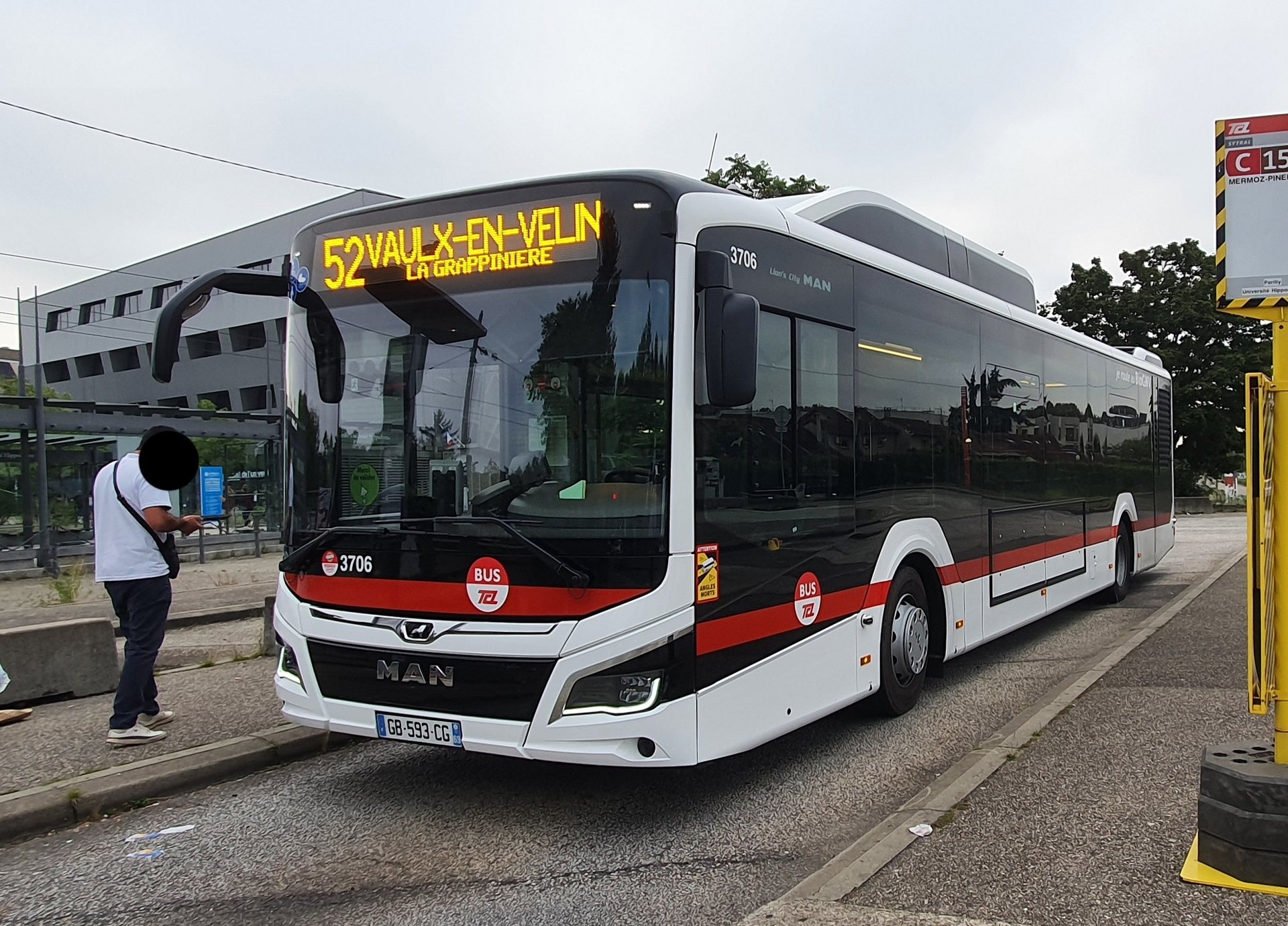
Un MAN Lion's City 12 à la station Parilly - Université Hippodrome, sur la ligne 52

La ligne 52 (ainsi que d'autres lignes par la suite) bénéficient de nouveaux bus articulés (Man Lion's City 12 GNV), à partir de septembre 2021, permettant une augmentation de la fréquence et de remplacer la ligne Zi7.
À partir du 30 août 2021, la ligne 5 est renforcée en matinée et jusqu’à 14h30 pour permettre une bonne desserte du pôle de santé du Val d’Ouest.
La ligne 12 dessert le centre-ville et la gare de Brignais et 4 nouveaux arrêts sont créés : Montibert-Aquagaron, École Jacques Cartier, Briscope et Brignais Gare.
La ligne 17 dessert les quartiers de Clément Désormes (en complément de la ligne 8) et de La Saulaie via l'avenue Jean Jaurès, afin d'assurer une meilleure desserte à ses quartiers d'Oullins moins bien desservis et d'offrir une liaison directe vers le centre (via les arrêts Gare d'Oullins et Pont d'Oullins).
Dans le cadre du projet « Duchère - Sauvegarde » de la Métropole de Lyon, l’avenue de la Sauvegarde est mise en sens unique. Cette modification conduit à une adaptation des itinéraires des lignes 19 et 89. En conséquence, les arrêts "Villeneuve" et "Clinique Sauvegarde" de la ligne 19 ne sont plus desservis. La ligne 89 adapte alors son parcours. Pour maintenir une offre de transport pour la clinique de la Sauvegarde, la ligne 89 est modifiée sur l’ensemble de ces trajets pour desservir l’établissement.
La ligne 37 est exploitée avec de nouveaux bus articulés (Man Lion's City 18 GNV) et effectue son terminus à la Vaulx-en-Velin - O’Hara au lieu de Vaulx-en-Velin - Marcel Cachin.
La ligne 67 est prolongée jusqu’à Meyzieu Z.I. via l'avenue Dr Schweitzer et l'arrêt Meyzieu - Avenue de Crottay n'est plus desservi par la ligne.
Renfort de la ligne 71 avec une fréquence de 20 min en heure de pointe et de 25 min en heure creuse.
Les lignes 83 et 100 changent d'indices et deviennent respectivement les lignes N83 et N100 mais les itinéraires restent les mêmes.
Pour permettre aux salariés du Parc Technologique terminant en soirée de regagner Porte des Alpes en transports en commun, un départ supplémentaire complète la ligne 93, prolongeant ainsi de 20 minutes la desserte du pôle d’activité.
Les lignes 76, 85 et 95 adaptent leurs horaires pour permettre des correspondances et assurer une desserte efficace aux élèves domiciliés sur les communes de Chassieu, Décines ou Meyzieu vers le nouveau lycée Sainte Marie Lyon à Meyzieu.
La ligne 62 dessert le collège Simone-Veil à Saint-Priest.
La ligne C12 voit ses horaires adaptés entre 12h et 13h30 pour permettre aux élèves de l’annexe du collège Alain situé à Vénissieux de se déplacer à l’heure du déjeuner.
Le temps de parcours est optimisé pour les lignes C4, C6 et C25.
À partir de septembre 2021, la ligne C11 est exploitée avec les nouveaux trolleybus articulés Hess lighTram 19 DC.
À partir d’octobre 2021, la ligne GE6 est modifiée pour permettre l’accès au centre-ville de Charbonnières-les-Bains ainsi qu’au Campus Numérique. L’amplitude horaire s’étend de 6h35 à 19h35, soit un prolongement d’une heure. La fréquence est augmentée aux heures de pointe, passant de 30 min à 15 min.
À partir du 22 novembre 2021, la ligne C16 est exploitée avec des Heuliez GX 337 Linium SE et est la première ligne exploitée par Keolis Lyon à circuler avec des autobus électriques qui ne sont pas des trolleybus.
Retour le 20 juin 2022 des lignes C1 et C2 à "Gare Part-Dieu - Vivier Merle".
À partir du 2 juillet 2022, le Grand Parc Miribel-Jonage est desservi par la nouvelle navette N81 (sous-traitée par Faure Transports) permettant une liaison Gare de Vénissieux et Grand Parc Miribel-Jonage (via Parilly Université - Hippodrome) durant les mois de juillet et d'août avec une fréquence de 15 à 20min et fonctionnera de 9h30 à 21h10 avec des horaires identiques du lundi au dimanche ainsi que par la navette N82 (sous-traitée par Maisonneuve) permettant une liaison directe et sans arrêt intermédiaire entre Gare de Vaise et Grand Parc Miribel-Jonage durant les mois de juillet et d'août avec une fréquence de 30min et fonctionnera de 9h à 20h55 avec des horaires identiques du lundi au dimanche.
Depuis le 4 juillet 2022, la ligne 7 effectue son terminus à Vaulx Lamartine.
En septembre 2022, les lignes 12 et 62 seront renforcées tandis que la 1E le sera au cours de l'année 2023. De même, la ligne 68 sera exclusivement équipée de bus au GNV et des véhicules à hydrogène feront des tests sur la ligne 64.
Le 29 août 2022, la ligne expérimentale GE1 (Gare de Crépieux → Rillieux - Semailles) sera en service. La ligne S8 sera renforcée.
Depuis avril 2023, la ligne C14 circule partiellement entre Jean Macé et Gare de Vaise à la suite d'un manque important de conducteurs. Cependant, le week-end, elle circule entièrement entre Jean Macé et les Sources avec des bus standards.
Depuis le 1er juillet 2023, création d'une ligne saisonnière entre juillet et septembre circulant le vendredi et le samedi, sous l'indice N20 et exploitée par Transdev, entre Gare de Vaise et le Mont Thou par l'itinéraire de la ligne 20 et le Mont Cindre. Elle circule avec un bus tous les heures de 9h30 à 13h30 et de 16h à 20h.
À partir de septembre 2023, intégration tarifaire de la ligne 113 du réseau Les cars du Rhône entre Parilly et Feyzin - Les Maures tandis que la ligne 54 est prolongée jusqu'à Chaponnay - P.A.. La ligne expresse C6E est supprimée.
À partir d'octobre 2023, à la suite du prolongement du métro B à Saint-Genis-Laval - Hôpital Lyon Sud : la ligne 12 est prolongée de St-Genis 2 à Hôpital Lyon Sud, la ligne 88 est prolongée de St-Genis - Gadagne à Hôpital Lyon Sud et la ligne S9 est prolongée de Saint-Genis - Jean Giono à Hôpital Lyon Sud tandis que les lignes 18 et 78 sont limitées au nord à Hôpital Lyon Sud. La ligne 17 est scindée en deux lignes et la partie entre Gare d'Oullins et Ste-Foy - Place St-Luc est desservie par la nouvelle ligne 6 circulant toute la semaine. Tous les services de la ligne 15E sont prolongés à Vernaison - Place, desserte du centre d'Irigny par la ligne 18 et intégration tarifaire des lignes 114, 119, 120 et 145 du réseau Les cars du Rhône dans les secteurs de Oullins, Saint-Genis-Laval, Grigny et Givors.
Le 6 novembre 2023, la ligne RésaGo R3 devient la ligne régulière S3 (sans changer d’itinéraire).
Dès janvier 2024, la ligne C14 reprend son itinéraire classique entre Jean Macé et les Sources sans coupure à Gare de Vaise. Cependant, à la suite de nombreux travaux, la ligne reste exploitée par des Irisbus Citelis 12m et Iveco Urbanway 12m pour pallier l'absence de trolleybus. Un bus articulé (Urbanway 18m) est sorti quelquefois sur la ligne pour pallier la fréquentation de la ligne.
En septembre 2024, la ligne C10 est prolongée à Brignais (un service sur deux) tandis que la ligne 15E est prolongée, avec deux antennes, l’une vers Grigny, l’autre vers Millery. Les lignes 12 et 78 sont renforcées en journée et l'amplitude est prolongée au-delà de 21h en semaine et le week-end. Renforcement des lignes C4, C5, C6, C9, C12, C14, C15E (circulera également pendant les périodes d'examen), C16, C18, C26, 1E, 2 (en soirée), 21, 31, 37 (le dimanche). Les lignes 52 et 93 desservent maintenant le secteur de Porte des Alpes, de manière pérenne, tous les dimanches. La ligne 98 reliant Gorge de Loup à Marcy-l'Étoile a été prolongée jusqu’à la gare de Sain-Bel (un service sur deux).
Le 6 janvier 2025, les lignes 73 et 73E seront respectivement remplacées par les lignes C22 et C22E tout en conservant le même itinéraire entre Gorge de Loup et Brindas Centre avec une fréquence renforcée et une amplitude prolongée à 0h pour la ligne C22, la ligne C24E sera supprimé. La ligne C24 sera simplifiée avec un trajet unique entre Grézieu-la-Varenne Gymnase E. Catalon et Gorge de Loup tandis que l’offre sera renforcée sur Grézieu-la-Varenne. Enfin, la ligne 147 sera prolongée à l’est jusqu’à Gorge de Loup et au nord jusqu’à Marcy-l’Étoile, cette partie sera en tarification TCL.
Depuis le 10 mars 2025, la ligne 6 est sous-traitée au Courrier Rhodanien et la ligne 77 par Maisonneuve.
Le 23 juin 2025, les lignes C4, S4 et S12 sont supprimées.
Depuis le 24 juin 2025, les lignes en Presqu'île sont réorganisées pour offrir un réseau de bus toujours plus performant. Les changements sont les suivants,,,:
• Les lignes C3, C13, C14 et C18 ne passent plus par la Rue de la République mais par le quai de la Pêcherie et Romain Rolland avec l'abandon des arrêts "Terreaux - La Feuillée", "Terreaux - Tobie Robatel" et "Hôtel de Ville - Louis Pradel", remplacés par les arrêts "La Feuillée" et "Terrasses - Presqu'île" (à la place de "Albon"). L'arrêt "Cordeliers" est déplacé vers la rue Claudia, proche du Pont Lafayette.
• La ligne C18 devait voir son terminus "Hôtel de Ville - Louis Pradel" déplacé à "Cordeliers" à la place de la ligne C5, mais finalement la ligne se voit prolongée à "Servient - Liberté" en faisant une boucle par l'Avenue du Maréchal de Saxe (arrêt Saxe - Lafayette), la Rue Servient (arrêt Saxe - Préfecture), le Cours de la Liberté (terminus Servient - Liberté) et la Rue de Bonnel. La ligne effectue son terminus provisoirement à Cordeliers, le prolongement sera effectif en 2026.
• La ligne C5 sera prolongée, en 2026, de Rillieux Semailles à Rillieux Osterode, avec la création de deux nouveaux arrêts, et est fusionnée avec la ligne C4 dès juin 2025. La nouvelle ligne C5 a pour terminus Jean Macé, avec un itinéraire inchangé entre Rillieux Semailles et Parc Tête d'Or - Churchill, puis reprend l'itinéraire de la ligne C4 jusqu'à Jean Macé. La ligne sera électrifiée pour permettre son exploitation sous forme de trolleybus, accompagnée de travaux d'aménagements dédiés et du déploiement de la priorité aux feux.

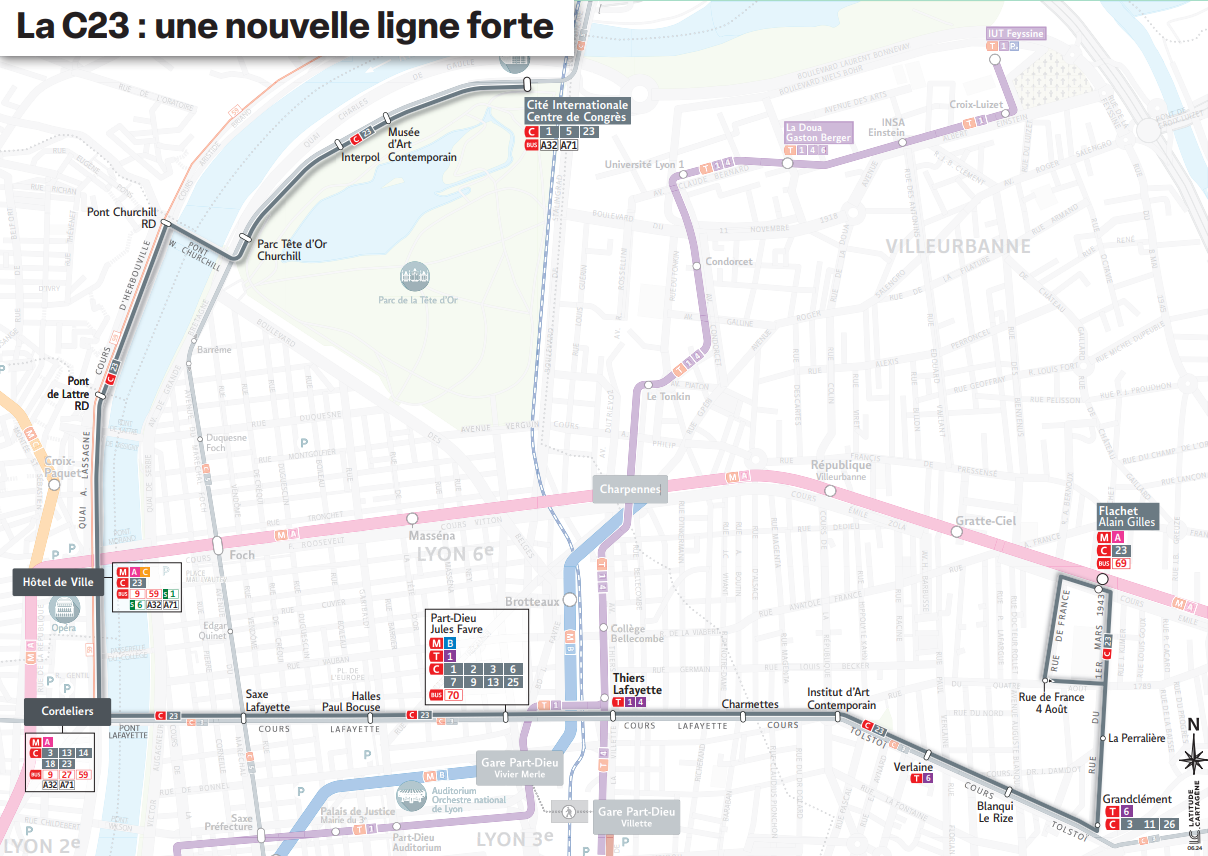
Tracé de la nouvelle ligne C23

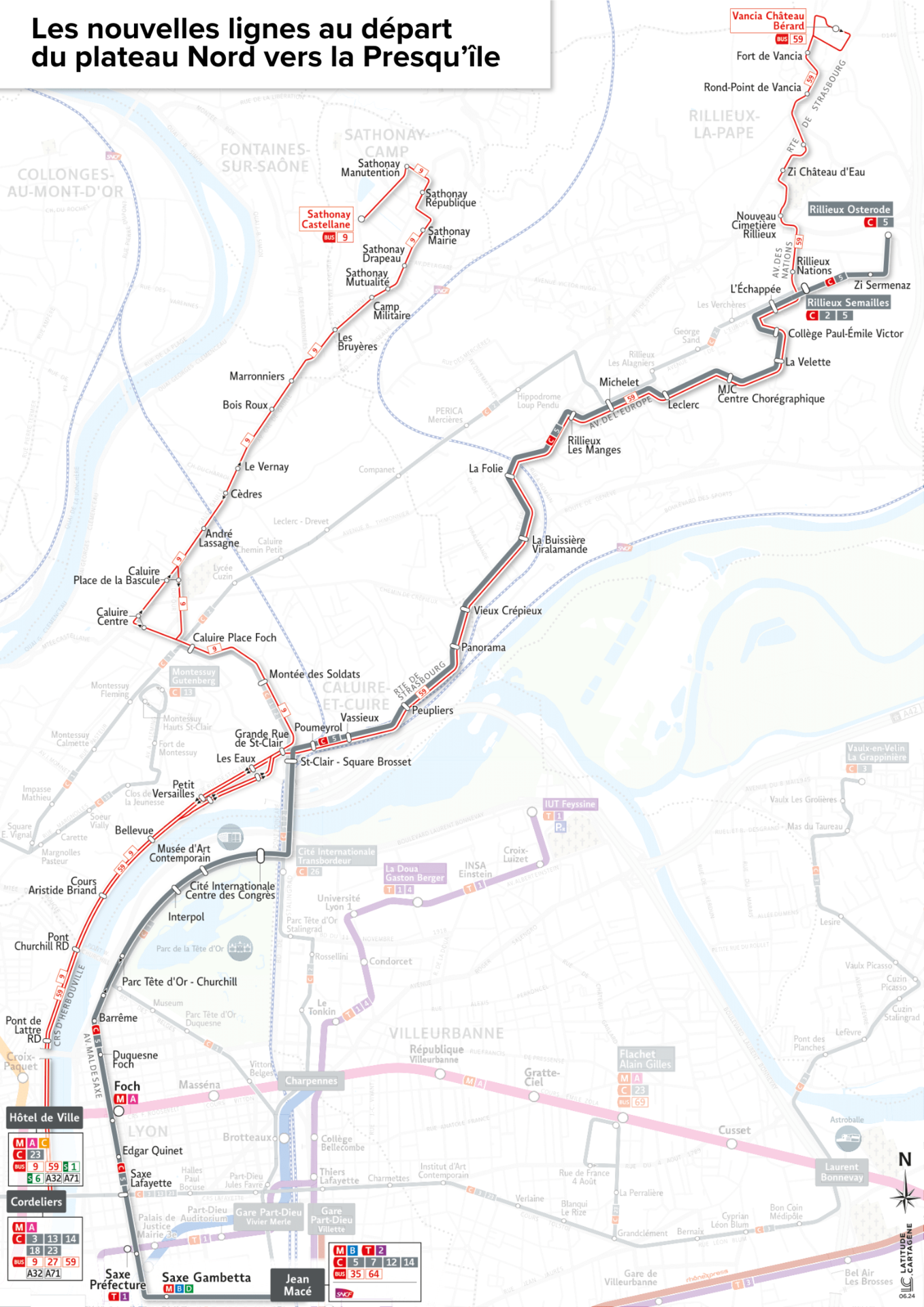
Nouveaux tracés des lignes C5, 9 et 59

• Une nouvelle ligne C23 est créée entre la Cité Internationale et Flachet - Alain Gilles. Elle emprunte l'ancien itinéraire de la ligne C5 entre Cité Internationale et Cordeliers, puis l’itinéraire de la ligne C3 jusqu’à l’arrêt Grandclément. Cette nouvelle ligne permet notamment de soulager la ligne C3, la plus fréquentée du réseau, et est provisoirement exploitée par des articulés au GNV, elle devrait être exploitée en trolleybus.
• Les lignes S4 et S12 sont fusionnée et deviennent les S4a et S4b.
• La ligne 19 est limitée à Gare Saint-Paul.
• La ligne 59 est créée, reliant Vancia - Château Bérard à Cordeliers, en empruntant l’itinéraire de la ligne C5 de Rillieux Semailles à St-Clair - Square Brosset, puis fait un tronc commun avec la ligne 9 jusqu’aux Cordeliers.
• La ligne S1 ne sera pas impactée hormis dans le sens de Confluence - Rimbaud où elle est déviée par le quai de la Pêcherie pour desservir les arrêts "La Feuillée" et "Terrasses - Presqu'île" en remplacement des arrêts "Terreaux" et "Saint-Nizier".
•La ligne S6 verra son terminus déplacé à l'arrêt "Hôtel de Ville - Louis Pradel" de la ligne S1, Rue Édouard Herriot, avec une boucle Rue de Brest et Rue Longue.
L’arrêt Hôtel de Ville - Louis Pradel ne sera plus desservi directement par les lignes de bus, qui seront déviées le long de la Saône en passant par Terrasses - Presqu'île, à la suite de la piétonnisation de la rue de la République.
À Bellecour, le terminus des lignes C20, C20E et 40 sera déplacé de Bellecour Le Viste à Bellecour Saint-Exupéry, tandis que la ligne 27 sera déviée par les quais de Saône jusqu'à Cordeliers .
À partir du 1er septembre 2025, de nouvelles lignes ouvriront et une ligne sera divisée en deux, :
• La ligne C3 sera définitivement divisée en deux parties, la première concerne Laurent Bonnevay à Vaulx-en-Velin — La Grappinière cette partie conservera l'indice C3, la deuxième partie concerne Laurent Bonnevay à Gare Saint-Paul elle portera l'indice TB11,
• La ligne 6E sera créée de Gare d’Oullins à Sainte-Foy-lès-Lyon – Place Saint-Luc. Elle partagera le même itinéraire que la ligne 6 sans, toutefois, desservir la cité Clément Désormes,
• La ligne 68 voit son itinéraire légèrement modifiée en desservant la station de tramway Chassieu - ZAC du Chêne de la ligne T5 et effectuera son terminus à l'arrêt Chassieu - Rafour par Chassieu - Collège au lieu de Chassieu - Les Grandes Terres,
• La ligne 128 sera créée de Meyzieu Z.I. à Saint-Priest – Bel Air. Elle reprend les itinéraires des lignes 29 et 48 qui sont supprimées,
• La ligne 156 sera créée de Villefranche-sur-Saône gare à Villefranche-sur-Saône gare, (sans plus d'information)
• La ligne C200 sera créée de Vaulx-en-Velin – La Soie à  l’aéroport Lyon-Saint-Exupéry Gare routière elle permettra de desservir l'aéroport avec la ligne 47 qui connaitra une baisse de sa fréquence de passage, cette ligne reliera l'aéroport plus rapidement et avec de meilleur fréquence que la ligne 47 actuellement,
• La dernière ligne de transport a la demande de type Résago, la ligne R2 sera reconvertie en ligne Régulière 82 et sera limité a Les Gambins (Neuville — L'Écho ⥋ Les Gambins) au lieux de Neuville — L'Écho ⥋ Saint-Didier-au-Mont-d'Or — Chantemerle
À partir du 5 septembre 2025, les lignes Pleine Lune PL1 à PL3 seront entièrement redessinées avec de nouveaux tracés, et une nouvelle ligne PL4 sera créée.
- PL1
  - Avant : Terreaux → INSA Einstein
  - Nouveau : Cité Internationale ↔ Parilly Université Hippodrome (via Cordeliers, Saxe-Gambetta, Bachut - Mairie du 8ème et Mermoz-Pinel)
- PL2
  - Avant : Hôtel de Ville → Grange Blanche
  - Nouveau : Cuire ↔ Musée des Confluences(via Cordeliers, Bellecour - A. Poncet, Pont Gallieni RD et Croix-Rousse (sens Cuire uniquement)),
- PL3
  - Avant : Hôtel de Ville → Campus Lyon Ouest
  - Nouveau : Stade de Gerland ↔ Campus Lyon Ouest (via Cordeliers, Valmy, Duchère (sens Campus Lyon Ouest uniquement), Écully Centre (sens Stade de Gerland uniquement, Jean Macé et Grand Trou (sens Campus Lyon Ouest uniquement)),
- PL4 
  - Vaulx-en-Velin Hôtel de Ville Campus ↔ Cordeliers (via Part-Dieu - Jules Favre, Grandclément et Laurent Bonevay))

Un autre changement important sur les lignes Pleine Lune concerne leur fonctionnement : à partir du 5 septembre 2025, les lignes fonctionneront dans les deux sens de circulation, contrairement à avant où elle ne fonctionnait que dans un sens (de Lyon vers la périphérie).

### TCL, un nouveau réseau unifié! (2025)
Le 1er septembre 2025, les réseaux TCL, Cars du Rhône et Libellule seront fusionnés en un nouveau réseau TCL avec une nouvelle tarification dont zonale. Une nouvelle hiérarchisation des lignes sur l'ensemble du territoire sera aussi de la partie, les véhicules des Cars du Rhône et Libellule passeront à la nouvelle livrée TCL dévoilée le mercredi 13 novembre 2024. Pour les véhicules du réseau TCL, seuls les nouveaux véhicules et les véhicules rénovés seront équipés de cette nouvelle livrée. Le nouveau logo TCL commence à être déployé notamment sur les rames de métro, bus et trolleybus (de l'actuel réseau TCL) et de tramway.
À partir du 1er septembre 2025, les lignes des Cars du Rhône, Junior Direct et Libellule seront renumérotées selon la nouvelle organisation suivante :
- Les lignes Libellule seront renumérotées de 151 à 160[38].
- Les lignes urbaines des Cars du Rhône porteront les numéros de 161 à 170[38].
- Les lignes interurbaines des Cars du Rhône seront renumérotées de C200 à C210, et de 211 à 299[38].
- Les ligne scolaire : (Junior Direct du réseau TCL, citylib et carlib du réseau libellule et ligne fréquence du réseau des cars du Rhône), passerons toute sous l'identifiant Junior Direct et serons renuméroté de 300 a 999[38].

Par ailleurs, un code couleur sera mis en place pour faciliter l’identification des lignes (hors Junior Direct) pour les personnes en situation de handicap.

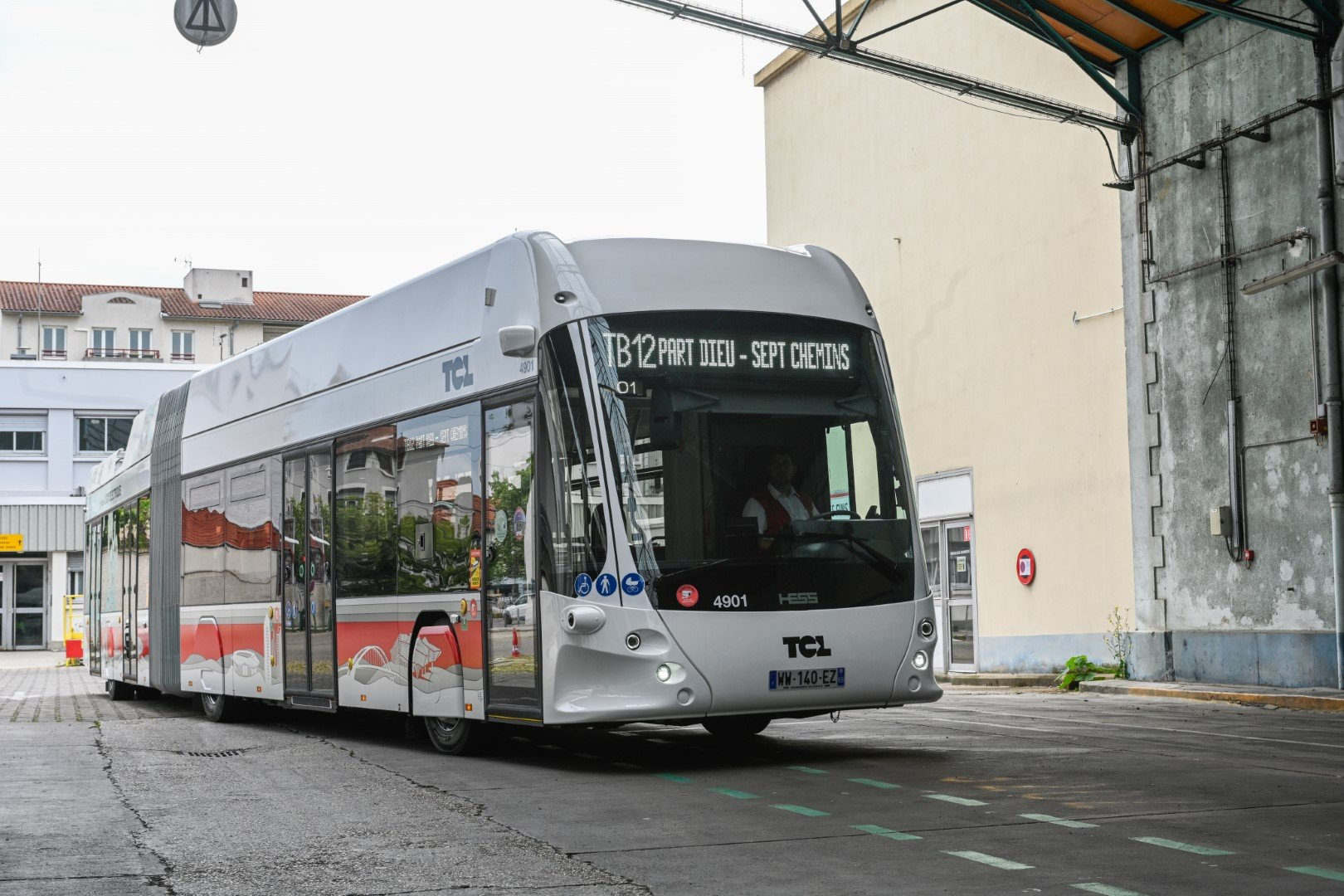
Véhicules des futures lignes TB11 et TB12.

Courants 2026, les lignes du réseau TCL seront renumérotées selon une nouvelle nomenclature :
- Les lignes à haut niveau de service (BHNS) seront sous la classification tramway et se nommeront TB pour TramBus, la ligne C3 partie (Gare Saint-Paul <> L.Bonnevay) devient la ligne TB11 en septembre 2025[39], et la future ligne BHNS sera la ligne TB12 (Part-Dieu <> Sept Chemins)[40].
- Les lignes fortes, actuellement désignées par la lettre C, seront renommées Chronos et numérotées de C1 à C30[38].
- Les lignes complémentaires seront renumérotées de 31 à 150[38].
- Le code couleur sera aussi instauré pour les lignes de l'actuelle réseau TCL en 2026[38].

## Lignes
Les TCL exploitent un réseau de 150 lignes régulières découpées en trois grandes familles de lignes ayant chacune leur numérotation et leur code couleur spécifique. À ces lignes s'ajoutent les dessertes spéciales (scolaires, événementielles ou estivales), le transport à la demande, les lignes de nuit Pleine Lune et le transport des personnes en situation de handicap.

### Lignes urbaines

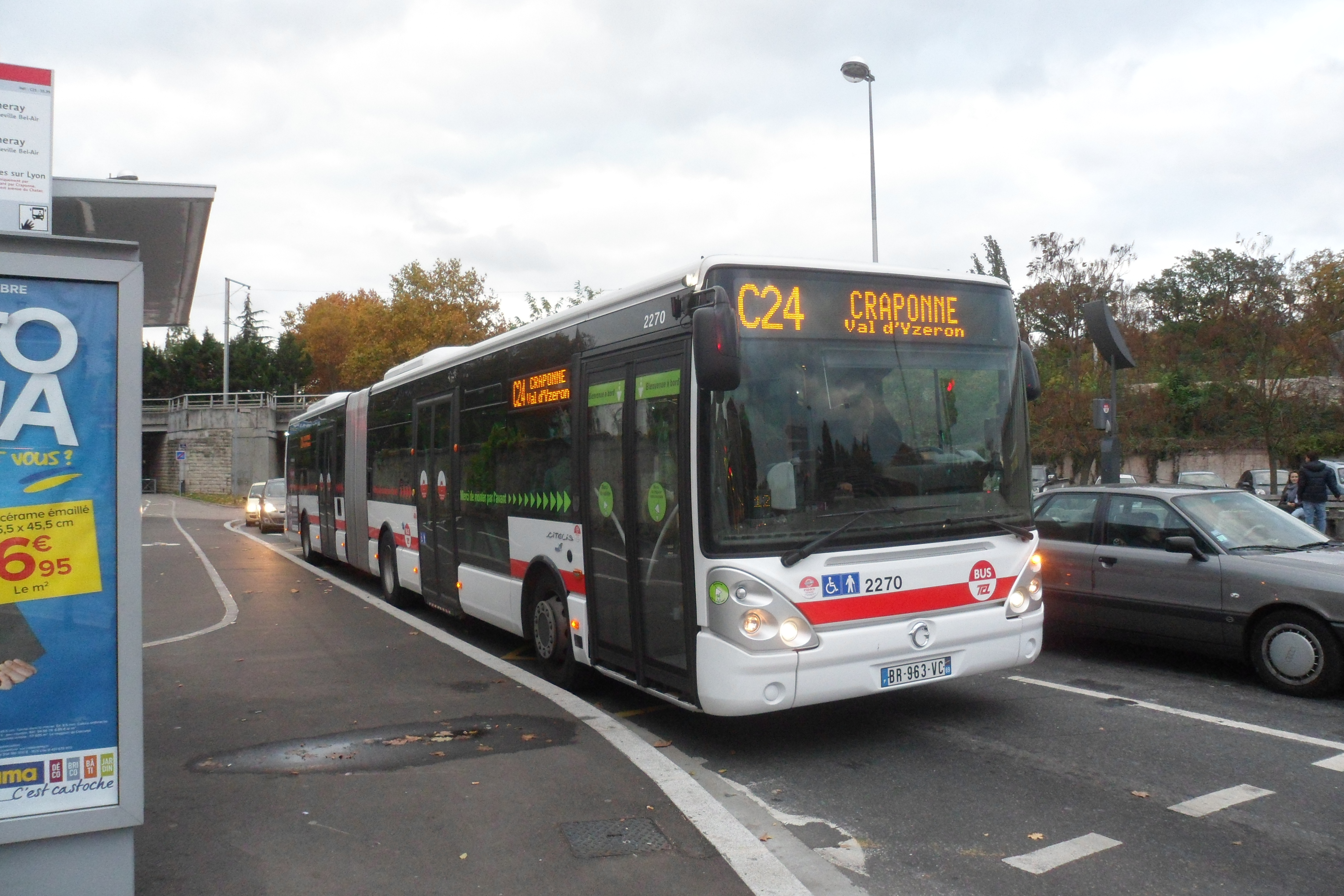
Un Irisbus Citelis 18 sur la ligne majeure C24

Le réseau se compose de 129 lignes régulières, ainsi que de dessertes spéciales, ce compte incluant les neuf lignes de trolleybus, indifférenciées des bus sur la plupart des supports de communication.
- Lignes majeures du réseau de bus TCL , indicées de C1 à C26, ce sont les lignes structurantes du réseau ;
- Lignes complémentaires du réseau de bus TCL , indicées de 1 à 100, ces lignes sont complémentaires aux lignes majeures ;
- Lignes de bus de Lyon spécifiques, ces lignes assurent des dessertes spécifiques de certaines zones de l'agglomération ;
- Lignes de bus de Lyon spéciales, ces lignes assurent des dessertes événementielles ou scolaires ;
- Lignes Pleine Lune du réseau de bus TCL, ces lignes circulent la nuit en fin de semaine au départ de la Presqu'île.

### Lignes interurbaines
Dix lignes sont en intégration tarifaire à l'intérieur du périmètre du réseau TCL. Ces lignes font partie de trois réseaux interurbains :
- Les Cars du Rhône ;
- Cars Région Ain ;
- Cars Région Isère.

Ces lignes sont considérées comme des lignes complémentaires.

### Transport à la demande
Une ligne de transport à la demande, nommée TCL à la demande est mise en place dans des zones industrielles à fort emploi :
- Transport à la demande de Lyon.

### Optibus
Le réseau Optibus est un réseau de transport à la demande destiné aux personnes présentant un handicap visuel ou moteur qui les empêche d'utiliser le réseau de transports en commun lyonnais et dont les déplacements ne sont pas pris en charge par un organisme. Ce réseau fonctionne de 6 heures à 1 heure tous les jours (sauf le 1er mai) et dessert le territoire du Grand Lyon, de la communauté de communes de l'Est lyonnais et sept autres communes incluses dans le périmètre de transport urbain. Les véhicules appartiennent à la société Keolis PMR Rhône et sont dans une livrée proche de celle des bus du réseau TCL.

### Lignes scolaires
Les lignes scolaires (appelées "Junior Direct") sont des lignes reliant une ville à son collège/lycée. Il en existe plus de 300. Certaines sont beaucoup utilisées car, c'est peut-être le seul bus/car qui peut les emmener directement à leur établissement scolaire, et d'autre moins car, il y a peut-être un autre bus qui passe pour les emmener plus directement.

## Infrastructure

### Les arrêts

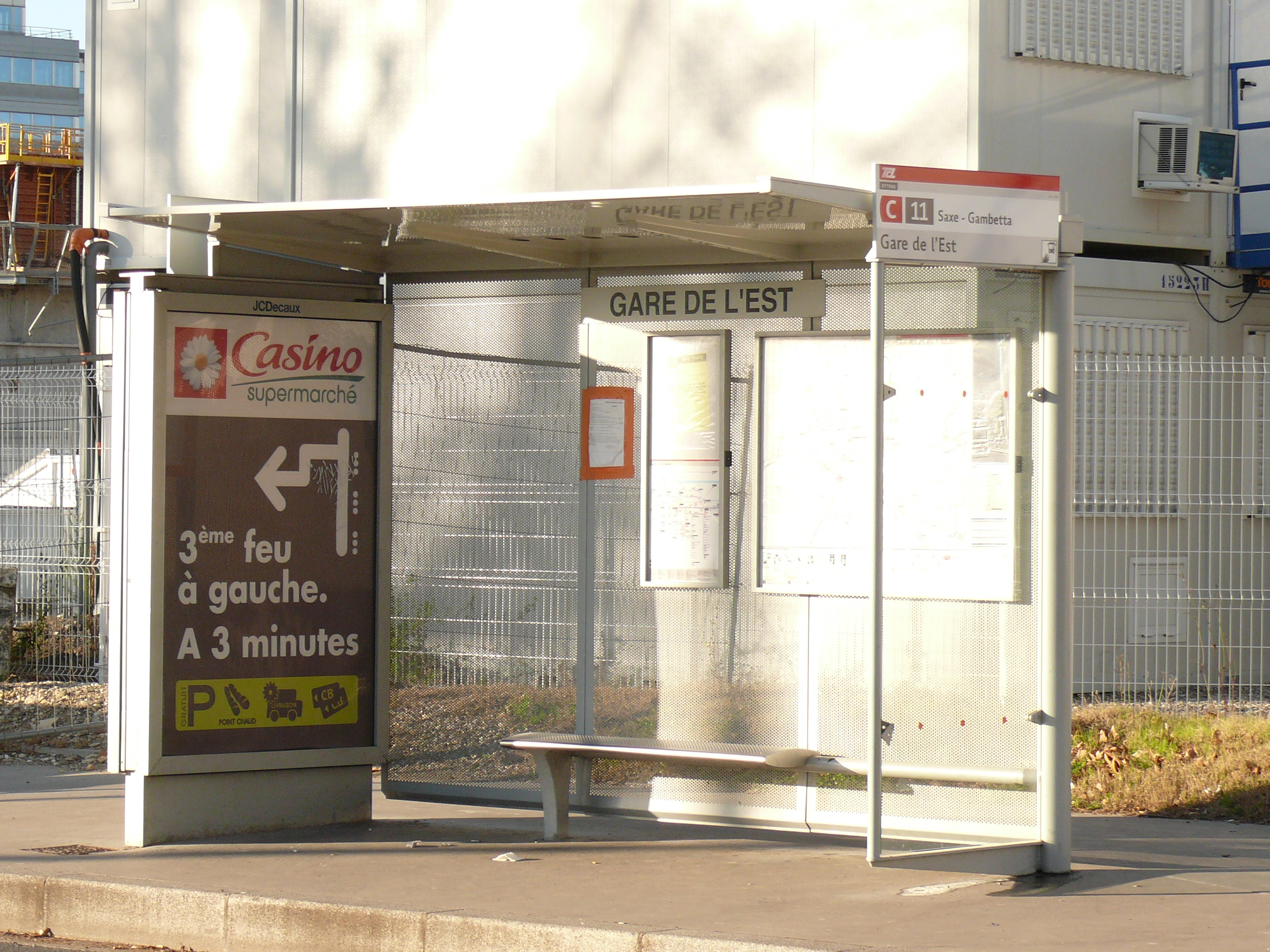
Abribus TCL « classique ».

Les arrêts du réseau TCL sont matérialisés par des abribus de couleur grise de marque JCDecaux, renouvelées en 2006 en remplacement de l'ancien modèle des années 1960, qui n'est d'autre que le célèbre « Abribus » de cette même société. Les abribus contiennent toute l'information nécessaire pour informer les utilisateurs (lignes, plans, horaires…). Certains arrêts sont complétés par des bornes d'information donnant le temps d'attente des deux prochains bus, ce système se nomme Visulys.
Les lignes C1 à C3 disposent d'abribus spécifiques de grand format et au toit vitrée et dont la borne Visulys est intégré dedans. Les arrêts les plus importants disposent d'un distributeur de titre de transport.
À certains arrêts importants comme Gare Part-Dieu - Vivier Merle, il existe des abribus de modèles différents où à certains arrêts des abribus avec une cabine téléphonique, des abribus sans pub quand le trottoir n'est pas assez large et dans les quartiers dit sensibles des abribus équipés de grilles en lieu et place des vitres pour éviter les dégradations.
Les arrêts les moins fréquentés disposent d'un poteau d'arrêt reprennent les mêmes infos que les abris, les poteaux actuels remontent aux années 1980. Dans certains cas, le poteau est remplacé par une borne Visulys équipée d'un cadre pour les horaires.
Depuis fin septembre 2018, les arrêts de bus datant de 2006 commencent par être remplacés.

### Les sites propres
De manière générale, le gros avantage d'un site propre est principalement que la vitesse commerciale des bus est augmentée et que le gain de temps est garanti puisque leur circulation n'est pas ralentie par le trafic des autres véhicules. Quand les voitures sont immobilisées ou fortement ralenties par un embouteillage sur la voirie normale, le bus continue de circuler, ce qui le rend très attractif. L'existence d'un site propre permet d'augmenter significativement les fréquences de passage pour se rapprocher au mieux du tramway (fréquences, qualité de service…), à un coût d'investissement inférieur à ce mode. Comme les coûts de construction d'une ligne de tramway sont assez élevés, la présence d'un site propre constitue, avec la circulation de bus confortables et accessibles aux personnes à mobilité réduite (PMR), un moyen efficace de créer un transport de qualité permettant de reporter la création éventuelle d'une véritable ligne de tramway.
Le plus ancien site propre du réseau, qui est celui de l'avenue Rossellini à Villeurbanne ouvert le 6 novembre 1979, est utilisé de nos jours en particulier par la ligne C2. Un autre site propre court fut celui de l'avenue Berthelot entre la place Jean-Macé et la route de Vienne. Mis en service le 27 décembre 1984 et séparé de la voie générale par une bordure de trottoir, il fut fermé le 5 janvier 1999 pour être remplacé par la plateforme du tramway T2.
Depuis le 17 novembre 2003, les lignes empruntant la Montée des Soldats à Caluire-et-Cuire disposent d'un site propre central unidirectionnel construit par anticipation pour les lignes C1 et  C2. Sa particularité est d'être utilisé dans le sens de la descente jusqu'à 13 h puis dans celui de la montée à partir de 14 h pour éviter la queue des voitures des nombreux automobilistes pendulaires. L'accès au site est protégé par des barrières et des feux de circulation pilotés par une horloge.
Les lignes ligne C1, C5 et C23 disposent d'un site propre construit à la place de l'ancien quai Achille Lignon et situé entre la Cité internationale de Lyon et le Parc de la Tête d'Or.
La ligne C2, mise en service fin août 2011, fait une partie de son trajet (2,5 km sur 12,5) sur site propre entre Caluire-et-Cuire et Rillieux-la-Pape à travers la zone d'activités PERICA.
Les lignes montant à la Duchère comme le C6 ou le C14 disposent au départ de la station Gare de Vaise d'un site propre constitué d'un viaduc franchissant les voies de la gare SNCF et du dépôt ferroviaire puis, d'un tunnel en virage baptisé Tunnel de Balmont débouchant sur le boulevard de Balmont et  permettant de monter sur le plateau et de desservir efficacement le quartier.
Depuis le 4 novembre 2013 et dans le cadre du projet des « lignes express de l'ouest lyonnais » (LEOL), les lignes C24E et 73E (actuelle C22E), renforts circulant aux heures de pointe des lignes C24 et 73 (actuelle C22) en semaine, utilisent le site propre réalisé sur les communes de Francheville et Craponne sur le tracé de l'ancien train de Vaugneray. Ce projet comporte aussi la réalisation du « shunt des Esses », par le chemin de la Poterie et ouvert en 2010, un site propre sur la rue Joliot-Curie dans le 5e arrondissement de Lyon ouvert en août 2011 et des aménagements réalisés en 2012 sur l'avenue Eisenhower.
La ligne C12 est en site propre sur la route de Vienne entre Surville et Moulin à Vent.
La ligne 60 est en site propre sur l'avenue Tony-Garnier entre Halle Tony Garnier et Stade de Gerland.
Depuis 2019, la ligne C3 circule en site propre du pont Lafayette au pôle d'échange Laurent Bonnevay, et de l'arrêt Lefèvre à l'arrêt Grand Vire, soit sur 7,5 km (70 % de son trajet).
Depuis le 24 août 2020, les lignes 10 et 10E bénéficient d'un site propre sur l'autoroute A6 (M6) entre Échangeur Sauvegarde et Porte de Lyon.

## Exploitation
Les autobus et trolleybus, ainsi que les funiculaires, métros et tramways de Lyon, sont exploités par Keolis Lyon, sous la marque TCL (Transports en commun lyonnais), pour le compte de SYTRAL Mobilités. L'exploitant peut décider de sous-traiter des lignes pour des raisons diverses (finances, manque de place…).
Le réseau fonctionne de 5 h à 0 h environ pour les lignes les plus importantes et en dehors des lignes « Pleine Lune ».

### Sécurité
Les problèmes d'insécurité se font surtout sentir en périphérie dans les quartiers dits sensibles comme la Duchère à Lyon ou les Minguettes à Vénissieux, ainsi qu'en soirée. Depuis 2012, tous les derniers départs sont accompagnés par un agent de sécurité.[réf. nécessaire]

### Tarification et financement
La tarification est identique sur l'ensemble du réseau TCL, et est accessible avec l'ensemble des tickets et abonnements existants. Un ticket unité permet un trajet simple quelle que soit la distance, avec une ou plusieurs correspondances possibles avec les autres lignes de bus, tramway, funiculaire et de métro pendant une durée maximale de 1 h entre la première et dernière validation.
Un ticket validé dans un bus permet d'emprunter l'ensemble du réseau, quel que soit le mode de transport. Le trajet retour est autorisé avec le même ticket depuis le 1er janvier 2013 dans la limite d'une heure après sa première validation.
Le financement du fonctionnement des lignes (entretien, matériel et charges de personnel) est assuré par l'exploitant Keolis Lyon. Cependant, les tarifs des billets et abonnements dont le montant est limité par décision politique ne couvrent pas les frais réels de transport. Le manque à gagner est compensé par l'autorité organisatrice, SYTRAL Mobilités. Il définit les conditions générales d'exploitation ainsi que la durée et la fréquence des services.

## Matériel roulant
Au 22 janvier 2025, le parc d'autobus et de trolleybus du réseau TCL est composé de 952 véhicules dont 568 bus standards, 285 bus articulés, 73 trolleybus, 26 midibus. Le parc des sous-traitants compte lui 113 véhicules utilisés pour les lignes régulièresdu réseau.
Note importante : ce parc n'intègre pas les différents modèles d'autocars utilisés sur les lignes « Junior Direct » (Mercedes-Benz Intouro, Irisbus Ares, TEMSA Safari, Fast Starter…) et donc les transporteurs n'effectuant que des lignes scolaires : Les Courriers Rhodaniens, VFD, Maisonneuve  et Philibert ; les Taxis Dubouchet sont les seuls à ne pas posséder de lignes scolaires.
Toutes les informations ci-dessous peuvent être retrouvées à partir des différentes sources suivantes :
- TCLyon[43],
- Tecelyon[44],

### Commandes de véhicules prévue
Hess lighTram 19
127 bus ont été commandés en 2022. Les 58 premiers seront livrés tout au long de 2025, avec les premières arrivées dès mi-janvier. En 2024, 17 bus supplémentaires ont été commandés, portant le total à 141 véhicules.
Ils seront affectés aux lignes C1, C2, C5, C11, C14, C18 à la future ligne C23 (mise en service en juin 2025), et à la ligne C25 après sa conversion.
Parmi les 141 véhicule, 23 sont destinés au ligne BHNS (TB11 ex C3 et TB12).
GX 137 Électrique
5 véhicules ont été commandés pour une livraison en 2025.
Urbanway GNV
51 bus ont été commandés en 2024, pour une livraison en 2025 :
- 14 bus articulés (18 m)
- 27 bus standards (12 m)
- 10 véhicules dont le format reste à préciser

Urbanway 18 GNV
47 bus articulés ont été commandés pour 2026. Ils remplaceront 45 Citelis 18 ainsi que deux véhicules détruits le 1er novembre 2024 (no 2232 et 2307).

### Parc de véhicules
Code couleur : Réformé, Série/Véhicule en cours de livraison, Série/Véhicule concerné par une réforme, 
| Modèle                                 | Nombre | Numéros de parc | Commentaire | Affectations |
| -------------------------------------- | ------ | --- | --- | --- |
| Véhicules de marque Hess AG            |        | | | |
| Articulés                              |        | | | |
| lighTram 19 BHNS                       | 1      | - 4901 à 4923 (2025). | - Trolleybus - Livrée tramway dévoilée en 2019. - Destinée à la ligne LHNS (Ligne à Haut Niveau de Service) prévue pour 2026. | a partir du 1er septembre 2025 |
| lighTram 19                            | 36     | - 2001 à 2034 (2020-2021). - 2801 à 2858 (2025). | - Trolleybus - Livrée lignes majeures « C ». - En raison de travaux, la ligne C3 est divisée en deux parties. Les trolleybus circulent uniquement de la gare Saint-Paul à Laurent Bonnevay. - En raison des travaux pour la future ligne BHNS et l'extension du T6, la ligne C11 n'est actuellement plus exploitée par des trolleybus. - Série 28XX livraison en cours. | Ligne oui · Ligne C1 |
| Véhicules de marque Irisbus            |        | | | |
| Articulés                              |        | | | |
| Cristalis ETB 18                       | 36     | - Tranche 1 : 2901-2917 (2006-2007) - Trance 2 : 2918-2928 (2010)                                                                                            | - Trolleybus. - Livrée lignes majeures « C ». - Réformés : X - Ce véhicule est concerné par une réforme complète qui s'étend jusqu'en 2026. | |
| Citelis 18                             | 103    | - 1101-1112 (2012/2013); - 2101-2124 (2009/2010); - 2201-2279 (2011);                                                                                        | - Réformés : 1106, 2105, 2113-2117, 2204, 2210, 2232 (incendie criminel), 2267, 2277; | Ligne oui · Ligne C2 · Ligne C5 · Ligne C8 · Ligne C9 · Ligne C10 · Ligne C12 · Ligne C13 · Ligne oui · Ligne C15 · Ligne C15E · Ligne C20 · Ligne C20E · Ligne C21 · Ligne C22 · Ligne C22E · Ligne C25 · Ligne oui · Ligne 31 · Ligne 40 · Ligne 67 · Ligne 70 · Ligne 85 · Ligne 98 · Ligne 98E · Ligne oui · Ligne PL1 |
| Standards                              |        | | | |
| Citelis 12                             | 178    | - 2601-2663 (2009/2010); - 3101-3158 (2012/2013); - 3300-3356 (2013); - 3844 (2007)                                                                          | - 3844 (hors service commerciale sert au formation) - Réformés: 2644, 3105, 3114, 3120, 3127, 3300, 3304, 3327, 3333, 3347; | Formation continue obligatoire à la sécurité (FCOS) |
| Sous-traitance                         |        | | | |
| Citelis 12                             | 2      | - 632 (2013) - 611 (2011) | - Exploité par les Courriers Rhodaniens | Formation continue obligatoire à la sécurité (FCOS) |
| Crossway LE                            | 1      | - 113167-113169 (2011). | - Arrivés en 2017, ex-Keolis Dourlens. - Réformés: 113168 et 113169 - Exploité par Keolis Planche | Ligne oui · Ligne 72 |
| Véhicules de marque Iveco Bus          |        | | | |
| Articulés                              |        | | | |
| Urbanway 18                            | 131    | - 1001-1030 (2016) ; - 1201-1218 (2019) ; - 1301-1333 (2019/2020) ; - 1401-1417 (2019) ; - 2301-2328 (2018); - 6101- 6106 (2024).                            | - Réformés : 2307, (incendie criminel le 1er novembre 2024 à Rillieux) - série 61XX a une hybridation légère MH (Mild-Hybride) | (entre Vaulx-en-Velin la soie et gare de Lyon-Part-Dieu) |
| Urbanway 18 GNV                        | 15     | - 1601 à 1615 (2024) - 4401 à 4414 (2025) | - Affectation uniquement, et pour le moment, sur les lignes du dépôt de La Soie (UTS) car il s'agit du seul dépôt qui est équipé de réservoirs. | Ligne oui · Ligne C3 · Ligne C23 · Ligne oui · Ligne 67 · Ligne 85 |
| Standards                              |        | | | |
| Urbanway 12                            | 311    | - 2401-2458 (2018) ; - 2501-2524 (2019/2020) ; - 2701-2750 (2017) ; - 3001-3065 (2014/2015) ; - 3201-3220 (2015) ; - 3501-3550 (2016) ; - 3601-3650 (2017) ; | - Les véhicules n°3210, 3212, 3214, 3215, 3216, 3217, 3512 à 3523, 3529, 3530, 3534 à 3542 et 3544 sont sous-traités par Keolis Planche. - Réformés : 2429, 2455, 3000/3001, 3209, 3213, 3508 et 3511. (incendie dépôt de Vaise) - Les séries 32XX et 35XX ne possèdent pas de climatisation intégrale mais disposent d'une ventilation renforcée.                      | Ligne oui · Ligne C5 · Ligne C7 · Ligne C9 · Ligne C14 · Ligne C17 · Ligne C19 · Ligne C26 · Ligne oui · Ligne 8 · Ligne 9 · Ligne 15 · Ligne 17 · Ligne 19 · Ligne 21 · Ligne 24 · Ligne oui · Ligne 25 · Ligne 26 · Ligne 29 · Ligne 31 · Ligne 33 · Ligne 34 · Ligne 35 · Ligne oui · Ligne 38 · Ligne 39 · Ligne 43 · Ligne 45 · Ligne 46 · Ligne 49 · Ligne 50 · Ligne oui · Ligne 54 · Ligne 55 · Ligne 59 · Ligne 60 · Ligne 62 · Ligne 63 · Ligne 64 · Ligne 67 · Ligne oui · Ligne 69 · Ligne 76 · Ligne 78 · Ligne 79 · Ligne 80 · Ligne 81 · Ligne 87 · Ligne oui · Ligne 88 · Ligne 90 · Ligne 93 · Ligne oui · Ligne PL1 · Ligne PL2 |
| Urbanway 12 GNV / GNV Hybride          | 27     | - 4201-4212 (2023) - 6901-6915 (2024) - 4101 à 4127 (2025)                                                                                                   | - Affectation uniquement et pour le moment, sur les lignes du dépôt de La Soie (UTS) et d'Audibert (UTA) car il s'agit des seul dépôt équipé de réservoirs. - Série 42XX a une hybridation légère MH (Mild-Hybride) | Ligne oui · Ligne C15 · Ligne C17 · Ligne oui · Ligne 50 · Ligne 57 · Ligne 62 · Ligne 85 · Ligne 87 · Ligne 95 · Ligne oui · Ligne Zi4 |
| Sous-traitances                        |        | | | |
| Urbanway 12                            | 30     | - 3210, 3212, 3214, 3215, 3216, 3217 (2015) - 3512 à 3523, 3529, 3530, 3534 à 3542, 3544 (2016)                                                              | - Véhicules également exploités par Keolis Lyon mais en sous-traitance. - Exploité par Keolis Planche, - Les lignes 61 et 72 sont sous-traitées depuis 2019. - Les ligne 11 et 12 sont sous-traité depuis leur création (2013). | Ligne oui · Ligne 11 · Ligne 12 · Ligne 61 · Ligne 72 |
| Urbanway 12                            | 4      | - 7700, 7719, 7747, 7769 (2022-2023) | - Exploité par Transdev Rhône-Alpes Interurbain | Ligne oui · Ligne 86 · Ligne 96 · Ligne 97 |
| Urbanway 12                            | 2      | - 712 et 943 (2015) | - Exploité par les Courrier Rhodanien | Ligne oui · Ligne 6 |
| Crossway LE GNV                        | 23     | - 7001 à 7013 (2019). - 7022-7031 (2022) | - Exploité par Berthelet | Ligne oui · Ligne 1E · Ligne 28 · Ligne 47 · Ligne oui · Ligne Zi5 |
| Crossway LE City                       | 7      | - 763 à 765 (2016); - 913 à 917 (2025). | - Exploité par Maisonneuve - ligne 77 sous traité depuis le 10 mars 2025 | Ligne oui · Ligne 77 · Ligne 84 |
| Crossway LE Line                       | 1      | - inconnue | - Véhicule temporaire en attendant la livraison d'un 5ieme crossway LE city pour la ligne 77 - exploité par Maisonneuve | Ligne oui · Ligne 77 |
| Crossway Pop                           | 1      | - Sans numéro | - Exploité par Faure Tourisme | Ligne oui · Ligne N81 |
| Véhicules de marque MAN Truck & Bus    |        | | | |
| Articulés                              |        | | | |
| Lion's City 18 G EfficientHybrid GNV   | 36     | - 1501-1536 (2021). | - Affectation uniquement et pour le moment, sur les lignes du dépôt de La Soie (UTS) car il s'agit du seul dépôt qui est équipé de réservoirs | Ligne oui · Ligne C3 · Ligne C11 · Ligne C23 |
| Standards                              |        | | | |
| Lion's City 12 EfficientHybrid GNV     | 30     | - 3701-3720 (2021). - 4701-4710 (2023) | - Affectation uniquement et pour le moment, sur les lignes du dépôt de La Soie (UTS) car il s'agit du seul dépôt qui est équipé de réservoirs, | Ligne oui · Ligne 7 · Ligne 16 · Ligne 52 · Ligne 52E · Ligne 68 · Photographie couleur d'un bus à l'arrêt numéroté 52 et en direction de Vaulx-en-Velin. |
| Véhicules de marque Heuliez Bus        |        | | | |
| Standards                              |        | | | |
| GX 337 Linium E                        | 13     | - 3901-3913 (2021). | | Ligne oui · Ligne C16 · Ligne oui · Ligne 69 |
| Midibus                                |        | | | |
| GX 137                                 | 26     | - 3401-3426 (2014/2015). | | (2, 18, 63 uniquement le dimanche) |
| GX 137 E                               | 0      | - XX01 à XX05 | livraison courant 2025 | |
| Sous-traitances                        |        | | | |
| GX 137                                 | 8      | - 157001 à 157005 (2015) - 177050, 177048, 157040 | - Le véhicule no 177050 a été mis en service en 2017 et est arrivé sur le réseau en 2024. Ex-STAS. - Exploité par Keolis Planche | Ligne oui · Ligne 23 · Ligne oui · Ligne S5 · Ligne S8 |
| GX 127                                 | 6      | - 127013, 107013, 137636, 137671, 137672, 147672, 70841, 94755                                                                                               | - Exploité par Keolis Planche - 70841 Exploité par Transdev R.A - Réformés 107013 - Le véhicule no 94755 n'est plus sur le réseau TCL | Ligne oui · Ligne 23 · Ligne N20 · Ligne oui · Ligne S5 · Ligne S8 |
| GX 337                                 | 6      | - 3150, 3160, 7676, 7683 et 7722 (2015/2016) - 3200 (2020)                                                                                                   | - Exploité par Transdev Rhône-Alpes Interurbain | Ligne oui · Ligne 86 · Ligne 96 · Ligne 97 |
| Véhicules de marque Mercedes-Benz      |        | | | |
| Sous-traitances                        |        | | | |
| Sprinter                               | 1      | - 1207 (N.C.). | - Exploité par Berthelet | Ligne oui · Ligne 32 |
| Citaro LE Ü                            | 1      | - 103025 (2010). | - Le Citaro de 2008 est arrivé en 2017, ex-Courriers du Midi. - En réserve pour les lignes 61, 72, GE6. - Exploité par Keolis Planche | Réserve. |
| Viano                                  | N.C.   | - Aucun (N.C.). | - Exploité par Taxis Dubouchet | 49/90 en soirée |
| Véhicules de marque Otokar             |        | | | |
| Sous-traitances                        |        | | | |
| Vectio C                               | 1      | - R3180 (2020). | - Exploité par Transdev Rhône-Alpes Interurbain | Ligne oui · Ligne 86 · Ligne oui · Ligne S2 |
| Vectio Ü LE                            | 2      | - 404 (2017). - 406 (2020). | - Exploité par Berthelet | Ligne oui · Ligne 48 |
| Navigo 40S                             | 1      | - 122100 (2012). | - Exploité par Keolis Planche | Ligne oui · Ligne S8 |
| Véhicules de marque Renault            |        | | | |
| Standards                              |        | | | |
| Agora Line                             | 1      | - EX : 3759 | - entreposé au Dépôt d'Alsace (UTN); - est en livrée Habitat & Humanisme; - usages spéciaux pour Habitat & Humanisme. | Hors service commerciale. |
| Sous-traitances                        |        | | | |
| Master                                 | 1      | - R3041 (N.C.). | - Exploité par Transdev Rhône-Alpes Interurbain | Réserve ou véhicule réformé. |
| Renault Trafic III                     | 8      | - 187033 à 187035, 187049 et 187050 (2018). - 220592 (2022) - 230344 et 230346 (2023)                                                                        | - Exploité par Keolis Planche | Ligne oui · Ligne S2 · Ligne S7 · Ligne oui · Ligne GE1 · Ligne GE6 |
| Véhicules de marque Volkswagen         |        | | | |
| Sous-traitances                        |        | | | |
| Crafter                                | 2      | - 910 et 911 (2008). | - Exploité par Berthelet | Ligne oui · Ligne 30 |
| Crafter                                | 1      | - Aucun (N.C.). | - Exploité par Faure Tourisme | Ligne oui · Ligne GE2 |
| Véhicules de marque Fast Concept Car   |        | | | |
| Sous-traitances                        |        | | | |
| Starter LE                             | 26     | - 6908 à 6933 (2012 à 2014). | - Utilisés jusqu'au 31 août 2015 sur le réseau Les cars du Rhône; - Exploité par Berthelet | Ligne oui · Ligne 1E · Ligne oui · Ligne Zi5 |
| Starter S                              | 4      | - 607, 609-611 (2013). | - Exploité par Maisonneuve | Ligne oui · Ligne N82 |
| Véhicules de marque Dietrich Véhicules |        | | | |
| Sous-traitances                        |        | | | |
| City 21                                | 1      | - 7664 (N.C.). | - Exploité par Transdev Rhône-Alpes Interurbain | Ligne oui · Ligne R2 |
| City 21                                | 2      | - 122015 et 122016 (2012). | - Véhicules arrivés sur le réseau en 2015, ex-Keolis Aix-en-Provence. - Exploité par Keolis Planche | Ligne oui · Ligne S10 |
| Véhicules de marque Indcar             |        | | | |
| Sous-traitances                        |        | | | |
| Wing                                   | 1      | - R3121 (N.C.). | - Carrossé sur châssis Iveco Daily - Exploité par Transdev Rhône-Alpes Interurbain | Ligne oui · Ligne S2 |
| Véhicules de marque Vehixel            |        | | | |
| Sous-traitances                        |        | | | |
| Cytios 30                              | 1      | - 7584 (N.C.). | - Exploité par Transdev Rhône-Alpes Interurbain | Ligne oui · Ligne N20 |
| Véhicules de marque Gruau              |        | | | |
| Sous-traitances                        |        | | | |
| Bolloré Bluebus                        | 1      | - 9917 (2017). | - Version électrique - Exploité par Berthelet | Ligne oui · Ligne 29 · Ligne 30 |
| Véhicules de marque Isuzu              |        | | | |
| Sous-traitances                        |        | | | |
| NovoCiti Life                          | 2      | - 785 et un inconnu (2020). | - Exploité par Maisonneuve | Ligne oui · Ligne 84 |
| Véhicules de marque Volvo              |        | | | |
| Sous-traitances                        |        | | | |
| 7900 électrique                        | 2      | - N.C. (2020). | - Exploité par Faure Tourisme | Ligne oui · Ligne N81 |

Bus relais
Les bus relais (métro, tramway, funiculaire) sont mis en place en cas d'incident imprévu sur une ligne. Dans ce cas, des bus sont retirés temporairement des lignes voisines pour assurer le service, sauf en cas d’interruption prévue (comme des travaux), où des véhicules spécifiques peuvent être prévus. Leur nom commence par BR, suivi de la lettre du mode de transport, puis du nom de la ligne. Par exemple : BRMB pour "bus relais métro ligne B".

#### Sous-traitant Transdev Rhône-Alpes Interurbain
Les véhicules avec un numéro de parc commençant par R viennent de Transdev Rhône Nord Autocars, société ayant fusionné avec Transdev Rhône-Alpes Interurbain. Des autocars Mercedes-Benz Intouro ou Irisbus/Iveco Crossway aux couleurs de Transdev peuvent être utilisés sur les lignes 96 et 97 en renfort ou pour remplacer des véhicules indisponibles. Il arrive que certains véhicules de Transdev RAI circulent sur la ligne 86.

### Dépôts

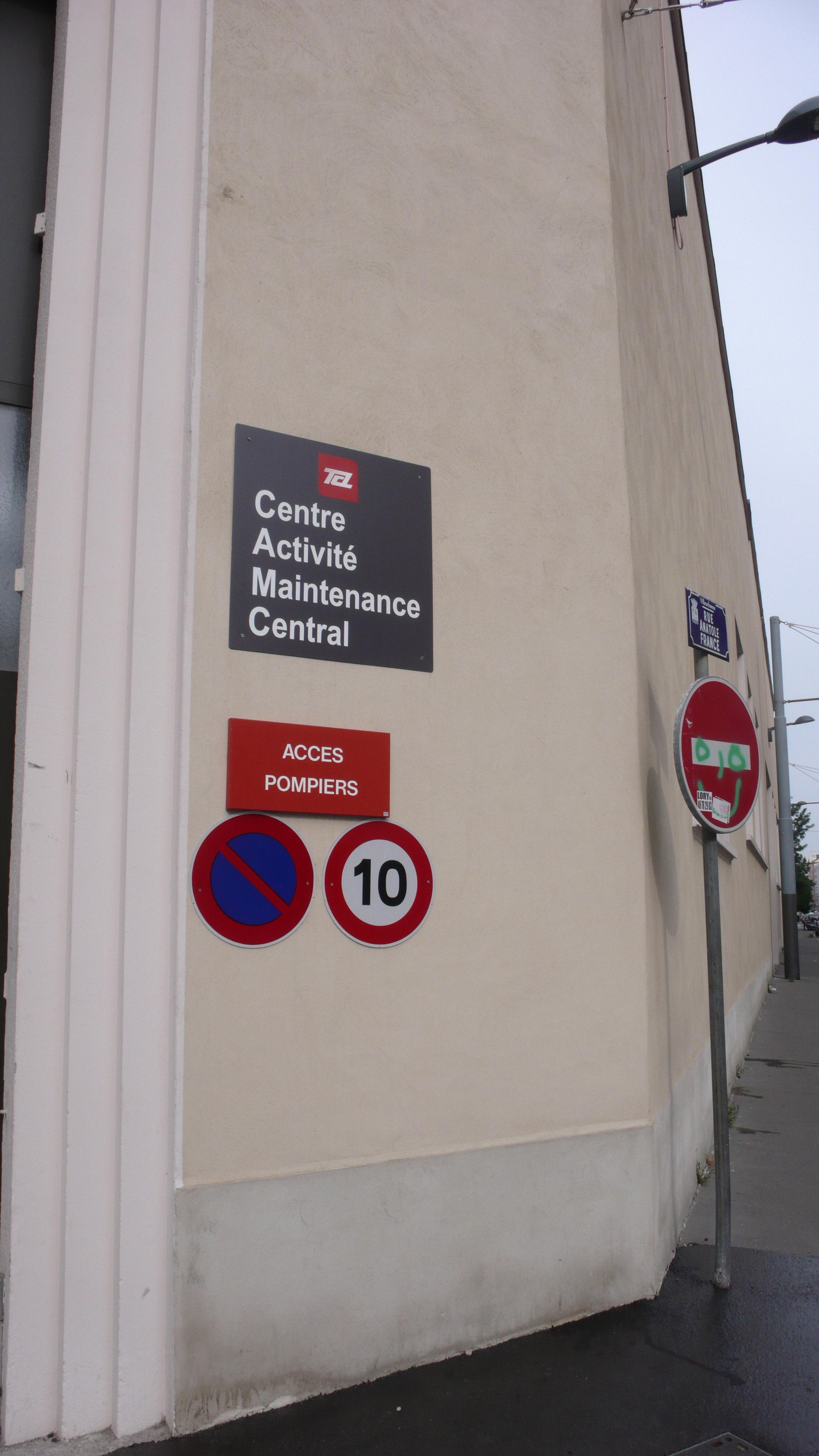
Panneau à l'entrée d'UTN.

Les quelque 1 000 véhicules du réseau sont remisés dans neuf dépôts appelés localement « Unité de Transport » qui assurent le dépôt, la révision et l'entretien des véhicules.
Ces dépôts étaient majoritairement prévus pour les tramways, et datent de la fin du XIXe siècle et du début du XXe siècle. À quelques exceptions de La Soie (2 mai 1980), de Givors repris lors de l'absorption du réseau Gibus (1er janvier 2007) et de Vaise construit pour les nouveaux trolleybus à grande capacité, (28 septembre 1952) sous le nom de Saint Simon et agrandi dans les années 1970. Le dépôt d'Audibert n'a jamais accueilli de tramways, il fut construit pour les premiers autobus et ouvert le 15 janvier 1925 sous le nom du quartier des Quatre Maisons.
Le dépôt d'Alsace a la particularité d'accueillir les « Ateliers centraux de surface » (ACS) où ont lieu les grosses réparations et où sont effectuées les rénovations de mi-vie des bus.
Certaines des lignes du réseau sont exploitées par deux dépôts, il s'agit des lignes C17, C10 et 78 ainsi que la ligne 100 pour des renforts de bus articulés.
Les lignes de bus relais tramways et métro sont indiquées uniquement en cas de travaux prévus, en cas d'interruption inopinée, il n'y a pas de dépôt spécifique qui assure ces services.
| Dépôt                                | Unité de transport                                                                    | Lignes | Adresse                                                                                         |
| ------------------------------------ | ------------------------------------------------------------------------------------- | --- | ----------------------------------------------------------------------------------------------- |
| (UTA) Audibert et Lavirotte          | UTA - Unité de Transport Audibert                                                     | 448D (Nuits de Fourvière) | 61-63 rue Audibert et Lavirotte dans le 8e arrondissement de Lyon (45° 44′ 12″ N, 4° 51′ 28″ E) |
| (UTC) Cuire                          | UTC - Unité de Transport de Caluire                                                   | 448C (Nuits de Fourvière) | 95 rue Coste, Caluire-et-Cuire (45° 47′ 20″ N, 4° 50′ 06″ E)                                    |
| (UTG) Grigny                         | UTG - Unité de Transport de Givors                                                    | (Dépôt principal du 78) | Avenue de Champlevert, ZI du Recou, Grigny (45° 36′ 04″ N, 4° 47′ 06″ E)                        |
| (UTN) Alsace                         | UTN - Unité de Transport Nord                                                         | Ligne Oui · Ligne C1 · Ligne C2 · Ligne C5 · Ligne C13 · Ligne C18 · Ligne oui · Ligne PL1 | 21 rue d'Alsace, Villeurbanne (45° 46′ 07″ N, 4° 52′ 13″ E)                                     |
| (UTO) Oullins                        | UTO - Unité de Transport d'Oullins                                                    | (Dépôt principal du C10) | 21 boulevard Émile Zola, Oullins (45° 43′ 05″ N, 4° 48′ 28″ E)                                  |
| (UTPe) Perrache et (UTPc) Confluence | UTPE - Unité de Transport de Perrache et UTPC- Unité de Transport Perrache-Confluence | Ligne oui · Ligne C19 · Ligne C20E · Ligne C20 · Ligne C21 · Ligne C22 · Ligne C22E · Ligne oui · Ligne 15 · Ligne 27 · Ligne 31 · Ligne 46 · Ligne 49 · Ligne 55 · Ligne oui · Ligne 65 · Ligne 66 · Ligne 90 · Ligne 98 · Ligne 98E · Ligne oui · Ligne S1 · Ligne S9 · Ligne oui · Ligne 72-98 · Ligne oui · Ligne PL3 | 9 quai Rambaud dans le 2e arrondissement de Lyon (45° 44′ 55″ N, 4° 49′ 13″ E)                  |
| (UTP) Les Pins                       | UTP - Unité de Transport des Pins                                                     | Ligne oui · Ligne C8 · Ligne C9 · Ligne C10 · Ligne C15E · Ligne C16 · Ligne C17 · Ligne C26 · Ligne oui · Ligne 24 · Ligne 25 · Ligne 26 · Ligne 69 · Ligne 79 · Ligne N100 · Ligne oui · Ligne PL2 | 98 avenue Lacassagne dans le 3e arrondissement de Lyon (45° 44′ 53″ N, 4° 52′ 47″ E)            |
| (UTS) La Soie                        | UTS - Unité de Transport de La Soie                                                   | 448A (Nuits de Fourvière) | 88 rue de La Poudrette, Villeurbanne (45° 45′ 36″ N, 4° 55′ 15″ E)                              |
| (UTV) Saint-Simon                    | UTV - Unité de Transport de Vaise                                                     | 448B (Nuits de Fourvière) | 16-26 rue Saint-Simon dans le 9e arrondissement de Lyon (45° 46′ 41″ N, 4° 47′ 51″ E)           |

Particularité des véhicules des lignes 78, 80, 81
Les véhicules servant sur les lignes 78, 80, 81 on la particularité de posséder les 3 thermomètres de ligne, permettant leurs rotations rapides sur une même journée, excepté ceux servant sur la ligne 78 entreposés a Oullins.

### Dépôts des sous-traitants
Le réseau TCL comporte plusieurs lignes sous-traitées, rattachées à différents transporteurs. Ces lignes sont rattachées aux unités de transports pour ce qui concerne la gestion des lignes et signalétique aux arrêts. Les lignes 11 et 12 mises en service en janvier 2013 ainsi que les lignes 61 et 72 (depuis avril 2019) sont exploitées sur le principe de la sous-délégation, c'est-à-dire que la ligne est exploitée par une autre société que l'exploitant principal Keolis Lyon, en l'occurrence Keolis Planche avec ses conducteurs, mais en utilisant des véhicules fournis par l'autorité organisatrice, SYTRAL Mobilités.
| Transporteur                     | Dépôt                     | Lignes | UT de rattachement                                 |
| -------------------------------- | ------------------------- | --- | -------------------------------------------------- |
| Transdev Rhône-Alpes Interurbain | Genay                     | Ligne oui · Ligne 96 · Ligne 97 · Ligne N20 · Ligne oui · Ligne R2                                                         | UTV                                                |
| Transdev Rhône-Alpes Interurbain | La Tour-de-Salvagny       | Ligne oui · Ligne 86 · Ligne oui · Ligne S2                                                                                | UTV                                                |
| Keolis Planche                   | Arnas                     | Ligne oui · Ligne 61 | UTV                                                |
| Keolis Planche                   | Chaponost                 | Ligne oui · Ligne 11 · Ligne 12                                                                                            | UTO                                                |
| Keolis Planche                   | Craponne                  | Ligne oui · Ligne 72 · Ligne oui · Ligne GE6                                                                               | UTV                                                |
| Keolis Planche                   | Rillieux-la-Pape          | Ligne oui · Ligne 23 · Ligne oui · Ligne S5 · Ligne S7 · Ligne S8 · Ligne S10 · Ligne oui · Ligne GE1                      | 23, S7 et S10 à UTV ; S5 et GE1 à UTC ; S8 à UTN   |
| Keolis Planche                   | Quincieux                 | Ligne oui · Ligne S14 | UTV                                                |
| Maisonneuve                      | Sain-Bel                  | Ligne oui · Ligne 84 · Ligne N82                                                                                           | UTV                                                |
| Maisonneuve                      | Reyrieux                  | Ligne oui · Ligne 77 |                                                    |
| Cars Berthelet                   | Genas                     | Ligne oui · Ligne 1E · Ligne 28 · Ligne 29 · Ligne 30 · Ligne 32 · Ligne oui · Ligne 47 · Ligne 48 · Ligne oui · Ligne Zi5 | 28, 29, 30, 32, 47, 48, Zi5 et N1 à UTS ; 1E à UTA |
| Cars Faure                       | Saint-Priest              | Ligne oui · Ligne N81 · Ligne oui · Ligne GE2                                                                              | UTA                                                |
| Philibert                        | Caluire-et-Cuire          | Ligne oui · Ligne N84 | UTS                                                |
| Taxi Dubouchet                   | 9e arrondissement de Lyon | en soirée en partie le dimanche (Soirée)                                                                                   | 21, 46/90 et GE4 à UTV ;                           |
| Les Courriers Rhodaniens         | Pierre-Bénite             | Ligne oui · Ligne 6 |                                                    |

Taxi Dubouchet : 21 (en soirée en partie), 77 (le dimanche)

### Matériels roulant réformé
Le tableau suivant réunit les véhicules entièrement réformés et ayant servi sur le réseau TCL en dehors des lignes JD (Junior Direct). Le SYTRAL a pour habitude de donner ou vendre les véhicules réformés encore en état de rouler à d'autres exploitants souvent hors de France, notamment en Europe de l'Est ou en Afrique, les véhicule sous-traitants ne sont pas indiqué.
les véhicule les plus anciens étais majoritairement des trolleybus
les différente source utilisé sont :
- TCLyon[49]
- Transports Électriques de Ville[48]
- internet

Attention, les numéros de parc indiqués sont uniquement à titre indicatif, les séries libérées après réforme étant réattribuées aux nouveaux véhicules.
| Modèle | Nombre           | anciens Numéros de parc                                                                                                 | Commentaire | Image |
| --- | ---------------- | --- | --- | --- |
| Véhicules de marque Gruau |                  | | | |
| MG 36 | au moins 15      | 1101 a 1115 (1990-2004)                                                                                                 | | |
| Véhicules de marque Mercedes-Benz |                  | | | |
| Citaro LE Ü | 2                | - 7564-7565 (2007-2023).                                                                                                | Ex TER Rhône-Alpes est arrivée sur le réseaux TCL en 2012. | |
| Véhicules de marque Jacquemond |                  | | | |
| 10 AGT | 20               | 501-520 (1948 a 1965)                                                                                                   | | |
| Véhicules de marque Vetra |                  | | | |
| (Attention certaine date de retrait des véhicules issus de cette marque ne sont pas connues et ont été estimées par rapport à celle de véhicules d'année similaire qui sont connues) |                  | | | |
| VETRA CS 60 | 19               | 1-20 (1935-1953) | | |
| VETRA VBBh/TEB1 | 32               | 21-53 (1941 à 1960) | | |
| VETRA VBBh/TEB2 | 49               | 101-150 (1947 à 1965)                                                                                                   | | |
| VETRA VBBh/TEB3 | 29               | 201-230 (1948 à 1966)                                                                                                   | | |
| VETRA Renault C | 18               | - 81-83 (1949 à 1966) - 401-418 (1945 à 1963)                                                                           | | |
| VA3 | 54               | 601-654 (1943 à 1968)                                                                                                   | | |
| VA3B2 | 142              | 701-842 (1954 à 1983)                                                                                                   | - Véhicule 728 préservé dans les réserves du musée Henri Malartre - Véhicule 830 préservé au musée Amtuir | |
| VBH85 | 21               | - 451-471 (1963 a 1985) - 1701-1707 (ex : 465-471) (1985 a 2002)                                                        | - Véhicule 1707 préservé par le musée Amtuire; - ces véhicules ont servi exclusivement sur la ligne 6 actuelle ligne S6 | |
| Véhicules de marque Berliet |                  | | | |
| Berliet ER100 | 191              | - 1900-1912 (1977-1998) - 2601-2630 (1978-2005) - 2801-2837 (1977-2004) - 2901-2942 (1978-1999) - 3901-3969 (1978-1997) | Véhicule 1900 préservé par l'association Trolleybus Club Lyonnais | |
| Véhicules de marque Renault |                  | | | |
| Agora L | 12               | - 1001 à 1012 (1997-2014).                                                                                              | - Avec l'arrivée du tramway T1 et T2 en 2001, le Sytral n'avait pas besoin d'acheter des bus articulés et se contentait de maintenir les vieux GX187 mais également les PR 180 expliquant qu'il n'y ait eu qu'une petite série d'Agora L. - véhicule 1012 préservé par l'association Autoville             | |
| PR 118 | 14               | - 2301-2314 (1994-2013)                                                                                                 | | |
| Agora S | 161 (incertains) | - 2401-2456 (1998-2015) - 2501-2561 (1996-2014) - 2701-2744 (1997-2016) - 3601-3638 (1999-2016)                         | | |
| Agora Line | 122              | - R3001-R3004 (2000-2010) - 3701-3759 (2001-2017) - 3901-3959 (2000-2017)                                               | - Le véhicule no 3759 est toujours en service et entreposé au dépôt d'Alsace (UTN). Il est utilisé pour des événements spéciaux et sa livrée est au couleur de Habitat & Humanisme. | |
| R312 | 321              | - 3001-3098 (1994-2013) - 3100-3181 (1989-2005) - 3301-3390 (1991-2011) - 3401-3451 (1995-2014)                         | - Le véhicule no 3100 est l'unique véhicule livré en 1985 et réformé en 2003. - Le véhicule no 3426 est préservé par l'association Rétro Bus Lyonnais. | |
| PR 100.2 GNV | 1                | - 1201 (1987- 1999) | - 1201 était sous le numéro de parc 3219 de 1987 a 1992, puis sous le numéro 1201 de 1994 à 1999; - Il s'agissait d'un PR 100 Diesel convertie au GNV | |
| Renault ER100 | 26               | 1801-1826 (1981 a 2006)                                                                                                 | véhicule initialement produit par Berliet avant la fusion avec Renault | |
| Véhicules de marque Irisbus |                  | | | |
| Agora Line | 140              | - 1201-1238 (2004-2018) - 1301-1338 (2003-2019) - 1401-1464 (2003-2017)                                                 | | |
| Citelis Line | 28               | - 1501-1526 (2005-2018) - 7570 - R3071                                                                                  | | |
| Cristalis ETB 12 | 69               | - 1801-1869 (2002 a 2024)                                                                                               | - les dernier véhicules ont fini leur service sur la ligne C18 le dimanche 20 octobre 2024. - le véhicule 1839 est préservé par l'association : Trolleybus Club Lyonnais. | |
| Cristalis ETB 18 | 26               | - 1901-1927 (2002 à 2025)                                                                                               | | |
| Citelis 12 | 102              | - 1601-1655 (2006 a 2021) - 3801-3847 (2007 a 2025)                                                                     | - 1607 préservé par l'association autoville depuis 2023 | |
| Citelis 18 | 50               | - 2001-2038 (2005 a 2020) - 2801-2812 (2008 a 2022)                                                                     | | |
| Europolis | 5                | - 3201-3205 (2004-2014)                                                                                                 | | Photographie d'un arrêt de bus matérialisé par un totem, devant lequel est stationné un bus de la ligne 91 à destination de la gare Saint-Paul. |
| Véhicules de marque HESS |                  | | | |
| MAN A53 - NMT | 7                | - 1711 à 1717 (1999-2024)                                                                                               | - Construits par HESS avec une base de MAN NM 222 et une motorisation électrique de Kiepe Elektrik. - un appel d'offres avait été passé en 2022 pour les rénover mais aucune réponse n'a été reçue pour un budget de 250 000 € par véhicule. - Ce trolleybus a été conçu sur mesure pour la ville de Lyon. | |
| Véhicules de marque Gépébus |                  | | | |
| Oréos 55 | 21               | - 3501-3521 (1998-2015)                                                                                                 | | Photographie d'un arrêt de bus matérialisé par un totem, devant lequel est stationné un bus de la ligne 91 à destination de la gare Saint-Paul. |
| Véhicules de marque Heuliez Bus |                  | | | |
| GX 187 | 15               | - 2001-2015 (1985-2001)                                                                                                 | | |